# Biłgoraj
Biłgoraj (niem. Bilgoraj, jid. ‏בילגוריי‎, ros. Билгорай, ukr. Білго́рай) – miasto w południowo-wschodniej Polsce, w województwie lubelskim, siedziba powiatu biłgorajskiego.
Drugie pod względem liczby ludności (po Zamościu) miasto w południowej części województwa lubelskiego. W przeszłości był miastem szlacheckim, założonym przez Gorayskich herbu Korczak w drugiej połowie XVI wieku.
Biłgoraj leży w historycznej Małopolsce, w drugiej połowie XVIII wieku jako miasto prywatne położony był w powiecie urzędowskim w ziemi lubelskiej województwa lubelskiego.
Początkowo był istotnym ośrodkiem protestanckim. Z czasem stał się miejscem przenikania kultur głównie polskiej i żydowskiej, a także rusińskiej i (w okresie rozbiorowym) rosyjskiej. Do końca XIX wieku był znacznym centrum rzemieślniczym. Miasto stanowi duży ośrodek przemysłu lekkiego. Leży w bezpośrednim sąsiedztwie Roztocza, wśród lasów Puszczy Solskiej, nad rzeką Ładą.

## Geografia

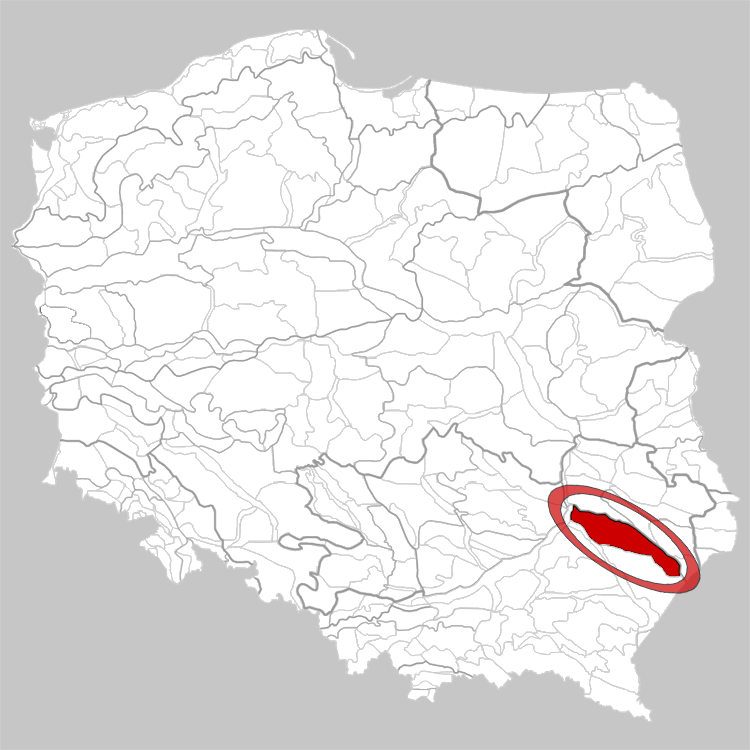
Położenie Równiny Biłgorajskiej na mapie Polski

### Lokalizacja
Biłgoraj jest zlokalizowany w południowo-wschodniej Polsce. Leży w południowej części województwa lubelskiego, w środkowej części powiatu biłgorajskiego.
Pod względem historycznym Biłgoraj znajduje się w północno-wschodniej Małopolsce, w dawnej ziemi lubelskiej, bezpośrednio przy granicy z Rusią Czerwoną. Biorąc pod uwagę regionalizację kraju, stanowi część nakładających się na siebie regionów: Lubelszczyzny, Zamojszczyzny oraz Biłgorajszczyzny.
Pod względem fizycznogeograficznym znajduje się w północnej części Kotliny Sandomierskiej, na pograniczu stanowiącej jej część Równiny Biłgorajskiej oraz Roztocza Środkowego. Jednocześnie leży na największej z bezleśnych wysp Puszczy Solskiej, której lasy otaczają je głównie od strony północnej i wschodniej.
Pod względem odległości od dwóch największych miast południowo-wschodniej Polski, Biłgoraj znajduje się – w linii prostej – ok. 90 km na południe od Lublina i ok. 75 km na północny wschód od Rzeszowa.

### Warunki naturalne

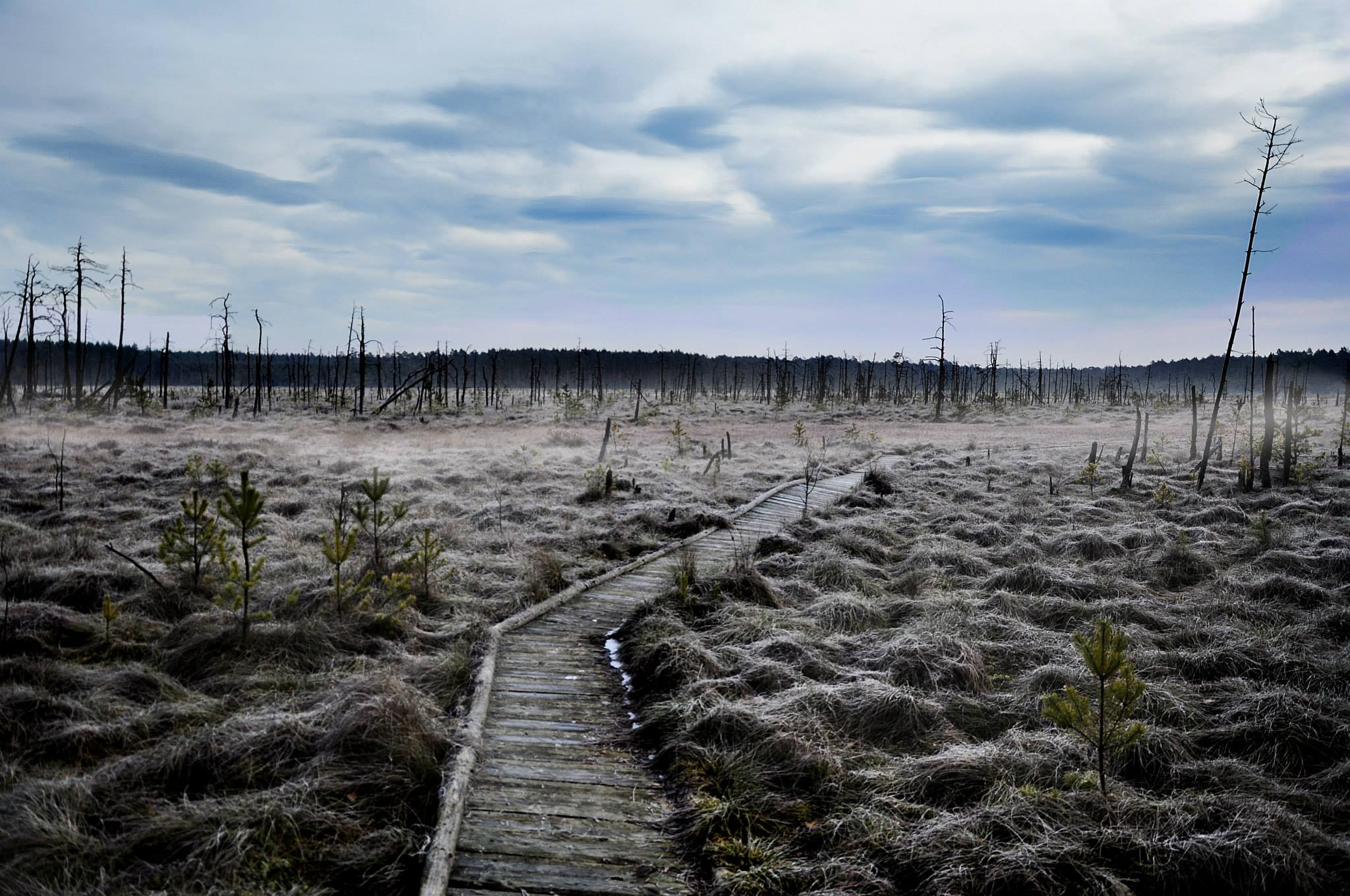
Rezerwat Obary w pobliżu Biłgoraja, chroniący torfowiska Puszczy Solskiej, klasyfikowany jako teren ochronny programu Natura 2000. Fotografia wykonana zimą

Miasto leży na terenie bagienno-piaskowym. Przeważają tutaj nieprzydatne dla rolnictwa gleby bielicowe.
Przez Biłgoraj przepływają dwie rzeki, należące do dorzecza Wisły. Są to:
- Biała Łada – płynie z północy w kierunku południowo-zachodnim;
- Czarna Łada – płynie ze wschodu w kierunku zachodnim.

Kilka kilometrów za granicami miasta obie łączą się, tworząc większą rzekę Ładę. Ponadto w Biłgoraju znajduje się szereg mniejszych strug i cieków wodnych. Zaliczyć do nich można m.in. Próchnicę, przy której w osiedlu Piaski znajdują się stawy rybne, oraz Osę, zasilającą zalew na Bojarach.
Wysokość, na jakiej znajduje się Biłgoraj, waha się od ok. 184 m n.p.m. do ok. 212 m n.p.m. Najniżej położone obszary to doliny rzek Białej i Czarnej Łady. Zróżnicowanie terenu w Biłgoraju nie jest zbyt duże; powierzchnia miasta jest raczej płaska i znajduje się w nim tylko pewna liczba niewielkich, bardzo łagodnych wzniesień. Ogólnie wyżej znajduje się część miasta leżąca się po zachodniej stronie Białej Łady.
Średnia temperatura powietrza w latach 1971–2000 wynosiła zimą –1 °C, latem 16–17 °C. Na taką specyfikę temperaturową wpływa otoczenie miasta przez Puszczę Solską – lasy stanowią otulinę łagodzącą klimat. Na wschód od tego kompleksu leśnego warunki klimatyczne są bardziej kontynentalne, a temperatury zimą odczuwalnie niższe.
Pokrywa śnieżna w Biłgoraju utrzymuje się od 80 do 85 dni, a okres wegetacyjny trwa od 200 do 215 dni.
Otoczenie Biłgoraja charakteryzuje się dużą liczbą obszarów chronionych przyrodniczo, mających na celu głównie ochronę cennych lasów Puszczy Solskiej. W bezpośrednim sąsiedztwie miasta (do 15km) znajdują się tereny Roztoczańskiego Parku Narodowego, Parku Krajobrazowego Puszczy Solskiej, Parku Krajobrazowego Lasy Janowskie, Szczebrzeszyńskiego Parku Krajobrazowego oraz rezerwatu Obary, chroniącego torfowiska leśne. Na terenie miasta znajdują się też drzewa-pomniki przyrody.

### Układ przestrzenny
Według danych z 2002 Biłgoraj ma obszar 20,85 km², z czego 55% stanowią użytki rolne, 9% użytki leśne, a 36% obszary pozostałe – w tym zurbanizowane. Miasto stanowi 1,24% powierzchni powiatu. Jego rozciągłość południkowa wynosi ok. 5,6 km, a równoleżnikowa ok. 5,3 km.
Zabudowa miasta przestrzennie jest podzielona na dwie części. Dzieli je płynąca w kierunku południowo-zachodnim Biała Łada wraz z nadrzecznymi łąkami. Na lewym (wschodnim) brzegu rzeki znajduje się właściwa, większa część Biłgoraja. Na prawym (zachodnim) brzegu zlokalizowanych jest kilka osiedli, z których największe to Różnówka.
Zabudowa mieszkalna Biłgoraja to domy jednorodzinne, wielorodzinne oraz wielopiętrowe bloki mieszkalne. Większość tych drugich jest skupiona w kilku osiedlach blokowych: w granicach dzielnic Śródmieście, Ogrody, Puszcza Solska oraz w osiedlu Nadstawna.
Największe tereny przemysłowe i magazynowo-składowe zlokalizowane są w granicach dzielnic Puszcza Solska, Piaski i Rapy.
Tereny zielone to w większości łąki, ciągnące się głównie wzdłuż Białej Łady oraz na peryferyjnych obszarach miasta. Zachodnia, zabudowana w mniejszym stopniu część Biłgoraja w dużej mierze zajęta jest przez użytki rolne. Do obszarów niezabudowanych zaliczają się też ogrody działkowe i lasy. Te ostatnie rozrzucone są wzdłuż granic miasta oraz – w większej ilości – na terenie dzielnicy Bojary.
Zagospodarowanych parków oraz skwerów miejskich w Biłgoraju nie ma zbyt wiele i nie zajmują one dużej powierzchni. Największym jest Park im. Stanisława Nowakowskiego w osiedlu Różnówka, zajmujący obszar ok. 6,5 ha.

### Osiedla podmiejskie
Biłgoraj jest otoczony wieńcem wsi o charakterze miejsko-wiejskim (jest to tzw. strefa podmiejska). Część z nich liczy ponad 1000 mieszkańców; w przyszłości mogą zostać wchłonięte przez rozrastające się miasto, jak to miało miejsce z wioskami Rapy, Bojary i Puszcza Solska, które dziś są dzielnicami.
Wsie te mają charakter ulicówek oraz wielodrożnic; są to m.in. Dąbrowica, Gromada, Korczów, Okrągłe, Sól, Wola Mała i Dereźnia. Tworzą one aglomerację miasta Biłgoraj; aglomeracja ta jednak nie ma żadnego statusu administracyjnego i można o niej mówić tylko w sensie umownym.

## Demografia

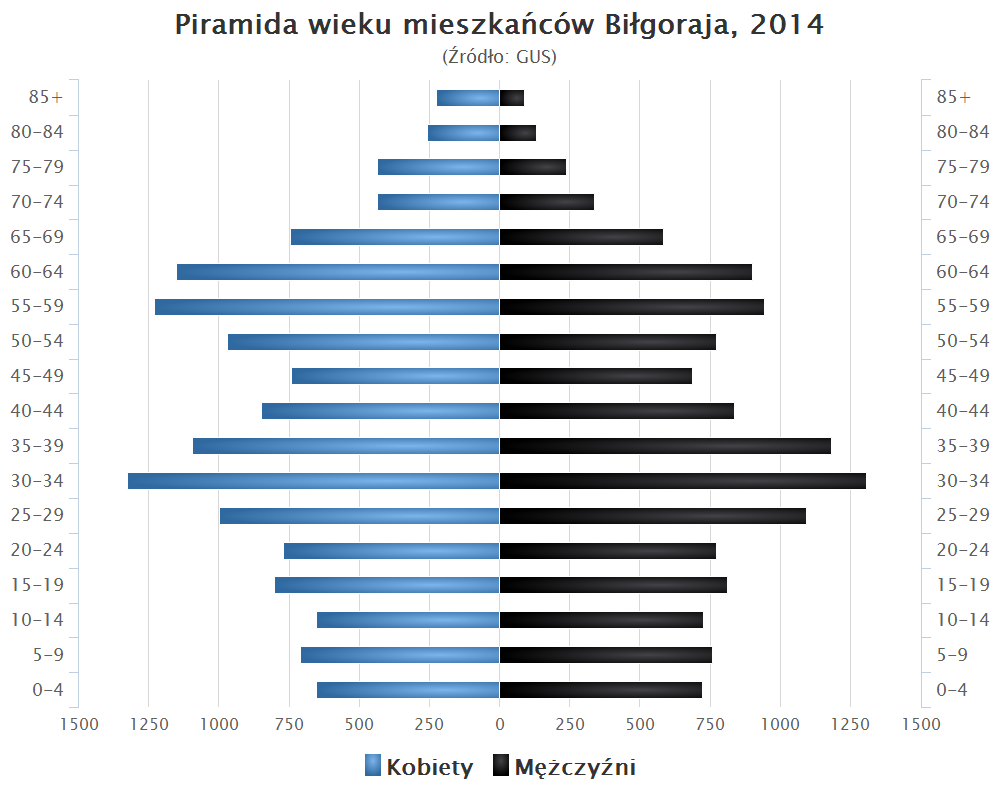
Piramida wieku mieszkańców Biłgoraja w 2014

Według danych GUS z 31 grudnia 2019 r. Biłgoraj liczył 26 329 mieszkańców. Tendencja ma charakter lekko spadkowy – dla porównania, w 2009 miasto zamieszkiwało 27 341 osób. W uściśleniu:
- współczynnik salda migracji jest ujemny (w 2016 wynosił –5,28‰) i utrzymuje się na stałym poziomie od kilku lat;
- współczynnik przyrostu naturalnego waha się między dodatnim a ujemnym (w 2016 był bliski zeru, wynosił –0,38‰).

Na 100 mężczyzn w Biłgoraju przypada 108 kobiet; na 100 osób w wieku produkcyjnym 65 osób w wieku nieprodukcyjnym. Gęstość zaludnienia to 1256 osób na 1 km². Stopa bezrobocia rejestrowanego w 2016 wynosiła w Biłgoraju 4,8%, a więc jest znacznie niższa niż średnia w województwie lubelskim (w analogicznym okresie wynosiła ona 10,3%).

## Samorząd, administracja, ustrój miasta

### Samorząd
Biłgoraj jest gminą miejską. Rada Miasta jako organ uchwałodawczy samorządu liczy 21 członków; organem wykonawczym jest burmistrz miasta. Funkcję tę od 2024 pełni Wojciech Gleń. Siedziba tych władz samorządowych – urząd miasta – znajduje się w Ratuszu na Placu Wolności.
Biłgoraj jest ponadto siedzibą powiatu oraz gminy wiejskiej (tzn. obejmującej okoliczne miejscowości, nie posiadające statusu miasta). W związku z tym znajdują się w nim siedziby władz samorządowych tych jednostek: starostwo powiatowe i urząd gminy.
Władze samorządowe posługują się symbolami miasta, którymi są herb oraz flaga. Herb Biłgoraja – „na tarczy czerwonej trzy srebrne belki w pas ułożone, a nad nimi takiego samego koloru łabędź” – swoją obecną formę graficzną posiada od XVI w. i nawiązuje do rodu Gorajskich, którzy byli założycielami miasta. 

### Podział administracyjny

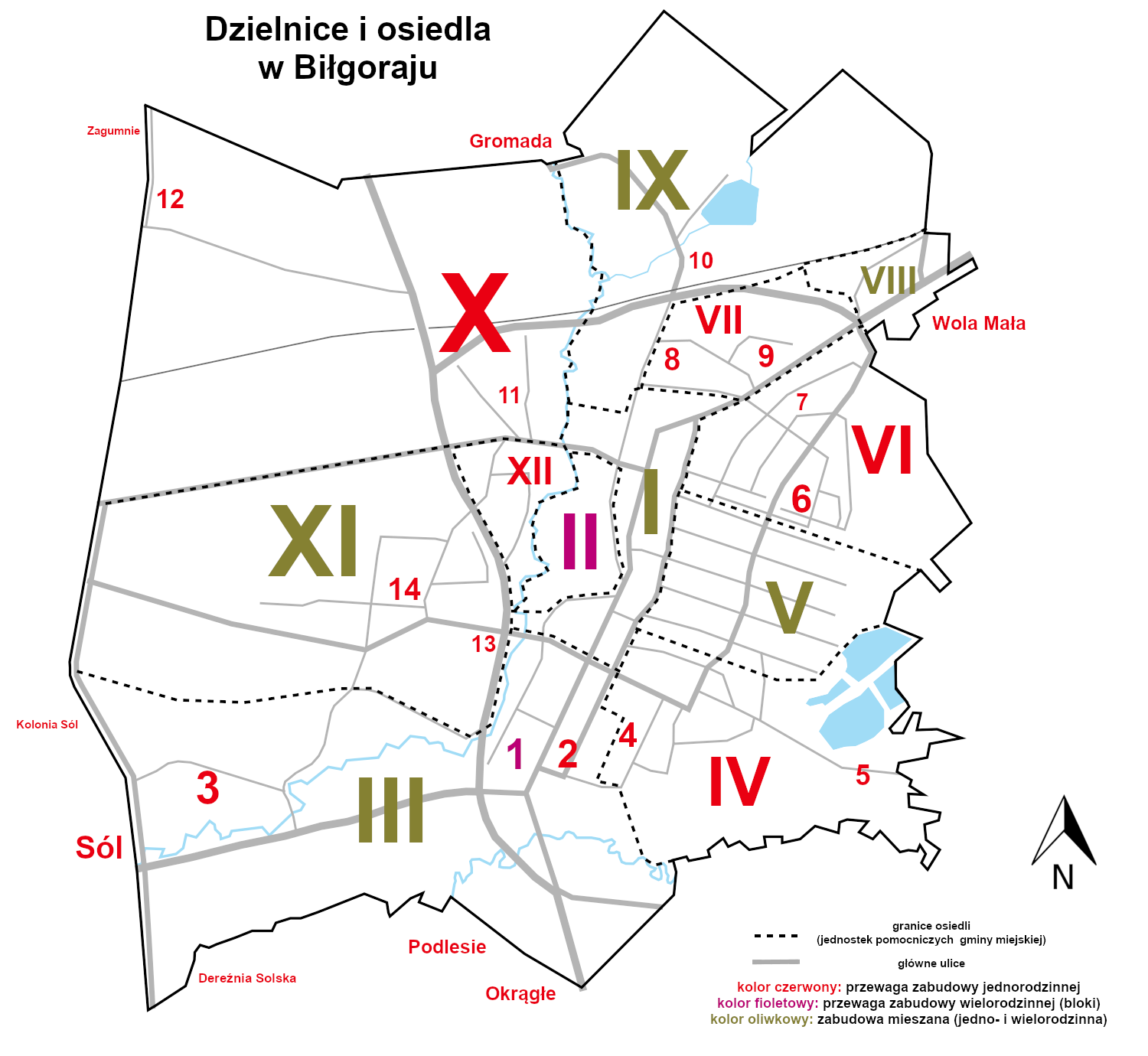
Plan osiedli w Biłgoraju

Miasto Biłgoraj jest podzielone na 12 osiedli (jednostek pomocniczych gminy). W każdym z nich są wybierane: rada osiedla (organ uchwałodawczy) i zarząd osiedla (organ wykonawczy).
W granicach niektórych osiedli (jednostek pomocniczych gminy) znajdują się mniejsze osiedla mieszkaniowe, które nie posiadają statusu jednostki administracyjnej.
Na graficznym planie osiedla (jednostki pomocnicze gminy) oznaczone są cyframi od I do XII, natomiast osiedla mieszkaniowe cyframi od 1 do 14.
- I Śródmieście
- II Nadstawna
- III Puszcza Solska
  - 1. Osiedle Henryka Sienkiewicza/Osiedle Krzeszowska
  - 2. Osiedle Południe
  - 3. Osiedle Stanisława Nowakowskiego
- IV Piaski
  - 4. Osiedle Bolesława Prusa
  - 5. Osiedle Leśnik
- V Ogrody
- VI Sitarska – Kępy
  - 6. Osiedle Kępy
  - 7. Osiedle Sitarska
- VII Roztocze
  - 8. Osiedle Przemysłowa/Osiedle Łąkowa
  - 9. Osiedle ZMS
- VIII Rapy
- IX Bojary
  - 10. Osiedle Bojary
- X Bagienna
  - 11. Osiedle Bagienna
  - 12. Osiedle Zacisze
- XI Różnówka
  - 13. Osiedle Podemłyny
  - 14. Wioska Dziecięca SOS
- XII Batorego

### Urzędy, instytucje
Biłgoraj jest siedzibą instytucji w skali lokalnej i regionalnej. Do najważniejszych placówek państwowych należą sąd rejonowy, prokuratura rejonowa, powiatowy urząd pracy, urząd skarbowy, powiatowa stacja sanitarno-epidemiologiczna i powiatowy inspektorat weterynarii. Ponadto funkcjonuje tutaj placówka terenowa Kasy Rolniczego Ubezpieczenia Społecznego. Miasto jest siedzibą Nadleśnictwa Biłgoraj, pod którego zarządem znajduje się 17 tys. ha powierzchni leśnej Puszczy Solskiej.
W skali ponadpowiatowej Biłgoraj jest siedzibą oddziału Zakładu Ubezpieczeń Społecznych, któremu podlega ponad połowa obszaru województwa lubelskiego, a także oddziału wojewódzkiego ośrodka ruchu drogowego.
Ze względu na niedużą odległość do wschodniej granicy państwowej w Biłgoraju funkcjonuje też Agencja Celna, utworzona w miejscu zlikwidowanego urzędu celnego. Na terenie miasta znajdują się 3 urzędy pocztowe.

### Współpraca z miastami w kraju i za granicą
Biłgoraj jest zrzeszony w Związku Miast Polskich. Ponadto bierze udział we współpracy międzynarodowej samorządów i ośrodków miejskich, co wyraża się m.in. w stowarzyszeniu z miastami partnerskimi leżącymi poza granicami Polski: 
| Miasto      | Kraj     | Data podpisania umowy |
| ----------- | -------- | --------------------- |
| Bílina      | Czechy   | 1995                  |
| Nowowołyńsk | Ukraina  | 1996                  |
| Kielmy      | Litwa    | 1998                  |
| Crailsheim  | Niemcy   | 2000                  |
| Stropkov    | Słowacja | 2007                  |
| Afula       | Izrael   | 2010                  |

## Historia

### Przed powstaniem miasta

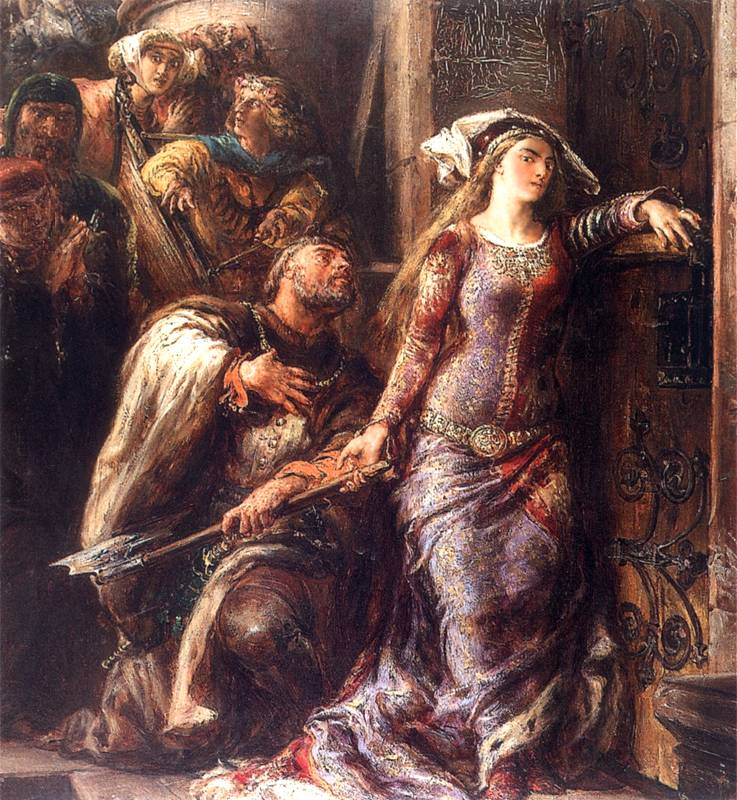
Królowa Jadwiga i Dymitr z Goraja – protoplasta rodu Gorajaskich – na obrazie Jana Matejki

Obszar południowej Lubelszczyzny uchodzi za względnie późno zaludniony. Tereny obecnie zajmowane przez Biłgoraj długo stanowiły część „pustki osadniczej” i były porośnięte lasami, których pozostałością jest wciąż rozległa Puszcza Solska. Bagnisty teren utrudniał karczunek lasu, a słabe, piaszczyste gleby uniemożliwiały uprawę ziemi. Obszar ten do czasów jagiellońskich znajdował się na rubieżach państwa polskiego: w czasach piastowskich leżał na granicy Grodów Czerwieńskich, a potem stanowił wysunięty cypel Małopolski wciśnięty pomiędzy ziemie ruskie. Był to jednocześnie skraj diecezji krakowskiej – dalej na południe i wschód rozciągała się metropolia lwowska.
Istnieją jednak przesłanki sugerujące, że obszar Biłgoraja pełnił jakąś funkcję na długo przed lokacją. Na terenie miasta zarejestrowane są 43 stanowiska archeologiczne wpisane do rejestru zabytków. Przypuszcza się, że teren, gdzie obecnie znajduje się tzw. lapidarium (stary cmentarz przy ul. Lubelskiej), mógł pełnić w bliżej nieokreślonej przeszłości rolę strażnicy chroniącej bród na rzece Czarna Łada.
Pierwszą dużą, planową akcją osadniczą w regionie była działalność Gorajskich, których obecność tu łączy się z jednym z protoplastów rodu, Dymitrem z Goraja. W czasach Kazimierza Wielkiego i Ludwika Węgierskiego objął on w posiadanie tereny Roztocza Środkowego wraz z istniejącymi wówczas ośrodkami: Gorajem, Kraśnikiem i Szczebrzeszynem. W następnych latach Gorajscy pomnażali swój majątek, zakładając w okolicy dzisiejszego Biłgoraja kolejne wsie, m.in. Gromadę, Dąbrowicę oraz Olendrów (obecnie Sól). Z uwagi na brak materiałów źródłowych nie da się określić dokładnych dat założenia tych miejscowości. Wiadomo jednak, że sytuacja taka trwała również w XVI wieku, kiedy jeden z przedstawicieli rodu – Adam Gorajski – powziął decyzję o założeniu nowego ośrodka, tym razem stanowiącego organizm miejski.

### Założenie Biłgoraja

Herb rodu Gorajskich Korczak, jego wizerunek stanowi część herbu Biłgoraja

Przez długi czas przyjmowano, że fundatorem i założycielem Biłgoraja był Adam Gorajski „Młodszy” (zm. 1602). Obecnie zaznacza się, że źródła nie precyzują dokładnie, o którego Adama chodzi, i założycielem mógł być też Adam Gorajski „Starszy”, stryj wspomnianego wyżej. Miasto powstało w latach 70. XVI w., a jego założenie zostało przypieczętowane wydaniem aktu lokacyjnego przez króla Stefana Batorego we Lwowie w dniu 10 września 1578. Akt określał, że nowo powstałe miasto będzie podlegać prawu magdeburskiemu, precyzował szczegóły dotyczące handlowej roli miasta (m.in. dozwoloną liczbę jarmarków), a zarazem na pierwsze lata zwalniał mieszkańców z części podatków obowiązujących na terenie Korony Królestwa Polskiego. Głównymi powodami założenia Biłgoraja przez Gorajskich były:
1. potrzeba istnienia ośrodka handlowego dla mieszkańców okolicznych wiosek, dotychczas zakładanych i rozwijanych przez Gorajskich[38];
2. chęć wzmocnienia prestiżu rodu poprzez posiadanie – oprócz prywatnych wsi – własnego ośrodka miejskiego;
3. chęć szerzenia idei reformacji i kalwinizmu.

Powiązanie Biłgoraja z wpływami protestanckimi wynikało z tego, że Gorajscy na przełomie XVI i XVII w. byli jednymi z najaktywniejszych polskich działaczy kalwińskich. W nowo budowanym Biłgoraju zorganizowali m.in. zbór i protestancką szkołę, a zarazem starali się z niego utworzyć ośrodek zjazdów reformatów. Jednocześnie przez pierwsze lata istnienia, mimo obecności świątyń innych wyznań, Biłgoraj nie posiadał kościoła katolickiego.
W momencie powstania najbliższymi Biłgorajowi miastami były Goraj i Tarnogród. Ponadto dwa lata po wydaniu aktu lokacji Biłgoraja w odległości ok. 50 km na północny wschód od niego Zamoyscy założyli drugi duży ośrodek miejski regionu – Zamość.
Biłgoraj został zbudowany w miejscu, gdzie dotąd nie znajdowała się żadna osada. Miasto lokowano na zalesionym wzniesieniu nazywanym Białym Gorajem i stąd wzięła się jego nazwa. Na wybór lokalizacji miał wpływ układ rzek, ułatwiający ewentualną obronę: z zachodu miasto było chronione przez Polską Ładę (obecnie Biała Łada), która miała liczne rozlewiska, a od południa przez Ruską Ładę (obecnie Czarna Łada). Istotnym był fakt, że wiódł tędy szlak handlowy łączący Lublin i Jarosław.
Ze względu na bliskość Puszczy Solskiej podstawowym budulcem miasta było drewno. Biłgoraj otoczono wałami, parkanem i basztami, wokół których z czasem powstały trzy przedmieścia: tarnogrodzkie, lubelskie i zamojskie. Stworzono połączenia drogowe z Zamościem, Krzeszowem i Lublinem, a przy wyjazdach z miasta zbudowano bramy i rogatki. Układ urbanistyczny wytyczony w momencie założenia Biłgoraja zachował się niemal bez zmian, a jego zasięg to obecnie północna część Śródmieścia.

### Okres przedrozbiorowy

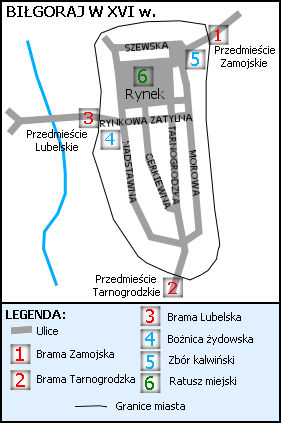
Amatorska mapa przedstawiająca układ urbanistyczny Biłgoraja w pierwszych latach istnienia miasta

Po śmierci Adama Gorajskiego „Młodszego” miasto przejął jego syn Zbigniew, który – podobnie jak ojciec – był możnym i znanym politykiem oraz działaczem reformackim. W rękach rodu swoich założycieli Biłgoraj znajdował się do połowy XVII w. Następnie linia Gorajskich wygasła, a Biłgoraj jako wciąż miasto prywatne – znalazł się w rękach Szczuków. Sto lat później, w połowie XVIII w. przejęli go Potoccy, dla których stał się tylko jednym z wielu ośrodków należących do ich magnackiej fortuny.
Od momentu powstania Biłgoraj był miastem o dużej roli handlowej i rzemieślniczej. Powstawały tu kolejne cechy, m.in. zbiorowy rzemiosł różnych (w 1628), kuśnierski (w 1648), szewski, sitarski (przed 1693) i tkacki. Liczba jarmarków początkowo wynosiła cztery rocznie, a w 1693 została zwiększona do ośmiu. Poza jarmarkami w Biłgoraju odbywały się cotygodniowe targi, których tradycyjnym dniem od XVII w. był czwartek. Z miasta eksportowano m.in. piwo biłgorajskie, wyroby kuśniercze, dostarczane przez Puszczę produkty leśne i miód. Centrum życia handlowego – jak w większości miast europejskich – stanowił Rynek.
Rozwój rzemiosła w Biłgoraju od XVII w. zaczął nabierać własnej specyfiki, która coraz bardziej odróżniała miasto od innych ośrodków. Było to związane z tym, że gros rzemieślników stanowili skupieni wokół wąskiej dziedziny, jaką była produkcja sitarska. Z czasem dziedzina ta stała się zajęciem rodzinnym dla większej części mieszczan, a wokół niej wytworzyły się lokalne zwyczaje, tradycje i obrzędy.
Wygaśnięcie rodu Gorajskich wiązało się z zakończeniem roli miasta jako ośrodka reformacji. Przed końcem XVII w. przestał istnieć kalwiński zbór, a w XVIII w. powstała pierwsza w mieście świątynia rzymskokatolicka – Kościół Trójcy Świętej i Wniebowzięcia Najświętszej Marii Panny.
Ślad w historii miasta zostawił okres wojen trwających w Polsce od połowy XVII w. Podczas powstania Chmielnickiego w 1648 kozacy zniszczyli niedawno zbudowany na południowym przedmieściu franciszkański klasztor we wsi Puszcza Solska. W 1652 Biłgoraj był miejscem schronienia części ludności Zamościa, w którym wybuchła zaraza. W 1660 miasto i ziemie majątku Gorajskich zostały ograbione przez własne, polskie wojska koronne. Takie losy były typowe dla ogółu miast w przeżywającej wówczas kryzys Rzeczypospolitej. Poprawę sytuacji Biłgoraja przyniósł spokojniejszy XVIII w.
W czasach I Rzeczypospolitej Biłgoraj był ośrodkiem wielonarodowościowym. Dominowali tu Polacy i Żydzi (tym drugim prawo osiedlania się nadał już Zbigniew Gorajski), a ponadto wśród mieszkańców znajdowali się Rusini. W drugiej połowie XVIII w. Biłgoraj był dziewiątym największym ośrodkiem Małopolski.
Podczas walk konfederacji barskiej Biłgoraj był miejsce niewielkich starć zbrojnych – m.in. w czerwcu 1770 zajęte przez wojska rosyjskie miasto stało się celem ataku konfederatów, którym przewodził marsz. Jan Karczewski. Po I rozbiorze Polski Biłgoraj przyłączono do Austrii, jednak w wyniku korekty granic w 1776 miasto wróciło do Polski. II rozbiór nie wpłynął na przynależność państwową Biłgoraja, a w czasie insurekcji kościuszkowskiej miasto nie odegrało większej roli. Po III rozbiorze miasto zostało ponownie włączone do Austrii i znalazło się w granicach Galicji.

### Zabory

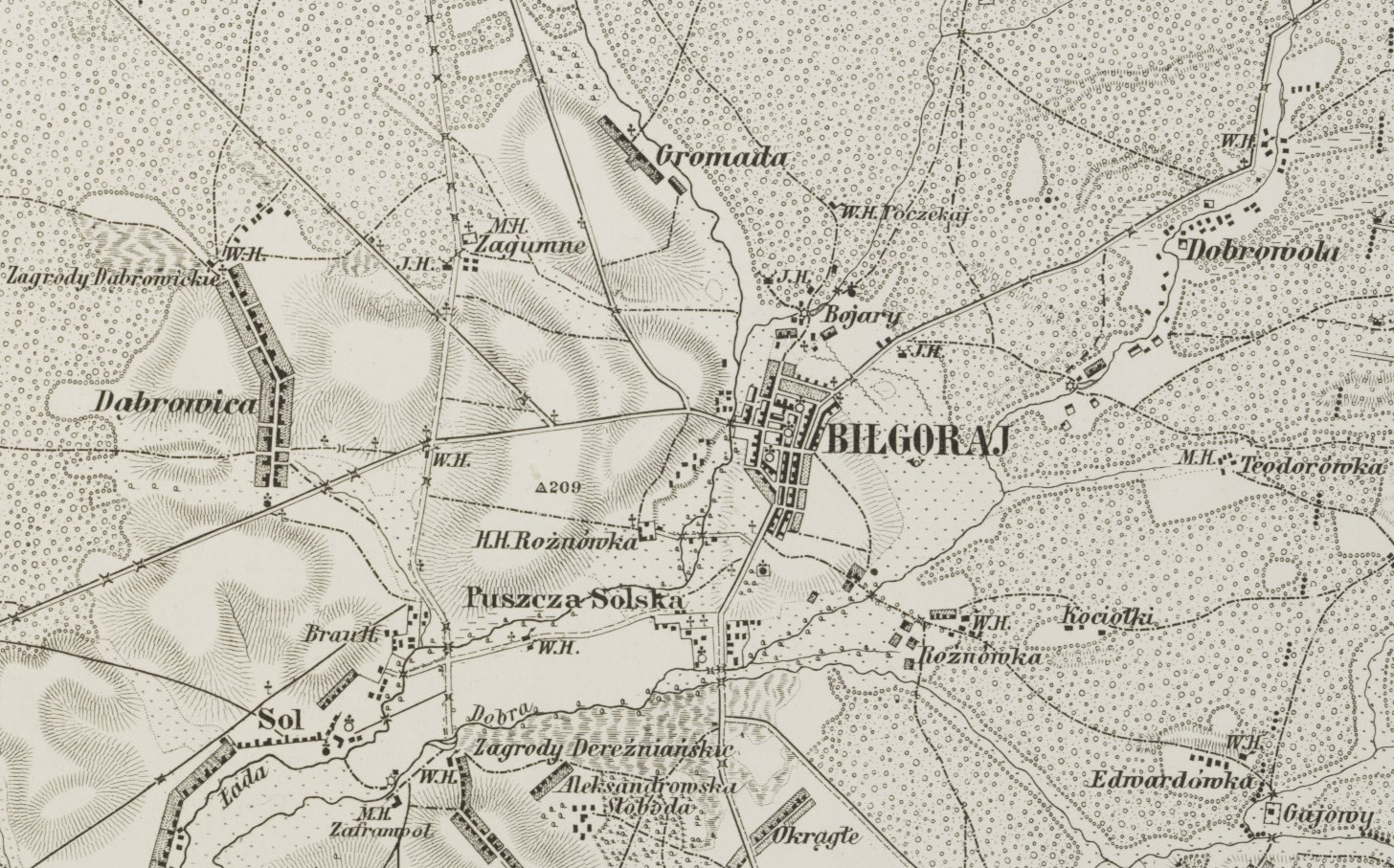
Biłgoraj oraz otaczające go miejscowości i lasy Puszczy Solskiej na austriackiej mapie topograficznej z drugiej połowy XIX w.

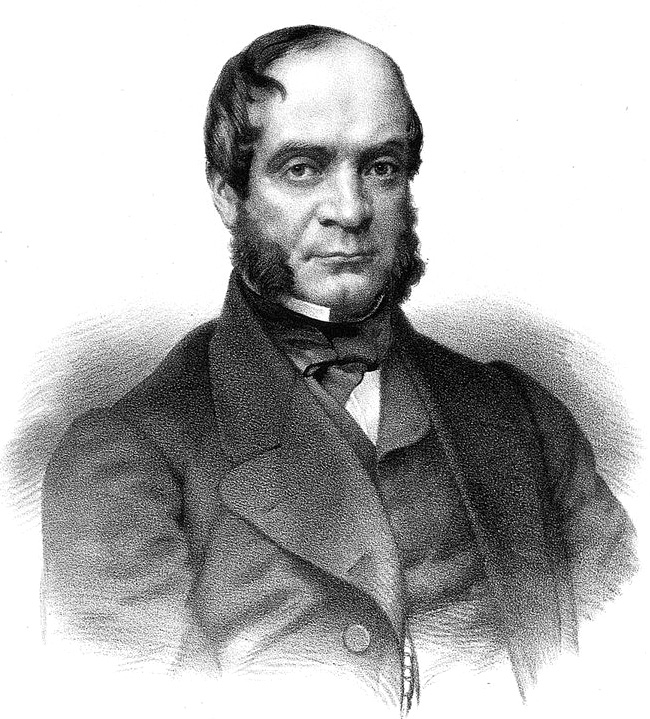
Rosyjski polityk, gen. Walerian Płatonowicz Płatonow, w latach 1850–1864 był ostatnim właścicielem Biłgoraja

Biłgoraj należał do Austrii do czasów napoleońskich. Podczas wojny w 1809 został przyłączony do Księstwa Warszawskiego. Po upadku Księstwa i Kongresie Wiedeńskim od 1815 znajdował się na terytorium rosyjskim, na obszarze autonomicznego „kongresowego” Królestwa Polskiego, w pobliżu granicy z austriacką Galicją. Wciąż był wtedy własnością prywatną: od 1806 należał do Stanisława Kostki Nowakowskiego, byłego szambelana Stanisława II Augusta. Jednocześnie stanowił samotną „wyspę” na rozległych terenach Ordynacji Zamojskiej – nigdy nie znalazł się w rękach rodu Zamoyskich, którzy byli posiadaczami ziem na większej części Roztocza Środkowego.
Podczas powstania listopadowego (1830–1831) Biłgoraj nie odegrał roli strategicznej, niemniej mieszkańcy aktywnie wspierali wojska powstańcze. W trakcie powstania styczniowego (1863-1864) ze względu na obecność lasów Puszczy Solskiej i bliskość granicy austriackiej region Biłgoraja był bazą działania licznych polskich oddziałów. W samym Biłgoraju polskie organizacje konspiracyjne działały jeszcze przed wybuchem powstania, a w ich szeregach znajdowali się również przedstawiciele miejskiej elity. 2 września 1863 na przedmieściach miała miejsce niewielka bitwa między Rosjanami a powstańcami, zaś dzień później ok. 15 km na wschód od miasta rozegrała się bitwa pod Panasówką.
Około 1820 Stanisław Kostka Nowakowski wzniósł w Biłgoraju pałac, którego architekturę wzorowano na warszawskich Łazienkach. Wokół niego powstał romantyczny park i folwark nazwany Rożnówką. Posiadłość Nowakowskiego stała się centrum krzewienia kultury: m.in. organizowano tam spotkania wzorowane na dawnych, królewskich obiadach czwartkowych. Obiekty te istniały do I wojny światowej, podczas której zostały zniszczone przez wojska rosyjskie; sama Rożnówka z czasem stała się zachodnią częścią miasta. W drugiej połowie XIX w. rozwinęła się także nowa dzielnica Piaski po południowo-wschodniej stronie miasta. Powstanie jej łączyło się z umieszczeniem tam rosyjskiego garnizonu wojskowego.
Po utracie miasta przez Nowakowskich Biłgoraj stał się własnością carskiego polityka, gen. Waleriana Płatonowa. W 1864 miasto zostało upaństwowione – przestało stanowić własność prywatną – i wyznaczone na siedzibę powiatu w guberni lubelskiej (po jej podziale w 1912 – chełmskiej).
Pierwsza połowa XIX w. była dla Biłgoraja okresem gospodarczego rozwoju. W połowie lat 60. XIX w. miasto zapadło w kryzys, z którego nie podniosło się aż do połowy XX w. Było to spowodowane upadkiem tradycyjnego rzemiosła sitarskiego, które nie było w stanie konkurować z rozwijającą się w kraju produkcją przemysłową. Ponadto ze względu na bliskość granicy austriackiej władze rosyjskie zablokowały możliwość przyłączenia miasta do rozwijającej się sieci kolejowej. Niekorzystne zmiany były widoczne w strukturze demograficznej: w 1865 Biłgoraj był jednym z trzech największych miast guberni lubelskiej, lecz później jego znaczenie spadało mimo rosnącej liczby mieszkańców. Trudności wiązały się też z represjami po powstaniu styczniowym: od 1864 władze carskie prowadziły politykę rusyfikacyjną, lecz mimo tego w mieście działało m.in. polskie tajne nauczanie.
Trwający od połowy XIX w. kryzys sprawił, że w tym czasie w Biłgoraju nie powstał żaden zakład przemysłowy. Jedynymi większymi inwestycjami drugiej połowy XIX w. było wybrukowanie ulic oraz oświetlenie miasta latarniami ulicznymi.

### I wojna światowa i okres międzywojenny

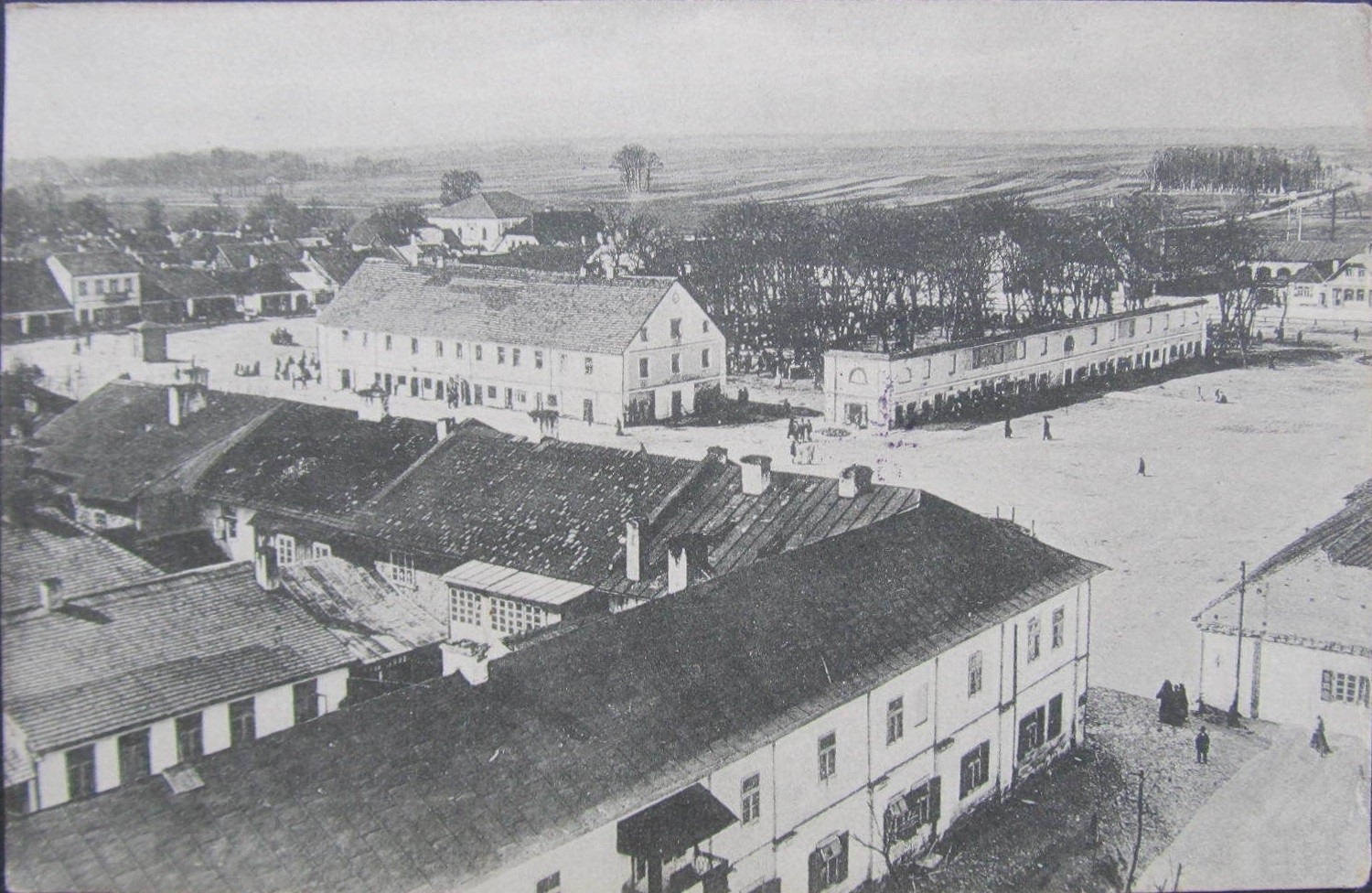
Widok na Rynek i gmach Magistratu (Ratusza) w Biłgoraju, fotografia wykonana ok. 1915 r.

Okres I wojny światowej (1914-1918) zaznaczył się w Biłgoraju tym, że w 1915 miasto zostało ostatecznie opuszczone przez Rosjan, którzy po ofensywach armii austro-węgierskiej wycofali się na wschód. Za nimi ewakuowała się część mieszkańców, którzy przyłączyli się do bieżeńców. Od tego czasu Biłgoraj znajdował się pod jurysdykcją władz austriackich, które prowadziły politykę rabunkową i mocno obciążającą mieszkańców. W latach wojny miasto zostało nawiedzone przez epidemie cholery i tyfusu, według różnych źródeł pociągnęły one za sobą śmierć ok. 2,5 tys. ludzi. Ogólnie z działań wojennych miasto wyszło z liczbą ludności uszczuploną o połowę.
Odzyskanie niepodległości w 1918 spotkało się z pozytywną reakcją mieszkańców, a stacjonujący w Biłgoraju żołnierze austriaccy zostali rozbrojeni przez członków miejskiego oddziału Polskiej Organizacji Wojskowej. Podczas wojny polsko-bolszewickiej (1919-1921) Biłgoraj nie znalazł się bezpośrednio w strefie działań zbrojnych. 
Nastroje mieszkańców miasta i okolic w okresie ofensywy bolszewickiej w lipcu 1920 roku opisywał meldunek miejscowego Komitetu Obrony Narodowej: "Na ogół ludność oczekuje przyjścia bolszewików i twierdzi że wówczas będzie miała ziemię i wolność, "bo się panom wszystko zabierze". (...) Nie ma ani jednej gminy, gdzie by się nie ukrywano przed poborem".
Po odzyskaniu przez Polskę niepodległości Biłgoraj wciąż stanowił siedzibę powiatu, od tego momentu znajdującego się w województwie lubelskim. Miasto, z powodu kryzysu trwającego od połowy XIX w., było ośrodkiem ubogim i zaniedbanym. Polskie władze podjęły wysiłki inwestycyjne: m.in. w 1928 wybudowano nowy gmach Szpitala Powiatowego, w latach 1928–1930 dokonano elektryfikacji miasta, wzniesiono też nowe placówki szkolne. Ze względu na zły stan dróg dojazdowych duże znaczenie miało uruchomienie w 1915 wąskotorowego połączenia kolejowego.
Zwiększała się ilość nowej architektury, lecz mimo to większość zabudowy wciąż stanowiły dawne domy z drewna. Inwestowano w przemysł i usługi, nie uzyskano jednak spektakularnych sukcesów. Do 1939 r. powstały niewielkie przedsiębiorstwa, m.in. cegielnia, zakłady drzewne, młyn, tartaki i firmy prowadzące transport autobusowy. Mimo trudności u schyłku II Rzeczypospolitej Biłgoraj był względnie uporządkowanym, typowym miastem powiatowym ówczesnej środkowej Polski.
W 1939 r. Biłgoraj liczył ok. 8,3 tys. mieszkańców, z czego aż 5 tys. stanowili Żydzi, niecałą setkę Ukraińcy, a resztę Polacy. Oznacza to, że po 21 latach niepodległości miastu nie udało się osiągnąć liczby mieszkańców, którą miało przed wybuchem I wojny światowej i trwających podczas niej epidemii.

### II wojna światowa

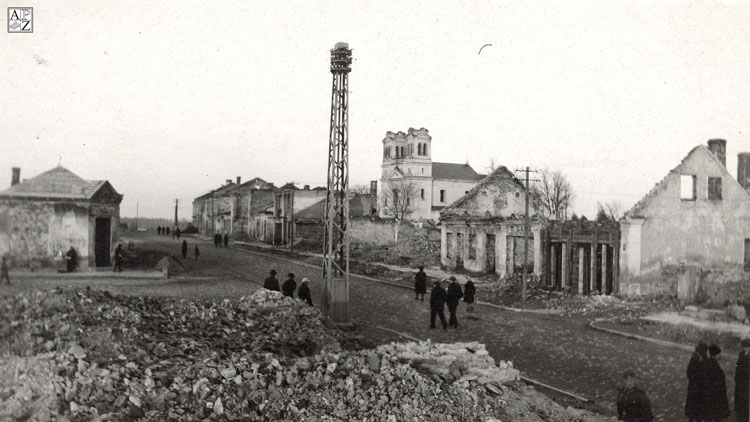
Ruiny Rynku w Biłgoraju w 1939, w tle spalony Kościół Trójcy Świętej i Wniebowzięcia Najświętszej Marii Panny

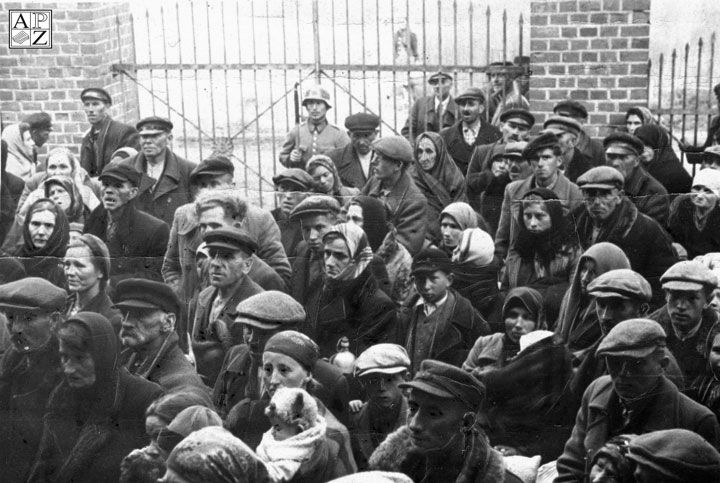
Polacy z Biłgorajszczyzny wysiedlani w czasie Generalnego Planu Wschodniego

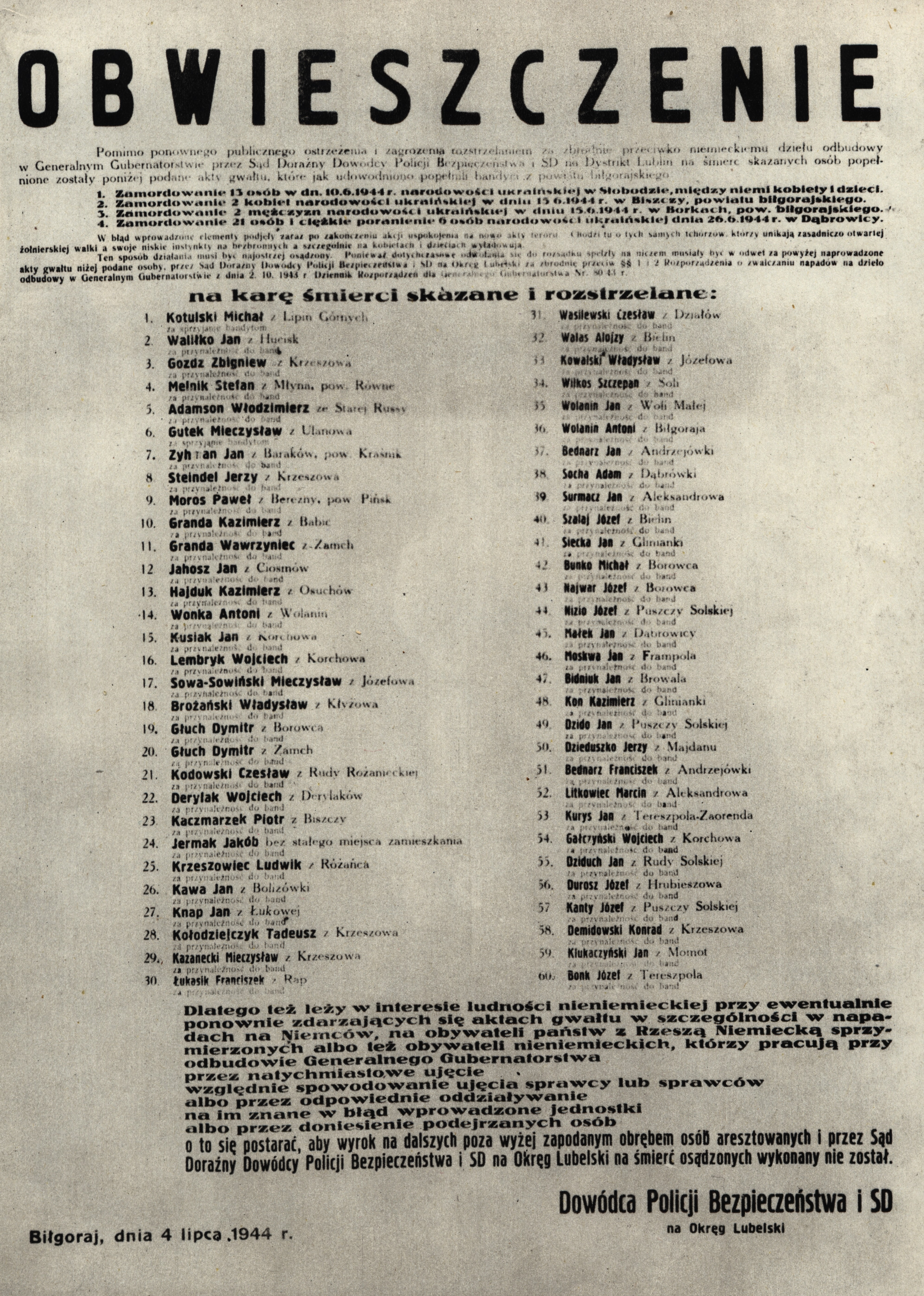
Obwieszczenie z 4 lipca 1944 roku, informujące o straceniu 60 Polaków – mieszkańców powiatu biłgorajskiego.

Agresja niemiecka na Polskę we wrześniu 1939 spowodowała zrujnowanie Biłgoraja. Niszczenie miasta przez celowe podpalenia rozpoczęli niemieccy dywersanci. Miasto było też dwukrotnie bombardowane, 8 i 14 września przez Luftwaffe. Akcje niemieckiego lotnictwa – mimo odnoszącej pewne sukcesy polskiej obrony przeciwlotniczej – wiązały się z dewastacją architektury, śmiercią mieszkańców oraz polskich żołnierzy, a drewniana zabudowa łatwo padła ofiarą pożarów wywołanych przez niemieckich dywersantów. W źródłach pojawiają się informacje o tym, że łuna płonącego Biłgoraja widziana była w odległości kilkudziesięciu kilometrów. Według ustaleń polskiej żandarmerii wojskowej winnym zorganizowania akcji podpalenia miasta był dywersant, nadleśniczy Ryszard Müller, którego rozstrzelano po wyroku wojskowego sądu polowego. Proceder podpaleń, zakończyło 11 września dotarcie do płonącego miasta żołnierzy Armii Kraków. Przeprowadzone śledztwo wykryło działalność siatki szpiegowsko-dywersyjnej. W czasie rewzji znaleziono również radiostację i ustalono, że organizatorem siatki był wspomniany wyżej Müller.
W dniach 15 i 16 września miała miejsce bitwa o Biłgoraj, w czasie której polskie jednostki (były to głównie 11., 73. i 75. pułk piechoty; przez miasto przejeżdżała także Warszawska Brygada Pancerno-Motorowa i inne oddziały) cofające się w kierunku Tomaszowa Lubelskiego, prowadziły działania mające zapobiec zajęciu miasta przez Niemców. W trakcie walk niektóre dzielnice przechodziły z rąk do rąk, a reszki zabudowy zostały objęte dalszymi pożarami. W efekcie zniszczone zostało 80% budynków. W Śródmieściu ocalały tylko kościoły (też częściowo spalone). Uznaje się, że w 1939 Biłgoraj był najbardziej zniszczonym miastem województwa.
Niemcy zajęli Biłgoraj 17 września 1939. 28 września przekazali miasto wojskom radzieckim, gdyż według paktu Ribbentropp-Mołotow Biłgorajszczyzna miała zostać wcielona do ZSRR. W wyniku korekty granic 3 października miasto ponownie zajęli Niemcy. Biłgoraj stał się siedzibą powiatu w Generalnym Gubernatorstwie i lokalizacją dla oddziałów Wehrmachtu, komendy Gestapo, policji kryminalnej Kripo, Schupo i innych jednostek specjalnych.
Okres niemieckiej okupacji był czasem terroru wymierzonego w ludność polską i żydowską. Po działaniach z września 1939 większość mieszkańców była pozbawiona domów. Centrum miasta – po uprzątnięciu gruzów – stanowiło pustą przestrzeń. We wschodniej części Biłgoraja wiosną 1940 Niemcy utworzyli getto dla Żydów. Mieszkańców getta zmuszano do ciężkich, upokarzających prac na terenie miasta; padali oni też ofiarami masowych, publicznych egzekucji, nieraz obejmujących nawet kilkaset osób. Getto funkcjonowało do listopada 1942 – Żydzi, którzy nie zostali wysiedleni ani zamordowani we wcześniejszym okresie, zostali wtedy wywiezieni do obozu zagłady w niedalekim Bełżcu.
Biłgoraj znalazł się na obszarze objętym Generalnym Planem Wschodnim: region tutejszy w zamyśle niemieckich władz miał zostać pozbawiony ludności polskiej i jako pierwszy w okupowanej Polsce stać się terenem osadnictwa niemieckiego. Do miasta przybywali też kolaboranci ukraińscy.
Biłgorajszczyzna – w szczególności obszar Puszczy Solskiej – stała się terenem bardzo silnej koncentracji oddziałów ruchu oporu. Funkcjonowały tu głównie jednostki Związku Walki Zbrojnej-Armii Krajowej, Batalionów Chłopskich oraz Armii Ludowej. Ich działalność znacznie utrudniała funkcjonowanie niemieckiej administracji. Dochodziło do sytuacji, w których Niemcy byli w mieście zamknięci – komunikację utrzymywali dzięki organizowaniu konwojów samochodowych, które przez lasy dojeżdżały do Biłgoraja. Według niektórych źródeł byli zmuszeni nawet do utrzymywania z miastem komunikacji lotniczej.
Na obszarze miasta dochodziło do akcji dywersyjnych, które odbijały się szerokim echem w kraju. Były nimi m.in. udane ataki polskich partyzantów na biłgorajskie więzienie w 1943. W 1944 w bezpośrednim sąsiedztwie Biłgoraja odbyły się dwie największe bitwy w dziejach polskiego podziemia antyhitlerowskiego: na Porytowym Wzgórzu i pod Osuchami. Niemcy utworzyli wtedy w Biłgoraju przejściowy obóz jeniecki, a na Rapach w lipcu 1944 zamordowali ponad 60 pojmanych partyzantów.
Niemiecka okupacja Biłgoraju zakończyła się po krótkich walkach 24 lipca 1944. Przejęły go wojska sowieckie 3 Armii Gwardii. W akcji brał też udział radziecki oddział partyzancki pod dowództwem Grigorija Kowalowa. Z wojny miasto wyszło zupełnie zniszczone i pozbawione około połowy ludności.

### Czasy najnowsze
Zakończenie wojny na terenie Biłgoraja spowodowało konflikt o władzę. Spór trwał między komunistami przybyłymi z wojskami radzieckimi a polskimi partyzantami, lojalnymi wobec rządu RP na uchodźstwie. W lipcu 1944 partyzanci AK i BCh wkroczyli do Biłgoraja, zorganizowali defiladę, utworzyli Delegaturę Rządu w Londynie i własne służby porządkowe. Jednocześnie administrację zaczęły tworzyć władze sowieckie. Funkcję tymczasowego burmistrza pełnił Stanisław Bieniek. Po kilku dniach instytucje partyzanckie przestały istnieć, a Biłgoraj znalazł się pod jurysdykcją władz komunistycznych.
Po 1944 r. Biłgoraj był ośrodkiem działania konspiracyjnych organizacji antykomunistycznych. Oddziały tzw. żołnierzy wyklętych m.in. dokonały zbrojnych ataków na komendę Milicji Obywatelskiej w maju i czerwcu 1945.

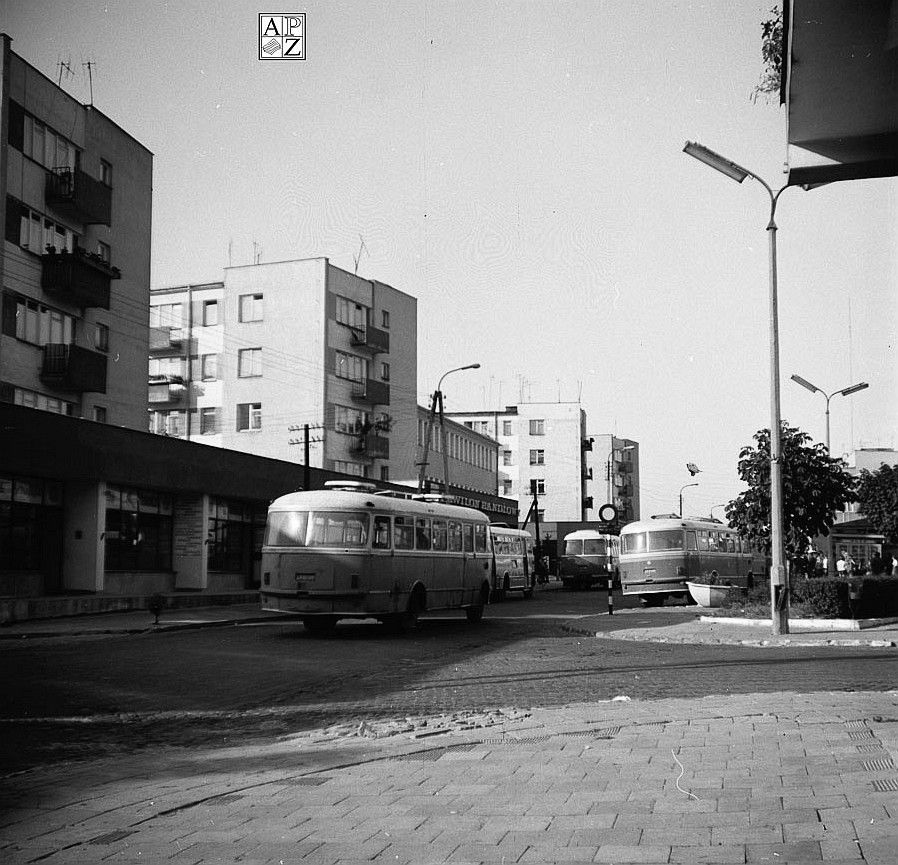
Zachodnia pierzeja Placu Wolności oraz nowo wybudowane bloki – lata 70. XX w.

Druga połowa lat 40. oraz lata 50. i 60. XX w. były czasem odbudowy miasta ze zniszczeń wojennych. W miejscu starej architektury drewnianej powstała nowa zabudowa mieszkalna i usługowa. W 1966 oddano do użytku modernistyczny Ratusz projektu Antoniego Hermana. W latach 60. XX w. nastąpiło uprzemysłowienie Biłgoraja, zamienionego w duży ośrodek przemysłu lekkiego. W 1971 zlikwidowano kolej wąskotorową i zastąpiono ją połączeniami normalno- oraz szerokotorowymi. W 1984 oddano do użytku pierwszą w Polsce Wioskę Dziecięcą SOS, co było głośnym wydarzeniem w skali europejskiej. Znaczna część inwestycji była związana z aktywną działalnością komunistycznego polityka Józefa Dechnika.
Do 1975 r. Biłgoraj wciąż był siedzibą powiatu w województwie lubelskim. W trakcie planowania reformy administracyjnej z 1975 r. rozważano ulokowanie w nim siedziby nowego województwa. Mimo znaczenia przemysłowego miasta na siedzibę nowej jednostki wybrano sąsiedni Zamość. Od tego czasu Biłgoraj był drugim pod względem wielkości miastem województwa zamojskiego. Po reformie administracyjnej w 1999 r. małe województwa – w tym zamojskie – zostały zlikwidowane, a Biłgoraj na powrót stał się miastem powiatowym województwa lubelskiego.
W 1978 r. obchodzono jubileusz 400-lecia założenia miasta. Biłgoraj – w uznaniu zasług dokonanych dla państwa polskiego, szczególnie podczas ostatniej wojny – został odznaczony Krzyżem Komandorskim Orderu Odrodzenia Polski.
W latach powojennych nastąpił przyrost liczby mieszkańców. Wyniszczone miasto w 1944 r. zamieszkiwało zaledwie ok. 5 tys. osób. Do 1965 r. było ich już ok. 10 tys., w 1978 18 tys., a w XXI w. Biłgoraj wszedł jako ośrodek prawie 30-tysięczny. Zjawisko to łączyło się z przyrostem powierzchni: w 1954 do Biłgoraja przyłączono wieś Puszcza Solska, ponadto powstały nowe dzielnice oraz rozbudowały się dotychczas istniejące.
Podczas wydarzeń „sierpnia 1980” miały miejsce strajki w części biłgorajskich przedsiębiorstw – wzięły w nich udział załogi Zakładów Przemysłu Dziewiarskiego Mewa i Zakładów Przemysłu Metalowego. W tym samym roku w mieście powstały pierwsze komórki NSZZ „Solidarność”. Swoje piętno w Biłgoraju odcisnął stan wojenny w latach 1981–1983: władze internowały część działaczy opozycyjnych, teren miasta stał się obszarem kolportażu antykomunistycznych gazet i ulotek, w niektórych zakładach ponownie organizowano strajki. Głośną akcją była próba zorganizowania strajku przez 120 pracowników Biłgorajskich Zakładów Naprawy Samochodów.
Przemiany gospodarcze transformacji ustrojowej 1989 wiązały się z przeobrażeniami w przemysłowo-usługowym profilu miasta. W latach 90. XX w. Biłgoraj – mimo upadku części przedsiębiorstw – dzięki udanym inwestycjom w nowe zakłady uchodził za jedno z najprężniej rozwijających się miast Lubelszczyzny. Drugie dziesięciolecie XXI w. przyniosło liczne inwestycje w gospodarkę mieszkalną i infrastrukturę miejską. Czas obecny charakteryzuje się też – jak w prawie wszystkich miastach kraju – znacznym zwolnieniem przyrostu liczby mieszkańców.

## Folklor miejski
Biłgoraj – szczególnie od czasów kryzysu w połowie XIX w. – aż do początków XX w. był miastem względnie odseparowanym od innych ośrodków kraju. Duży wpływ na to miało położenie wśród lasów Puszczy Solskiej, powodujące trudności komunikacyjne. Ponadto był ośrodkiem przenikania się wpływów kilku różnych grup etnicznych. Taka specyfika wpływała zarówno na rozwój indywidualnej, regionalnej kultury miejskiej, jak i – w czasach późniejszych – pomagała w jej utrzymywaniu się mimo napływu nowych kierunków i stylów.

### Sitarstwo biłgorajskie

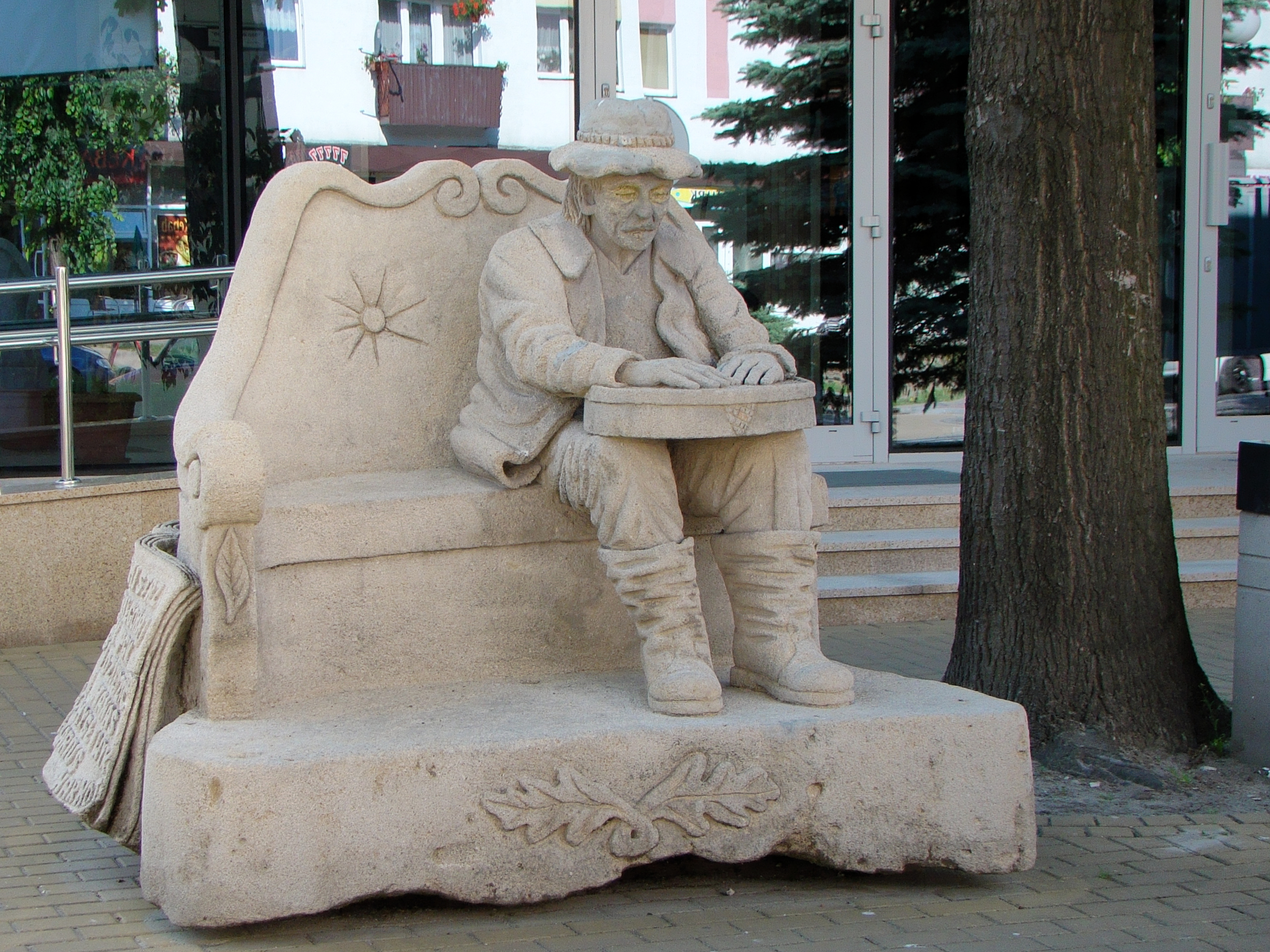
Pomnik przedstawiający sitarza przy pracy, ustawiony przed gmachem Biłgorajskiego Centrum Kultury

Od chwili lokacji w XVI w. Biłgoraj stanowił prężnie rozwijający się ośrodek rzemiosła, które w pewnym okresie zaczęło nabierać unikalnego kolorytu. Wiązało się to głównie z postępującą specjalizacją zawodową mieszczan, którzy poświęcali się dość wąskiej dziedzinie, jaką była produkcja sit. Wiadomo, że cech sitarski w Biłgoraju powstał przed 1693. Pojawienie się tej specjalizacji prawdopodobnie było związane z napływem wykonujących ją osadników z Mazowsza, którzy – korzystając z dogodnego dla produkcji sąsiedztwa dużych obszarów leśnych – zasiedlali miasto w XVII w. Produkcja ta stała się zajęciem rodzinnym Biłgorajan: mężczyźni przygotowywali drewniane łuby do oprawy przetaków, a kobiety – przy pomocy krojsa, będącego odmianą krosna tkackiego – wyplatały z włosia końskiego materiał przesiewający.
Z czasem sitarze stali się dominującą liczebnie grupą społeczną wśród mieszkańców. W I połowie XIX w. rzemieślnicy stanowili ok. 65% Biłgorajan; udział wśród nich przedstawicieli fachu sitarskiego wynosił od 80 do 90%. Do połowy XIX w. działalność sitarska potrafiła być dziedziną bardzo dochodową; jej znaczenie później spadło, a u progu XX w. ostatni sitarze niejednokrotnie byli postrzegani jako symbol biedy i zacofania.
Unikalności fachowi sitarskiemu nadawał fakt, że wytwórcy samodzielnie zajmowali się też działalnością handlową. Zbyt gotowych produktów odbywał się w ten sposób, że wiosną każdego roku mężczyźni, mieszkańcy Biłgoraja, opuszczali miasto i wyruszali w różnych kierunkach. Podróże sitarskie sięgały odległych regionów, np. Czech, Węgier, Mołdawii, Prus, dalekich części Rosji. Wyprawy kończyły się jesienią, kiedy mieszczanie powracali do Biłgoraja. Coroczna powtarzalność wyjazdów wpływała na charakter życia rodzin i gospodarki miejskiej.
Z wyjazdami sitarzy wiązały się charakterystyczne tradycje. Żałosne, czyli obrzęd corocznego pożegnania mężczyzn wyruszających na handel, polegało na wspólnym spotkaniu ogółu wyjeżdżających oraz ich rodzin. Podczas takich spotkań miały miejsce huczne zabawy. Następnego dnia sitarze wyjeżdżali z miasta, a odprowadzali ich wszyscy mieszkańcy. Przy stojącej na dawnych rogatkach zamojskich figurze św. Jana Nepomucena, który przez sitarzy był obrany na patrona, następowało pożegnanie. Analogiczny charakter miało Radosne, czyli powitanie wracających kilka miesięcy później.
Specyficznym faktem było istnienie tajnego języka sitarskiego, rodzaju szyfrowanej mowy, która była zrozumiała tylko mieszczanom biłgorajskim. Używali oni jej, aby w trakcie wyjazdów handlowych mieć możliwość porozumiewania się bez udziału osób postronnych. W języku tym pojawiały się m.in. wyrażenia gwary miejskiej, które podsuwano pod inne pojęcia. Sitarze nazywali ten język okrątkowym, tzn. wymijającym, wyprowadzającym w pole intruzów; nazwa ta pochodziła też od „oprawy w okrętkę”, czyli jednego ze sposobów produkcji przetaków. Dziś nie są już znane zasady leksykalne i gramatyczne tego języka, a istniejący słowniczek obejmuje zaledwie kilkadziesiąt słów. Przykłady tych wyrażeń to ceglarz (tzn. sitarz), ćmić (rozumieć lub widzieć), Cikut (Żyd), Łapeć (Rosjanin) i soplawy (strażnik, rosyjski kupiec lub osoba, której trzeba się strzec).

### Historyczna wielokulturowość Biłgoraja
| Lata | Żydzi | Pozostali | Razem  |
| ---- | ----- | --------- | ------ |
| 1778 | 418   | 2408      | 2826   |
| 1860 | 2070  | 3364      | 5434   |
| 1890 | 3430  | 4714      | 8144   |
| 1914 | 5595  | 5578      | 11 173 |

Biłgoraj został założony jako prywatne miasto, należące do protestantów z rodu Gorajskich. Od tego momentu stanowił istotny ośrodek dla wyznawców kalwinizmu. Posiadali oni tu swój zbór, szkołę i znaną drukarnię pism religijnych. Gorajscy usiłowali też stworzyć z miasta ośrodek zjazdów reformackich. Wpływy protestanckie w Biłgoraju zanikły wraz z wygaśnięciem rodu założycieli.
Ze względu na swoją lokalizację Biłgoraj dawniej zamieszkiwany był przez licznych Rusinów – przodków dzisiejszych Ukraińców. Efektem tego jest wpływ wzorców rusińskich na detale tradycyjnego stroju biłgorajskiego. W przeszłości w mieście działała cerkiew wykorzystywana przez unitów, później nazwanych grekokatolikami (w latach 1875–1916 była to świątynia prawosławna). Obecnie gmach tej cerkwi to kościół pw. św. Jerzego. Jednak już w 1939 Ukraińcy stanowili pomijalny odsetek mieszkańców miasta. Ich liczba przejściowo zwiększyła się w okresie okupacji niemieckiej 1939–1944 oraz w czasie realizowania przez nazistów Generalnego Planu Wschodniego.
W okresie zaboru rosyjskiego (1815-1915) do miasta przybywali Rosjanie. Byli to m.in. urzędnicy, żołnierze i oficerowie, nauczyciele, kupcy. Podczas I wojny światowej (1914-1918) opuszczali oni miasto, ewakuując się przed nacierającymi armiami austro-węgierskimi. Proces tej ewakuacji nazywany jest bieżeństwem.
Biłgoraj był miejscem szczególnie licznie zamieszkiwanym przez Żydów; oni sami niejednokrotnie tytułowali go jako sztetl. Na początku XX w. stanowili większą część mieszkańców miasta. Trudnili się głównie handlem; znacznie mniejsza część zajmowała się rzemiosłem, w tym sitarstwem. Do 1939 w Biłgoraju istniał nieformalny podział terytorialny miasta – Żydzi zamieszkiwali głównie okolice Rynku, ul. Lubelskiej i ul. Nadstawnej, a w mniejszym stopniu też przedmieścia. W okresie 1918–1939 miały w Biłgoraju miejsce nieliczne incydenty, w których dochodziło do przejawów wzajemnej agresji między Polakami i Żydami. Generalnie jednak kontakty obu stron były poprawne – tworzono np. polsko-żydowskie listy do Rady Miasta.

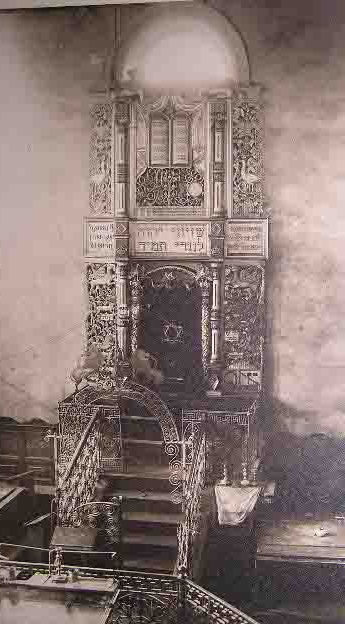
Aron ha-kodesz (skrzynia do przechowywania zwojów Tory) w synagodze biłgorajskiej

Na terenie miasta Żydzi mieli własne obiekty, takie jak np.:
- synagoga – zbudowana w 1875 przy ul. Lubelskiej, w miejscu wcześniejszej, pochodzącej z początku XVIII w.;
- trzy kirkuty, z czego dwa zostały później zniszczone przez hitlerowców[aa];
- łaźnie, mykwy, domy modlitwy, szkoły;
- dwór cadyka Mordechaja Rokeascha, przyciągający do miasta wielu chasydów;
- drukarnię ksiąg hebrajskich założoną w 1909.

Przez kilka lat w Biłgoraju wychowywał się Izaak Baszewis Singer, późniejszy laureat nagrody Nobla w dziedzinie literatury. Miasto wywarło znaczący wpływ na jego późniejszą twórczość.
Kres żydowskiej społeczności Biłgoraja przyniósł okres II wojny światowej. Fala Żydów – około 1 tys. osób – opuściła Biłgoraj wraz z armią sowiecką we wrześniu 1939. Pozostali w większości padli ofiarą holocaustu. W 1939 na terenie miasta Niemcy utworzyli getto. Jego mieszkańcy zostali wywiezieni z Biłgoraja w toku kilku fal transportowych; ostateczna likwidacja getta nastąpiła w listopadzie 1942. Żydzi biłgorajscy trafili do niedalekiego obozu zagłady w Bełżcu.
W toku okupacji hitlerowcy zniszczyli synagogę i inne obiekty związane z kulturą żydowską. Z trzech cmentarzy żydowskich ocalał jeden. Obecnie niewiele jest w mieście oryginalnych śladów bytności dawnej społeczności żydowskiej.
Ze względu na opisane uwarunkowania historyczne Biłgoraj nazywany jest Miastem Trzech Kultur – polskiej, żydowskiej i rusińskiej/rosyjskiej. Do tego faktu nawiązuje m.in. inwestycja Miasto na szlaku kultur oraz niektóre z imprez kulturalnych, organizowanych w Biłgoraju.

### Dawna architektura
Unikalności biłgorajskiej architekturze dawniej nadawał fakt lokalizacji miasta w lasach Puszczy Solskiej. Łatwy dostęp surowca sprawiał, że większość budynków do końca XIX w. budowana była z drewna. Domy takie najczęściej kryto gontem, a ich ściany tynkowano i bielono wapnem, co nadawało im specyficznego wyglądu. Wśród drewnianej zabudowy wyróżniały się pojedyncze obiekty murowane, w szczególności świątynie.

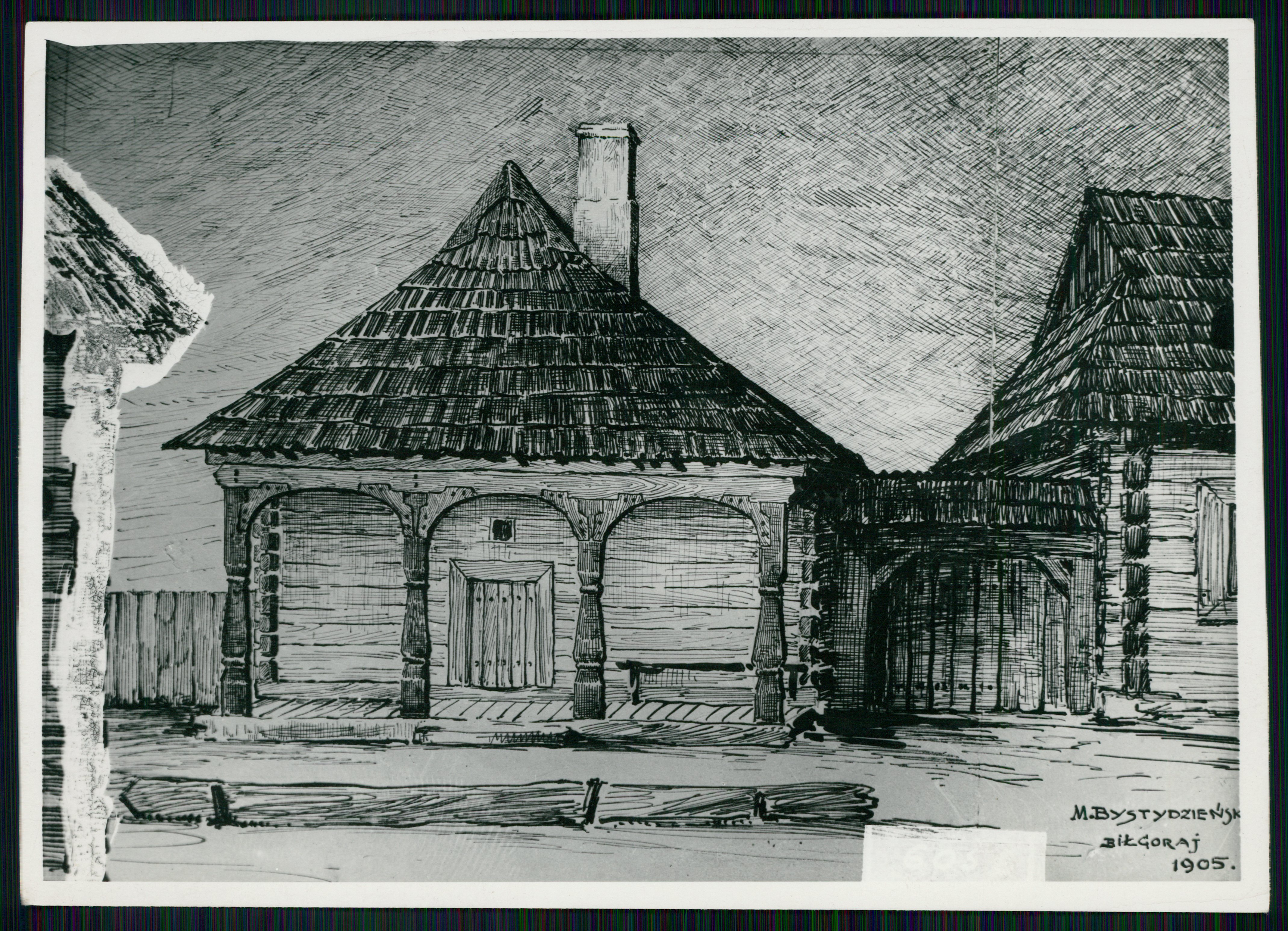
Drewniany dom z podcieniami – typowa architektura dawnego centrum Biłgoraja. Grafika Maksymiliana Bystydzieńskiego z 1905 r.

Inną cechą biłgorajskiej zabudowy było powiązanie części obiektów z wymogami, które narzucało im funkcjonowanie zakładów sitarskich. Duża liczba domów prywatnych była podzielona na dwie części: mieszkalną oraz warsztatową (z pomieszczeniami do pracy oraz magazynowymi). Wokół domów stawiano obiekty, które służyły potrzebom sitarzy (m.in. wozownie). Te drewniane zespoły budynków nazywano zagrodami sitarskimi. Szereg takich zlokalizowany był m.in. wzdłuż ul. Nadstawnej.
Drewniane domy w okolicach Rynku posiadały podcień. Jednak już na początku XX w. Rynek zabudowany był kamienicami murowanymi. Wzdłuż ulic stały także domy, które charakterem nawiązywały do etnicznego pochodzenia mieszkańców – na dawnych fotografiach widać m.in. drewniane domy tatarskie. Niektóre z obiektów miały charakter miejskich dworków (np. tzw. dworek modrzewiowy przy ul. Tadeusza Kościuszki).
Drewniana zabudowa miasta pociągała za sobą niebezpieczeństwo licznych pożarów. Przykładowo, w latach 1788–1794 większy pożar miasta wybuchał przeciętnie co dwa lata.
Kresem tradycyjnej zabudowy biłgorajskiej był XX w. W okresie międzywojennym (1918–1939) w mieście zwiększała się liczba nowoczesnych, murowanych budynków. Zniszczenie dawnej architekturze przyniosły działania wojenne z września 1939. Ostatnie obiekty burzono w dobie inwestycji budowlanych w latach 60. i 70. XX w. We współczesnym Biłgoraju istnieją już tylko nieliczne pozostałości dawnych domów drewnianych. Część pełni funkcje publiczne, a część ulega ostatecznej degradacji.

### Kuchnia regionalna
Tradycyjna kuchnia biłgorajska opierała się na tych produktach, które do miasta dostarczali mieszkańcy okolicznych wsi. Ich lista nie jest zbyt zróżnicowana, gdyż okolice Biłgoraja charakteryzują się słabo urodzajnymi glebami. Większość typowych dla Biłgorajszczyzny dań opiera się więc na ziemniakach, produktach mlecznych, owocach leśnych, a w szczególności na popularnej w okolicy kaszy gryczanej.
Najszerzej znanym daniem regionalnym jest pieróg biłgorajski, wypiek, który dawniej był przyrządzany podczas szczególnych okazji. Przygotowywany jest na bazie kaszy gryczanej, ziemniaków, twarogu, jajek i śmietany. Od 2005 jest on produktem chronionym, wpisanym na Krajową listę produktów tradycyjnych Ministerstwa Rolnictwa i Rozwoju Wsi.
Innymi, charakterystycznymi dla Biłgoraja produktami spożywczymi są m.in. olej lniany, przyrządzany głównie w okresie Bożego Narodzenia, nalewki alkoholowe – żurawinówka oraz nalewka z dereni – a także tzw. „krężałki biłgorajskie”, przygotowywane na bazie kapusty, kminku i czosnku. Do listy tej dopisać można także kaszaki i cebularze lubelskie.
W XVII i XVIII w. Biłgoraj był znanym ośrodkiem browarniczym, w którym produkowano piwo biłgorajskie; jednak receptura, skład i charakter tego trunku zaginęły w późniejszych czasach.

### Legendy biłgorajskie
Mieszkańcy Biłgoraja w ciągu wieków istnienia miasta tworzyli podania i legendy, w których się ono pojawia lub gra pierwszoplanową rolę. Legendy biłgorajskie nawiązują zarówno do tradycji miejskich (m.in. sitarstwa), jak i do obecnych dawniej w mieście grup kulturowych (m.in. do koegzystencji Polaków i Żydów).
Jedną z nich jest opowieść dotycząca miejscowej toponimii. Według jej treści, w dawnych, bliżej nieokreślonych czasach ziemie dzisiejszej Biłgorajszczyzny były pustoszone przez najazdy Tatarów. Podczas jednego z takich doszło do bitwy, w której czoła najeźdźcom stawił dzielny książę Goraj. Jego wojowie odnieśli zwycięstwo, a na pamiątkę wydarzenia postawiono na polu bitwy głaz z wyrytym napisem Tu bił Goraj Tatarów. Czas zatarł zdanie, pozostawiając słowa bił Goraj. Stąd miała wziąć się nazwa miasta, które później wybudowano w tym miejscu.
Innym znanym podaniem jest legenda o urodzie mieszczanek biłgorajskich. Jej główną bohaterką jest dziewczyna, która nieszczęśliwie zakochała się w bogatym sitarzu. Nie mogąc zdobyć wybranego mężczyzny, błagała o łaskę w klasztorze w Puszczy Solskiej. Patronka klasztoru, św. Maria Magdalena, cudownie obdarowała niezwykłą urodą zarówno ją, jak i inne Biłgorajanki. Wybranek miał dziewczynę poprosić o rękę, ona sama po śmierci zostać pochowana obok przyklasztornego źródła, a mieszczanki już na zawsze być bardzo piękne. Legenda ta została spisana w połowie XIX w. przez regionalistę Antoniego Wieniarskiego.
Żartobliwym podaniem jest historia o mistrzu sitarskim, który oszukał Belzebuba. Miał on trafić do piekieł za niespłacone długi, które zaciągnął podczas handlu. Spisał jednak cyrograf, z mocy którego musiał wytwarzać sita na potrzeby zaświatów. Na siatce jednego z nich wyszył znak krzyża, w efekcie czego przerażony diabeł kazał mu opuścić piekło.

### Muzyka i tańce biłgorajskie

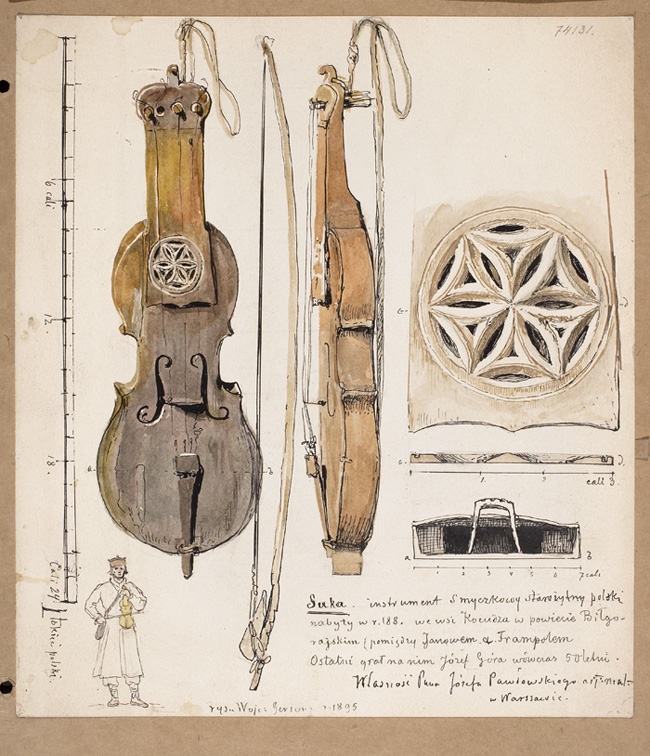
Instrument muzyczny – suka biłgorajska – na akwareli Wojciecha Gersona z 1905

Biłgorajszczyzna wykształciła własną muzykę, tańce oraz instrumenty muzyczne. W utworach obecne są odniesienia m.in. do rzemiosła sitarskiego.
Regionalnym, dawnym instrumentem muzycznym jest suka biłgorajska. Spisywaniem ludowych melodii i piosenek Biłgorajszyczyzny zajmował się już Oskar Kolberg. Choreografia tańców biłgorajskich stanowi stały punkt repertuaru polskich zespołów tańca ludowego (m.in. ZPiT Słowianki Uniwersytetu Jagiellońskiego w Krakowie).

### Strój biłgorajski
Mieszkańcy Biłgoraja i okolic do II połowy XIX w. stosowali charakterystyczny ubiór, który w etnografii określany jest jako biłgorajski lub biłgorajsko-tarnogrodzki. Występował na obszarze od Goraja na północy do Sieniawy na południu, od wsi Harasiuki na zachodzie do wsi Łukowa i Aleksandrów na wschodzie. Zasadniczo więc pokrywał się z centralną częścią Równiny Biłgorajskiej.
Strój ten był zróżnicowany: inaczej noszony był przez mieszkańców wsi, a inaczej przez mieszczan biłgorajskich. Mieszczanie, czerpiący dochody z sitarstwa, mogli pozwolić sobie na elementy, na które nie było stać ubogich chłopów (m.in. na gorsety i żupany ze złotymi nitkami).
Strój biłgorajski jest uznawany za typowo słowiański, jeden z najbardziej archaicznych w Polsce. Jego główne elementy to:
- w przypadku stroju damskiego: biała, lniana koszula, biała spódnica, u kobiet zamężnych skomplikowane nakrycie głowy nazywane hamełką, całość zdobiona czerwonymi elementami (tzw. haftem biłgorajskim, w swoim wzornictwie podobnym do haftu ukraińskiego);
- w przypadku stroju męskiego: biała, lniana koszula, płócienne spodnie, całość spinana skórzanym pasem o kilku sprzączkach; na wierzch ciemnobrązowa sukmana i taka też czapka, posiadająca cztery pompony, nazywana gamerką[71].

Tradycją wśród mieszczanek biłgorajskich było posiadanie czerwonych korali, które przekazywano z pokolenia na pokolenie.

## Gospodarka

### Przemysł

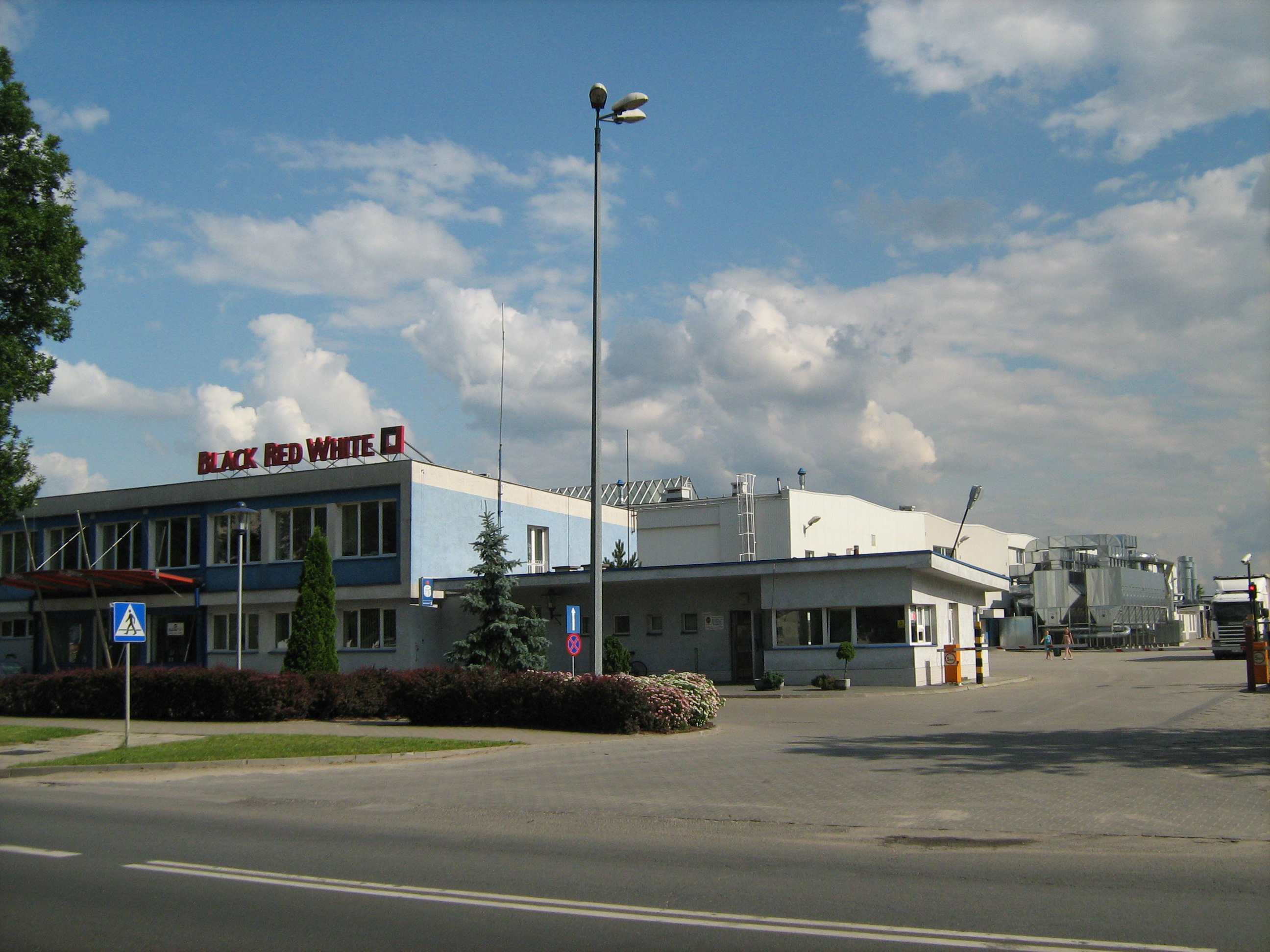
Obiekty administracyjne i produkcyjne przedsiębiorstwa Black Red White

Okres zaborów i dwudziestolecia międzywojennego nie pozostawił w Biłgoraju przedsiębiorstw przemysłowych mających istotne znaczenie. Charakter miasta w tej dziedzinie został zdeterminowany dopiero w latach 60. i 70. XX wieku, kiedy ulokowano tu pierwsze w historii, duże, państwowe zakłady. Były to – przykładowo – Mewa i Bitra (jedne z największych w kraju ośrodków dziewiarstwa), Biłgorajskie Przedsiębiorstwo Budowlane, Zakłady Naprawy Taboru Kolejowego, Przedsiębiorstwo Budownictwa Kolejowo-Drogowego, a także spółdzielnie pracy koncentrujące się na tradycyjnym dla Biłgoraja rzemiośle – włosiankarstwie i sitarstwie.
Znaczne przeobrażenia w przemysłowym ustroju Biłgoraja – podobnie jak w przypadku większości polskich miast – przyniosła transformacja ustrojowa po 1989. Część państwowych przedsiębiorstw upadła, dotyczyło to m.in. zakładów kolejowych i drogowych. Pozostałe przeszły przekształcenia prawno-własnościowe i rozpoczęły działalność w systemie wolnorynkowym. Ponadto Biłgoraj stał się miejscem prób rozwijania nowych, prywatnych przedsiębiorstw, a także lokalizacją dla inwestycji zagranicznych.
W chwili obecnej Biłgoraj jest jednym z głównych ośrodków przemysłowych województwa lubelskiego. Największy przyrost nowych inwestycji był jednak charakterystyczny dla lat 90. XX w. oraz początków pierwszego dziesięciolecia XXI w. Miasto koncentruje zakłady pracujące głównie w zakresie przemysłu lekkiego, spożywczego i drzewnego. Najbardziej rozpoznawalne przedsiębiorstwa przemysłowe, zlokalizowane w mieście to:
- Ambra S.A., polskie przedsiębiorstwo winiarskie założone w latach 90. XX w., obecnie mające swoją siedzibę w Warszawie; w Woli Dużej na wschodnich przedmieściach Biłgoraja znajdują się jego hale rozlewnicze, w których powstają marki napojów alkoholowych Cydr Lubelski, Dorato, Cin&Cin, Michelangelo, Fresco i El Sol[72].
- Black Red White S.A., największe polskie przedsiębiorstwo produkujące meble, założone w latach 90. XX w., w Biłgoraju mające swoją siedzibę i główne hale produkcyjno-magazynowe.
- Mewa S.A., przedsiębiorstwo będące pozostałością dawnych biłgorajskich zakładów dziewiarskich, produkujące bieliznę, działające także w zakresie projektowo-handlowym[73].
- Model Opakowania Sp. z o.o., szwajcarskie przedsiębiorstwo, założone w XIX w. i produkujące opakowania z tektury, od 1998 mające w Biłgoraju jeden ze swoich kilkunastu (w tym dwóch w Polsce) zakładów produkcyjnych[74].
- Mostostal-Met Sp. z o.o., polskie przedsiębiorstwo produkujące w Biłgoraju wyroby łańcuchowe, druciane i metalowe, wyrosłe z założonych w 1962 Biłgorajskich Zakładów Przemysłu Metalowego Polmetal[75].
- Pol-Skone Sp. z o.o., założone w latach 90. XX w. polskie przedsiębiorstwo produkujące drewniane okna i drzwi, w Biłgoraju mające jeden ze swoich czterech zakładów produkcyjnych[76].

Ponadto Biłgoraj skupia inne, mniejsze przedsiębiorstwa o produkcyjno-handlowym profilu działalności. Na zaawansowanym etapie są działania formalne związane z planami budowy na terenie miasta elektrociepłowni opalanej biomasą, którą uruchomić zamierza norweskie przedsiębiorstwo TergoPower. W 2012 regionalne media nagłaśniały informacje, jakoby swoje zakłady produkcyjne w Biłgoraju chciała też otworzyć szwedzka korporacja IKEA, aczkolwiek władze samorządowe twierdziły, że firma ta nie prowadziła z nimi rozmów w tej sprawie.
Ogółem w sektorze przemysłowym w 2016 w Biłgoraju działało 329 podmiotów gospodarczych.

### Handel i usługi
Biłgoraj stanowi ośrodek trzeciego sektora gospodarki w skali regionu. Zlokalizowane są w nim m.in. sklepy, dyskonty spożywcze i branżowe, centra i domy handlowe, przedsiębiorstwa transportowe, placówki bankowe i ubezpieczeniowe, jednostki terenowe operatorów energetycznych.
Przedsiębiorstwa usługowe w większej części zgrupowane są w obszarze Śródmieścia oraz w okolicach dwóch głównych arterii komunikacyjnych centrum miasta – tzn. wzdłuż ul. Tadeusza Kościuszki i ul. Długiej/Bohaterów Monte Cassino. Istotną rolę dla mieszkańców okolicznych miejscowości odgrywa targowisko miejskie wraz z organizowanym – zgodnie z tradycją – cotygodniowym, czwartkowym targiem.

### Bezpieczeństwo publiczne, gospodarka komunalna i mieszkaniowa

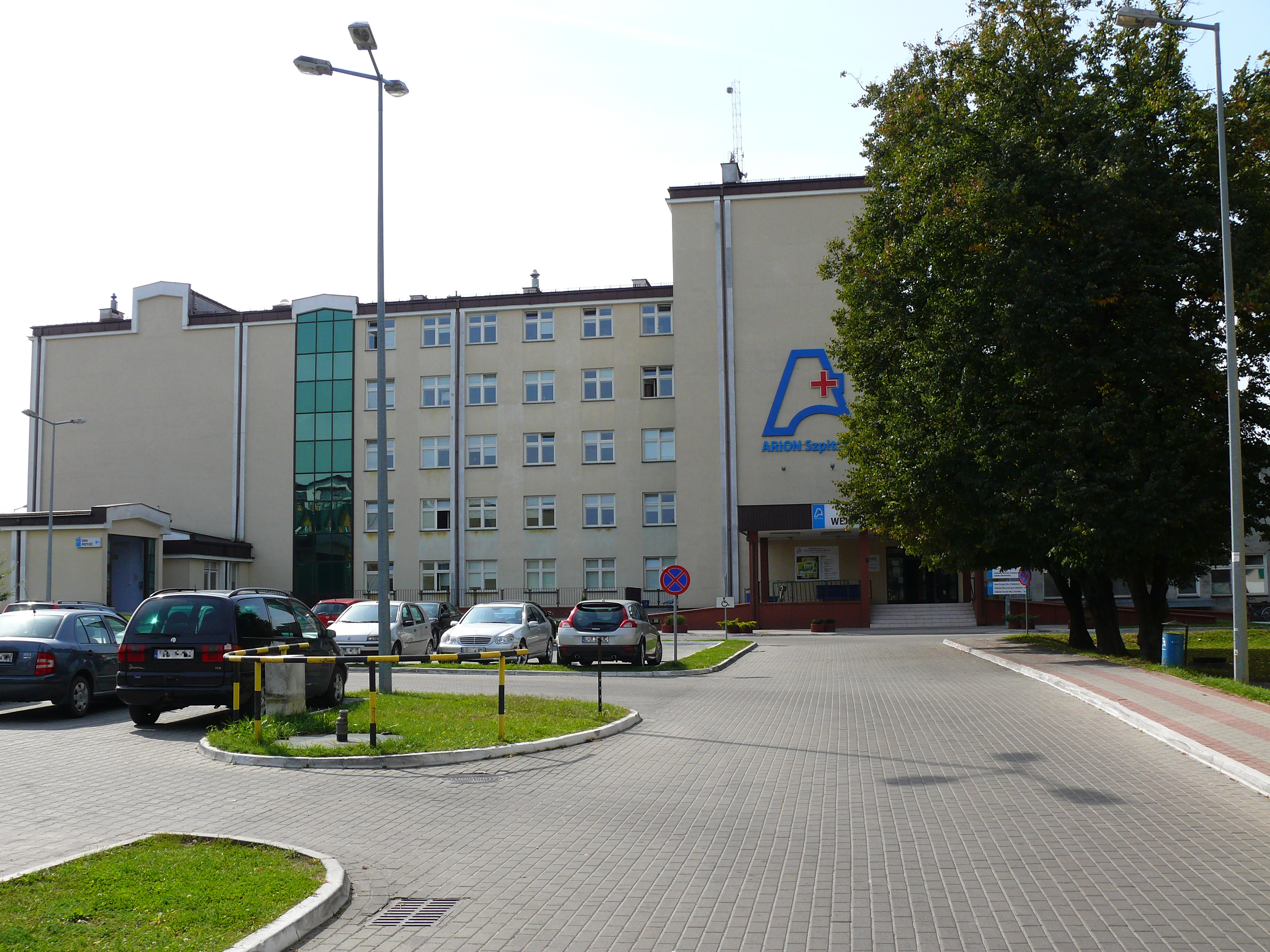
Jeden z obiektów powiatowego szpitala

Na terenie Biłgoraja funkcjonuje tylko jeden szpital. Jest on jednostką powiatową, od 2010 dzierżawioną przez prywatne przedsiębiorstwo Arion Szpitale sp. z o.o. W zakresie służby zdrowia działają też Samodzielna Publiczna Stacja Pogotowia Ratunkowego, prywatne przychodnie zdrowia oraz prywatne przedsiębiorstwa z branży aptekarskiej.
Jeśli chodzi o służby mundurowe, w Biłgoraju znajduje się komenda powiatowa policji oraz komenda powiatowa straży pożarnej (wraz z oddziałem ratownictwa wodnego i ekologicznego). Ponadto działa tu jednostka straży miejskiej.
Pod względem komunalnym miasto obsługiwane jest przez Przedsiębiorstwo Gospodarki Komunalnej w Biłgoraju sp. z o.o. Prowadzi ono m.in. miejskie wysypisko śmieci (w miejscowości Korczów na południowych peryferiach Biłgoraja), ujęcie wody oraz mechaniczno-biologiczną oczyszczalnię ścieków, zlokalizowaną w dzielnicy Puszcza Solska. W granicach tego samego osiedla działa główna miejska ciepłownia, której operatorem jest Biłgorajskie Przedsiębiorstwo Energetyki Cieplnej sp. z o.o.
W 2016 na terenie Biłgoraja z instalacji wodociągowej korzystało 99,2% mieszkańców, z instalacji kanalizacyjnej 86,0% mieszkańców, a do przyłącza gazowego miało dostęp 29,5% mieszkańców.
Zasoby mieszkaniowe miasta w 2018 wynosiły 8,9 tys. mieszkań.

### Oświata

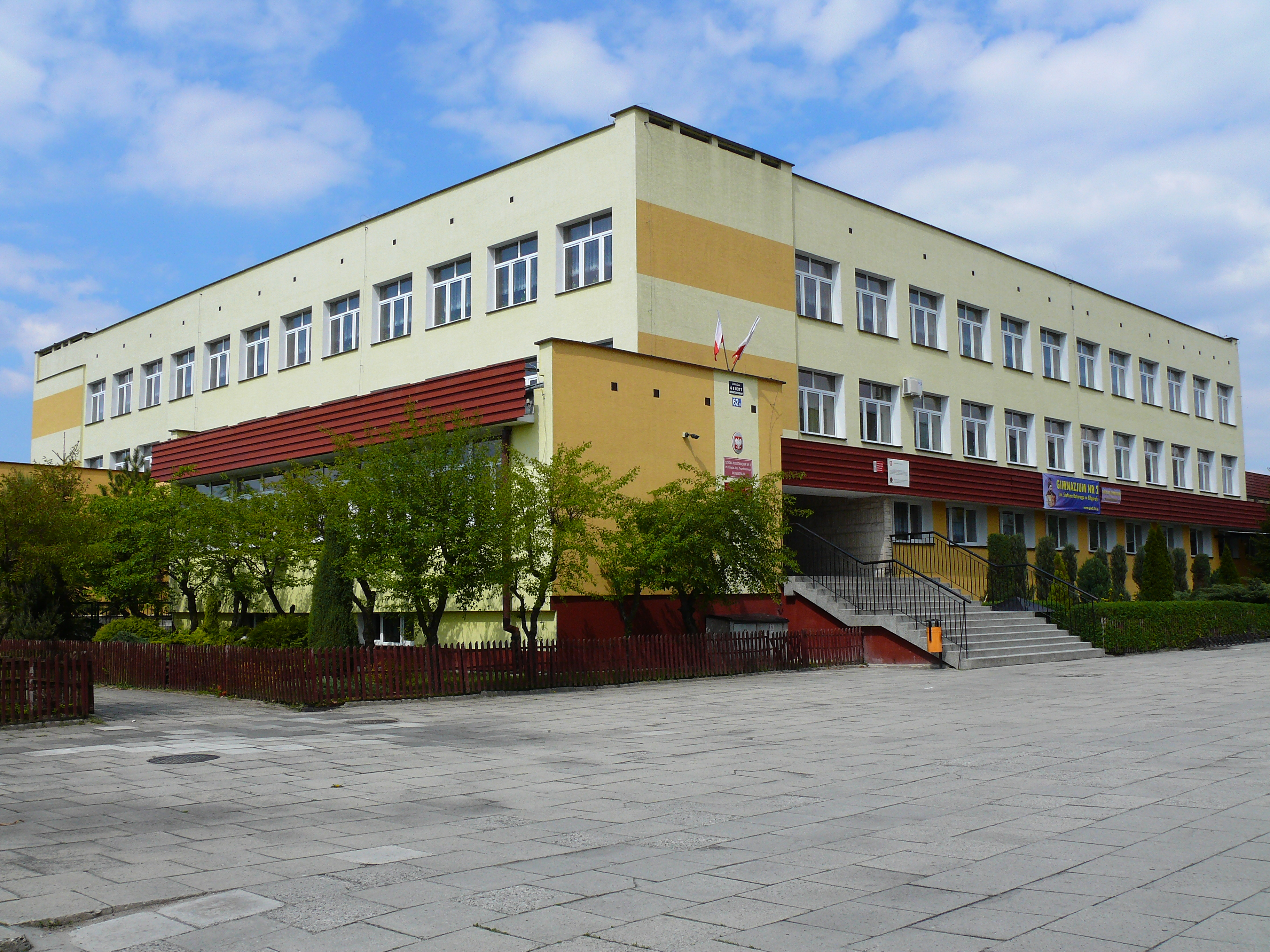
Gmach Szkoły Podstawowej nr 5 im. ks. Jana Twardowskiego

W 2016 na terenie miasta działalność prowadzona była przez 2 żłobki, 8 przedszkoli, 5 szkół podstawowych oraz 5 gimnazjów. Na jeden oddział (klasę) w szkołach podstawowych przypadało średnio 21 uczniów, a w gimnazjalnych średnio 23 uczniów.
Średni szczebel oświaty reprezentują 3 licea ogólnokształcące, a także licea profilowane, technika, szkoły zawodowe, policealne i szkoły dla dorosłych. Część z wymienionych placówek oświatowych zgrupowana jest w zespoły szkół.
W gronie szkół samorządowych znajduje się też Państwowa Szkoła Muzyczna I Stopnia.
Na terenie miasta – poza samorządowymi – działa szereg prywatnych placówek oświatowych. Są to m.in. szkoły językowe i policealne. Do 2015 w Biłgoraju funkcjonowało kolegium licencjackie Uniwersytetu Marii Curie-Skłodowskiej. W zakresie szkolnictwa wyższego działa Kolegium Pracowników Służb Społecznych.
Istotną organizacją oświatowo-wychowawczą jest wioska dziecięca SOS, działająca w Biłgoraju od 1982, założona jako pierwsza w Polsce, a obecnie jedna z czterech w kraju.

## Transport

### Transport drogowy
Biłgoraj jest położony na uboczu głównych szlaków i węzłów tranzytowych kraju. Wpływ na to mają lokalizacja w centrum Puszczy Solskiej oraz uwarunkowania historyczne – w czasach zaborów administracja rosyjska nie rozwijała sieci komunikacyjnej w pobliżu granic swojego państwa.
Miasto jest węzłem trzech dróg wojewódzkich:
- 835 (relacja Lublin – Biłgoraj – Przeworsk – Grabownica Starzeńska), która stanowi ciąg północ-południe i umożliwia bezpośredni kontakt m.in. z Lublinem, Rzeszowem, Przemyślem oraz autostradą A4[92];
- 858 (relacja Szczebrzeszyn – Biłgoraj – Nisko), która stanowi ciąg wschód-zachód i umożliwia bezpośredni kontakt m.in. z Zamościem oraz Stalową Wolą[92];
- 853 (relacja Tomaszów Lubelski – Józefów Biłgorajski – Majdan Nowy), która stanowi ciąg wschód-zachód i umożliwia bezpośredni kontakt m.in. z Tomaszowem Lubelskim i wschodnią granicą państwa[92].

Władze miejskie czynią starania, aby pierwsza z wymienionych dróg uzyskała kategorię drogi krajowej. Realizacja tego planu jest uzależniona m.in. od stopnia wyremontowania trasy i dotąd spotykała się z negatywną opinią podmiotów odpowiedzialnych za kategoryzację tras drogowych.
Miasto stanowi także węzeł dróg powiatowych, które stanowią dojazd do pobliskich wiosek.
Najbliższą Biłgorajowi drogą krajową jest DK74 (przebiega przez położoną 16 km na północ miejscowość Frampol). Najbliższą autostradę stanowi A4, oddalona o ok. 60 km na południe.

### Transport kolejowy

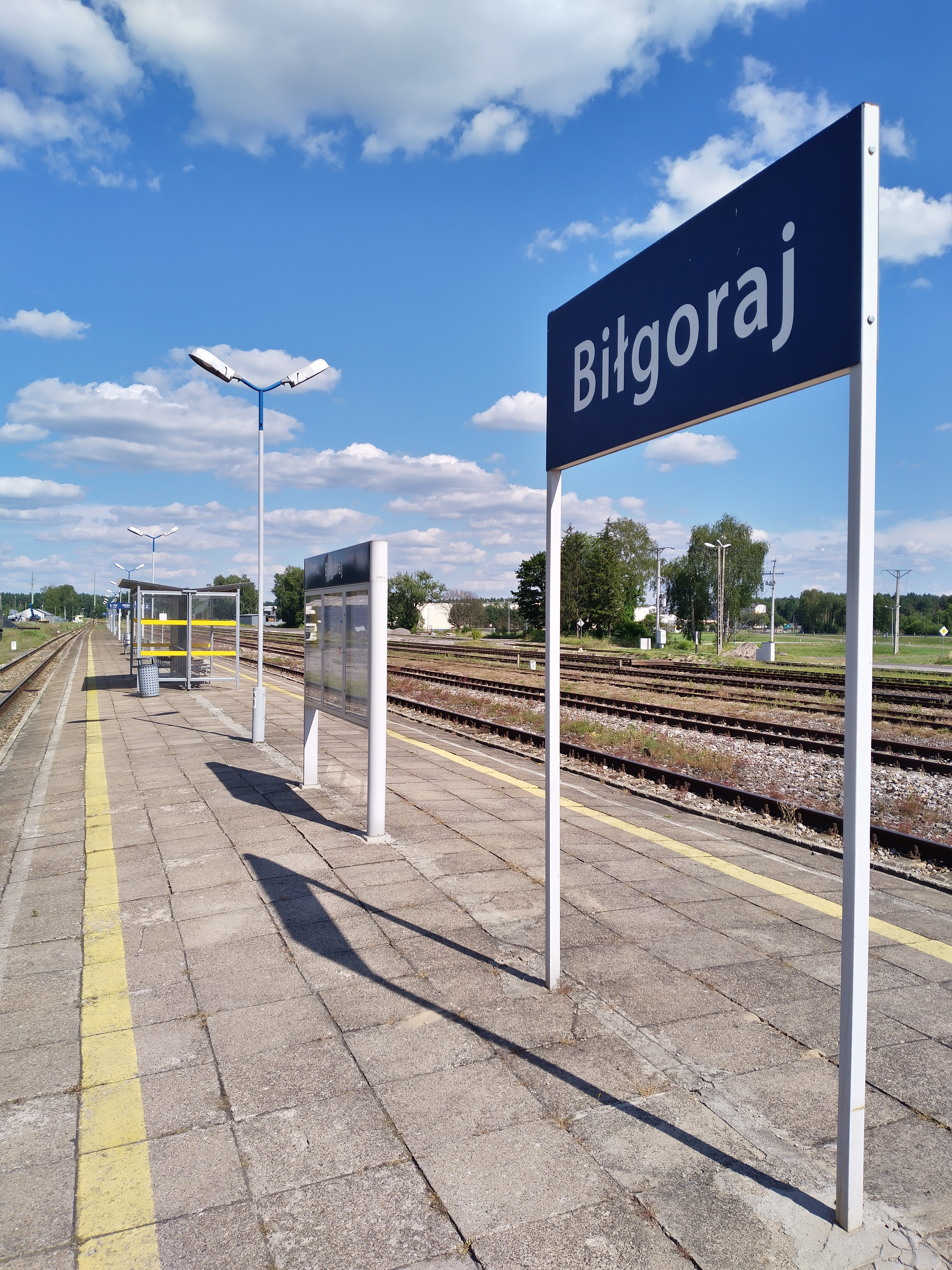
Stacja kolejowa Biłgoraj

Obecnie przez Biłgoraj przebiegają dwie niezależne, równoległe linie kolejowe, powstałe w latach 70. XX w. Są to:
- 65 Linia Hutnicza Szerokotorowa, łącząca Górnośląski Okręg Przemysłowy z polsko-ukraińskim przejściem granicznym w Hrubieszowie, o charakterystycznej dla Europy Wschodniej szerokości 1520 mm, na której obecnie prowadzi się wyłącznie ruch towarowy;
- 66 Stalowa Wola – Zwierzyniec, o charakterze normalnotorowym, na której prowadzone są w niewielkim zakresie przewozy towarowe oraz pasażerskie[95].

Na terenie miasta korzystają one z jednego torowiska oraz ze wspólnego dworca kolejowego, leżącego w granicach osiedla Bojary.
Dawniej miasto było węzłem kolei wąskotorowych. Biegły one z Biłgoraja do Chełma (w latach 1914–1915), do Zwierzyńca (w latach 1916–1971) oraz do Lipy k. Stalowej Woli (w latach 1953–1962). Główny dworzec kolei wąskotorowych znajdował się przy dzisiejszej ul. Bohaterów Monte Cassino.
W planie jest budowa zupełnie nowej linii kolejowej łączącej Kraśnik z Janowem Lubelskim, przez Frampol do Biłgoraja.

### Układ urbanistyczny i infrastruktura transportowa

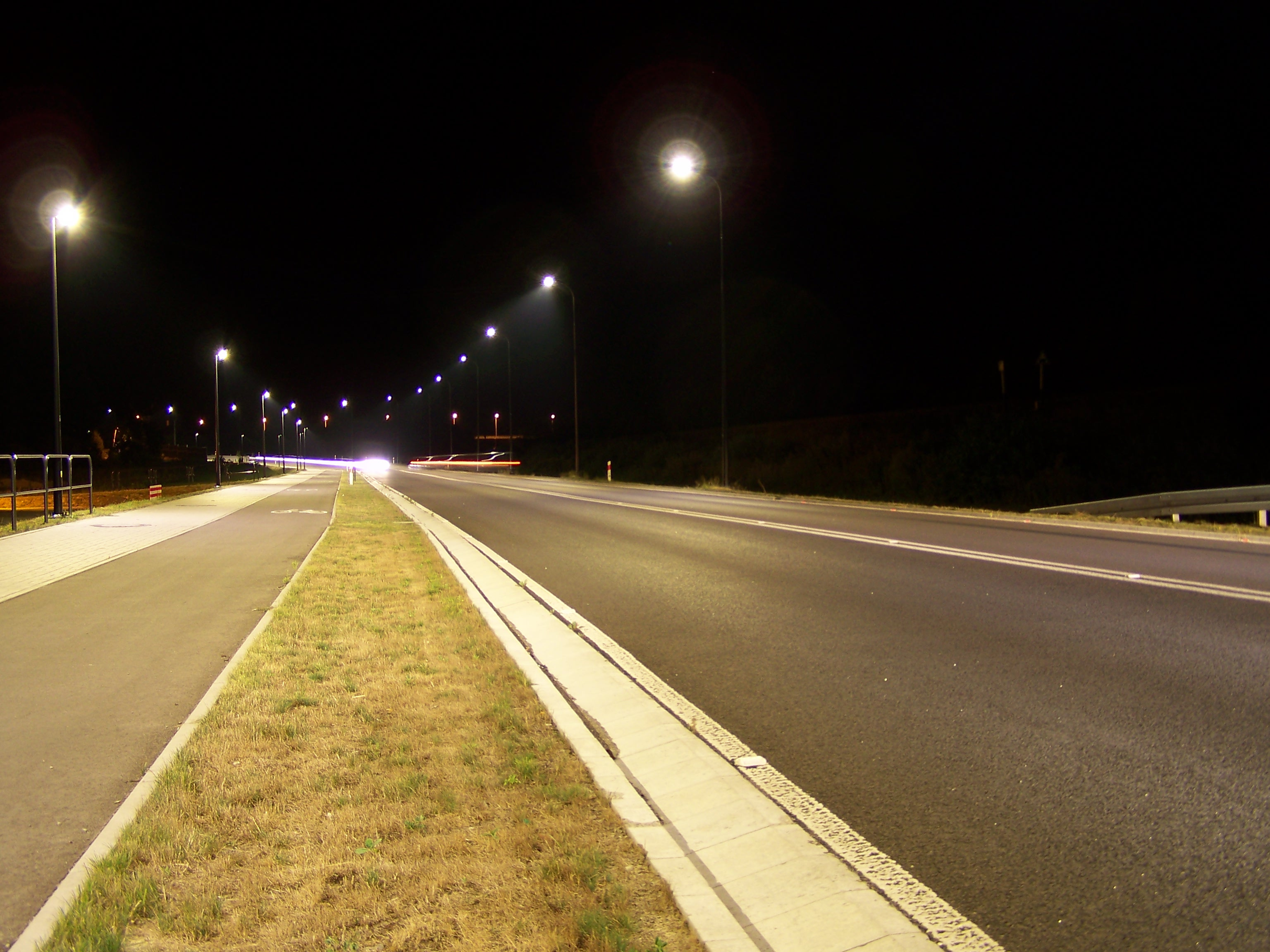
Nocny widok na Obwodnicę Północną w Biłgoraju. Wyprowadza ruch tranzytowy drogi wojewódzkiej nr 858 poza centrum; nie omija jednak miasta, a biegnie przez jego mniej zurbanizowane tereny

Większa część obszaru zurbanizowanego w Biłgoraju znajduje się na lewym (wschodnim) brzegu Białej Łady. Jego oś urbanistyczną stanowią dwie południkowe arterie o długości ok. 2,5 km. Są to ul. Tadeusza Kościuszki oraz ul. Długa/Bohaterów Monte Cassino; łączą one Śródmieście i Puszczę Solską. Koncentrują one wokół siebie zasadnicze centrum handlowo-usługowo-administracyjne miasta; jest ono rozciągnięte przestrzennie (niezorganizowane w zwarty kompleks). W uogólnieniu cały obszar zabudowy centrum jest rozciągnięty południkowo, co wynika z jego położenia w widłach Białej i Czarnej Łady.
Układ ulic Śródmieścia ma charakter otwarty i zalicza się do tzw. układów prostych. Jest on niemal niezmieniony w porównaniu do stanu z początku istnienia miasta; ulice wokół Rynku są rozplanowane równomiernie i w większej części prostopadle.
Samochodowy ruch tranzytowy dróg wojewódzkich nr 835 i 858 dzięki odpowiedniemu układowi ulic omija ścisłe centrum Biłgoraja. Nie istnieje jednak pełna obwodnica pozamiejska, a jedynie trasy średnicowe (al. Jana Pawła II i Obwodnica Północna).
Władze miasta w 2014 opracowały plan budowy pełnej obwodnicy Biłgoraja. Ma ona biec w ciągu drogi wojewódzkiej nr 835 i na linii północ-południe obiegać miasto od strony zachodniej. Z obecnym przebiegiem trasy ma się łączyć w miejscowościach Gromada i Majdan Nowy; zaprojektowano też odpowiednie połączenia z trasami nr 858 i 853. Całkowita długość planowanej obwodnicy to ok. 12 km.
Na terenie miasta – głównie wzdłuż ważniejszych ulic – jest dostępnych kilkanaście kilometrów dróg rowerowych, z których większość stanowi ciągi pieszo-jezdne. Według planów ich sieć ma być w najbliższych latach rozbudowywana, a całkowita długość w obszarze funkcjonalnym miasta wynieść ok. 40 km.

### Publiczny transport zbiorowy
Centrami transportu publicznego w Biłgoraju są dworzec autobusowy należący do firmy PKS Biłgoraj Sp. z o.o., dworzec autobusowy obsługujący innych przewoźników (oba przy ul. Bohaterów Monte Cassino), dworzec kolejowy (przy ul. Dworcowej i Bojarskiej), przystanki autobusowe oraz kilka niezależnych postojów TAXI.
Miasto nie posiada zinstytucjonalizowanej komunikacji miejskiej, taka funkcjonowała od lat 60. do 90. XX wieku. Poruszanie się w obrębie miasta umożliwiają autobusy wyjeżdżające na dalsze trasy oraz taksówki.
Od kilku lat przez Biłgoraj przejeżdżają pociągi osobowe. Obecnie codziennym połączeniem jest skład IC Hetman uruchamiany przez spółkę PKP Intercity w relacji Hrubieszów Miasto-Wrocław Główny, oraz weekendowy kurs pociągu TLK Roztocze w relacji Chełm/Zamość – Gliwice również uruchamiany przez spółkę PKP Intercity.
Najbliższe Biłgorajowi porty lotnicze to Lublin-Świdnik, oddalony o ok. 90 km (licząc wzdłuż drogi wojewódzkiej nr 835) oraz Rzeszów-Jasionka, oddalony o ok. 110 km (licząc wzdłuż drogi wojewódzkiej nr 835 i autostrady A4).

## Turystyka

### Ruch turystyczny w Biłgoraju

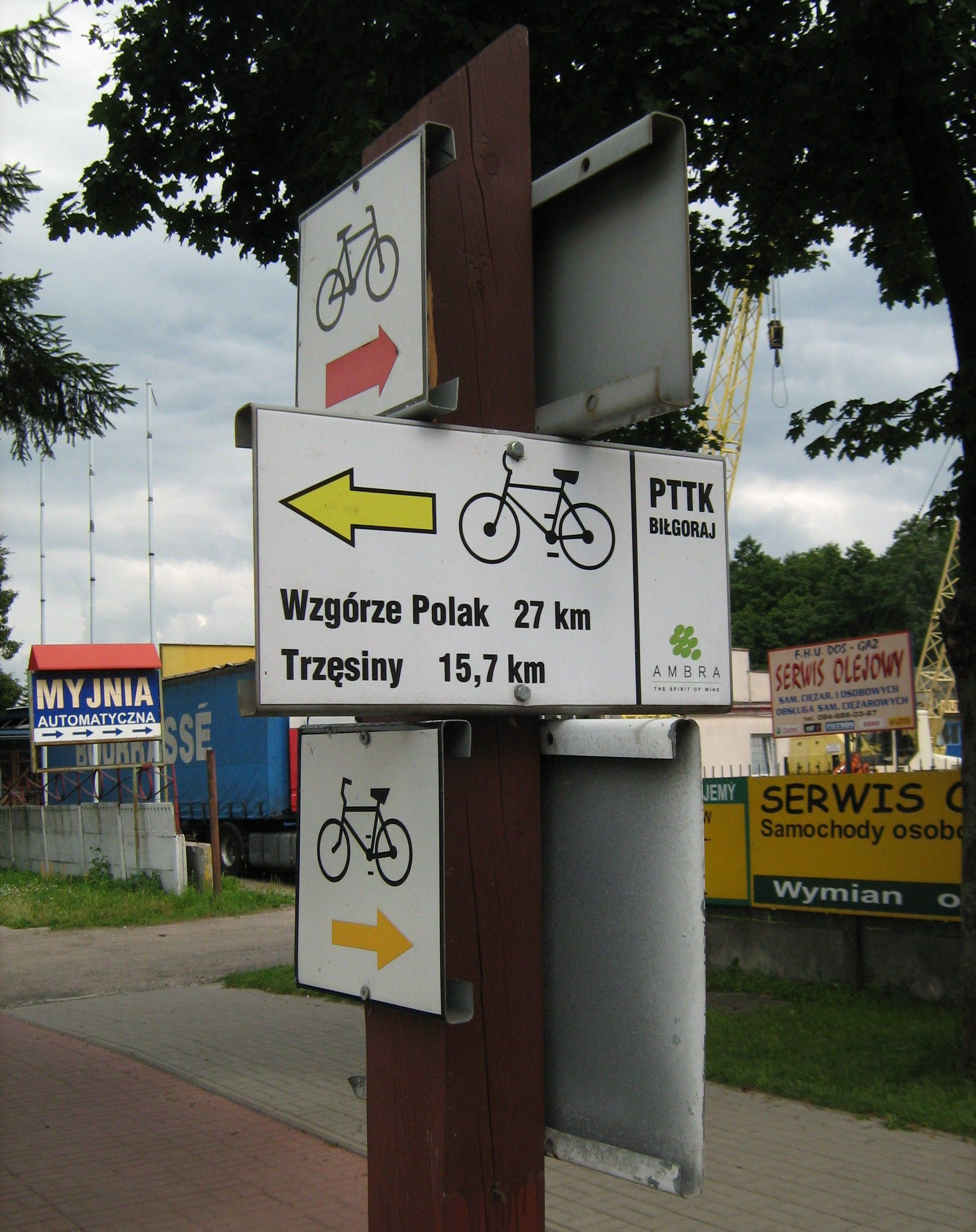
Znaki czerwonego i żółtego rowerowego szlaku turystycznego oraz oddziału PTTK Biłgoraj przy ul. Zamojskiej

Na wielkość i charakter ruchu turystycznego w Biłgoraju w głównej mierze wpływa jego położenie. Miasto stanowi bardzo dobrą bazę wypadową, noclegową i usługową dla turystów, którzy odwiedzają Roztocze i Puszczę Solską. W regionie dominuje turystyka rowerowa i piesza. Z tego względu Biłgoraj jest też węzłem kilkunastu szlaków turystycznych. Najsłynniejszy z nich to Green Velo, szlak rowerowy przebiegający przez Polskę wschodnią, ciągnący się od Elbląga po Podkarpacie. Wśród innych wymienić można m.in. Szlak Białej Łady i Szlak im. Józefa Złotkiewicza. Przepływająca przez Biłgoraj Łada jest rzeką uczęszczaną przez kajakarzy.
Obsługą ruchu turystycznego zajmuje się Powiatowy Ośrodek Informacji Turystycznej. W mieście działa oddział Polskiego Towarzystwa Turystyczno-Krajoznawczego, w którego działaniach mieści się m.in. prowadzenie schronisk turystycznych. Baza usługowa w mieście obejmuje przedsiębiorstwa z branży turystycznej, w tym kilka hoteli i moteli, a także pokoje gościnne, zajazdy i restauracje.

### Atrakcje turystyczne
Głównymi miejscami na terenie miasta, koncentrującymi ruch turystyczny, są:
- obiekty rekreacyjne – m.in. wypoczynkowo-sportowy zalew w osiedlu Bojary, kryta pływalnia oraz infrastruktura miejskiego Ośrodka Sportu i Rekreacji,
- obiekty związane z historią – zabytki, miejsca pamięci i placówki Muzeum Ziemi Biłgorajskiej,
- obiekty kulturalne – miejsca organizacji wydarzeń związanych z życiem kulturalnym.

## Przestrzeń miejska, architektura, zabytki

### Architektura i zabytki
Ze względu na zniszczenia wojenne w latach 1939–1944 nie zachowała się w Biłgoraju znacząca liczba obiektów historycznych. Tkanka zabytkowa w przestani miejskiej jest bardzo skromna. Także prawie już nie istnieją budynki charakterystyczne dla typowego, tradycyjnego budownictwa biłgorajskiego. Nieliczne obiekty sprzed 1939 to obecnie najcenniejsze zabytki architektoniczne miasta. Należą do nich:
- obiekty sakralne:
  - barokowy kościół Trójcy Świętej i Wniebowzięcia Najświętszej Marii Panny z pierwszej połowy XVIII w.;
  - eklektyczny kościół św. Jerzego z drugiej połowy XVIII w., dawniej cerkiew;
  - zespół Sanktuarium św. Marii Magdaleny, którego obiekty – m.in. kościół i klasztor – reprezentują różne style architektoniczne, pochodzą z XVII, XIX i początku XX w.;
  - figura św. Jana Nepomucena z 1821, w miejscu dawnych rogatek zamojskich;
  - dwie katolickie kapliczki z 1917, zlokalizowane przy ul. Stanisława Moniuszki i ul. Lubelskiej;
- budynki drewniane, reprezentujące typową, tradycyjną architekturę dawnego Biłgoraja:
  - kompleks skansenowy Zagroda Sitarska z początku XIX w., obecnie oddział Muzeum Ziemi Biłgorajskiej;
  - tzw. dworek modrzewiowy z XIX w. przy ul. Tadeusza Kościuszki, obecnie pełniący role usługowe;
  - spichlerz zbożowy z połowy XIX w., fragment zabytkowego młyna nad rzeką Biała Łada (tzw. zagrody młynarskiej), którego pozostałe budynki spłonęły w latach 80. XX w.; obecnie niezagospodarowany, stanowi własność Muzeum Ziemi Biłgorajskiej[106];
- kamienice z XIX i XX w.:
  - XIX-wieczna kamienica – tzw. Iskierka – mieściła m.in. kasyno armii rosyjskiej (w czasach zaborów) oraz katownię Gestapo (w czasach okupacji niemieckiej 1939–1944)[60];
  - dwa gmachy z wieżyczkami z lat 30 XX w., jeden – dawny bank – obecnie pełni role usługowe, drugi jest siedzibą Muzeum Ziemi Biłgorajskiej;
  - ciąg sklepów miejskich na Placu Wolności, wybudowany w latach 1925–1927;
- murowana brama, jedyna pozostałość XIX-wiecznego pałacu Rożnówka, oraz otaczający ją Park im. Stanisława Nowakowskiego;
- plebania przy ul. Trzeciego Maja, wybudowana w 1927;
- betonowy most nad rzeką Biała Łada, wybudowany przez Wojsko Polskie w latach 30. XX w.[107];
- modernistyczny gmach elektrowni miejskiej z 1928, obecnie siedziba Biłgorajskiej Agencji Rozwoju Regionalnego S.A.

Do najcenniejszych obiektów sprzed 1939, które zachowały się do dziś, należą także nekropolie.
Pozostała zabudowa Biłgoraja niemal w całości pochodzi z czasów po 1944. Wśród jej obiektów znajdują m.in. charakterystyczne przykłady powojennego modernizmu lat 60. XX w., reprezentowane przez gmachy ratusza oraz Państwowej Szkoły Muzycznej.
Wśród współczesnej zabudowy miasta szczególnie wyróżnia się inwestycja, realizowana przez prywatnych inwestorów pod nazwą Miasteczko na Szlaku Kultur. Jej celem jest odbudowa typowej, drewnianej architektury biłgorajskiej oraz nawiązywanie do tradycji innych kultur, które zamieszkiwały miasto przed 1939 rokiem. W ramach inwestycji wznoszone jest osiedle, które w stanie na 2018 rok obejmuje kilka zamieszkanych kamienic i ciągi stylizowanych pawilonów usługowych. Dotąd zbudowano także wierną rekonstrukcję drewnianej synagogi z Wołpy (obecnie miasta na Białorusi, przed 1939 w Polsce; sama synagoga została zniszczona przez hitlerowców).

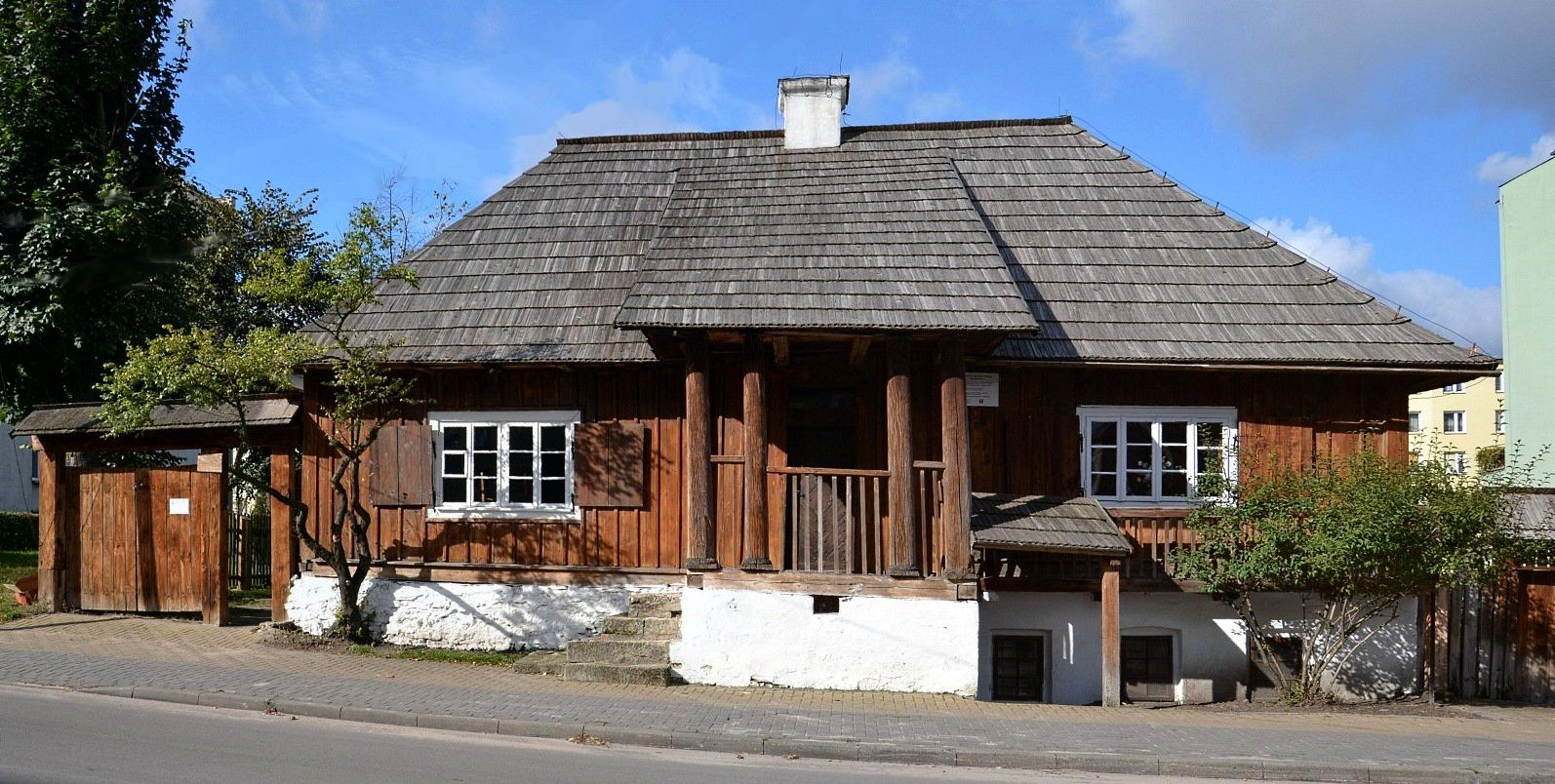
Dom sitarski z początku XIX w., obecny skansen Zagroda Sitarska
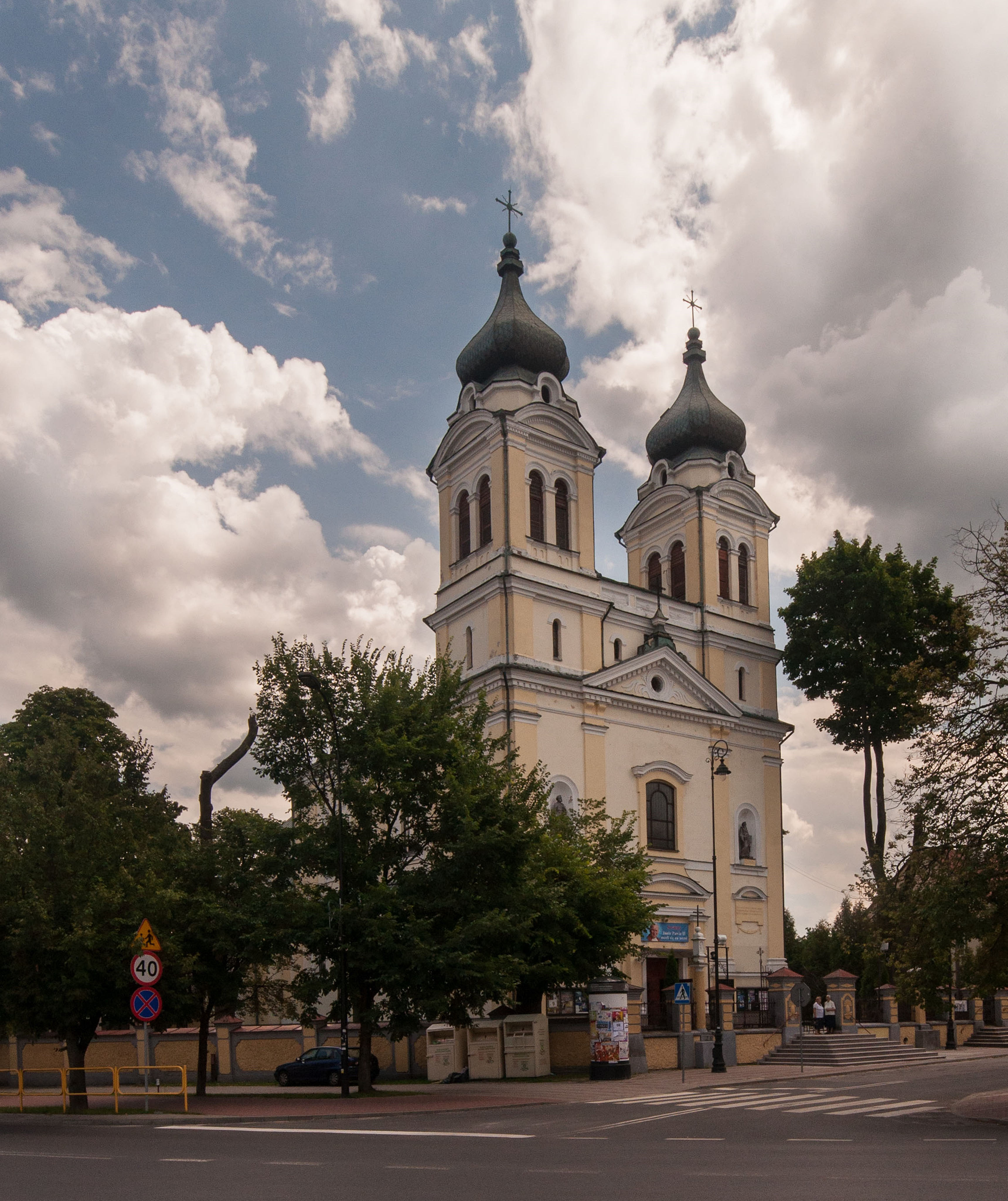
Barokowy kościół Trójcy Świętej i Wniebowzięcia NMP z I połowy XVIII w.
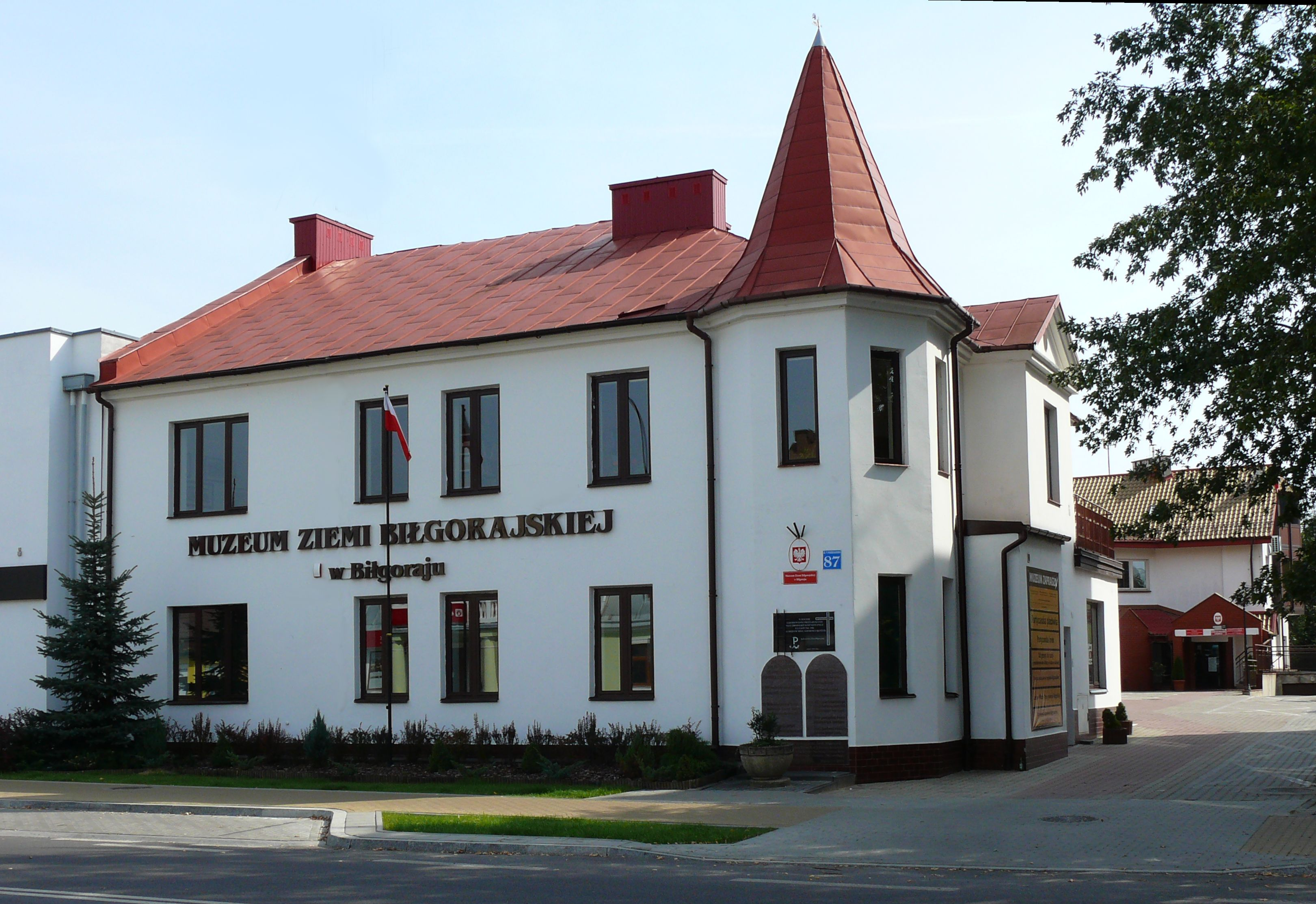
Kamienica z lat 30. XX w., siedziba Muzeum Ziemi Biłgorajskiej
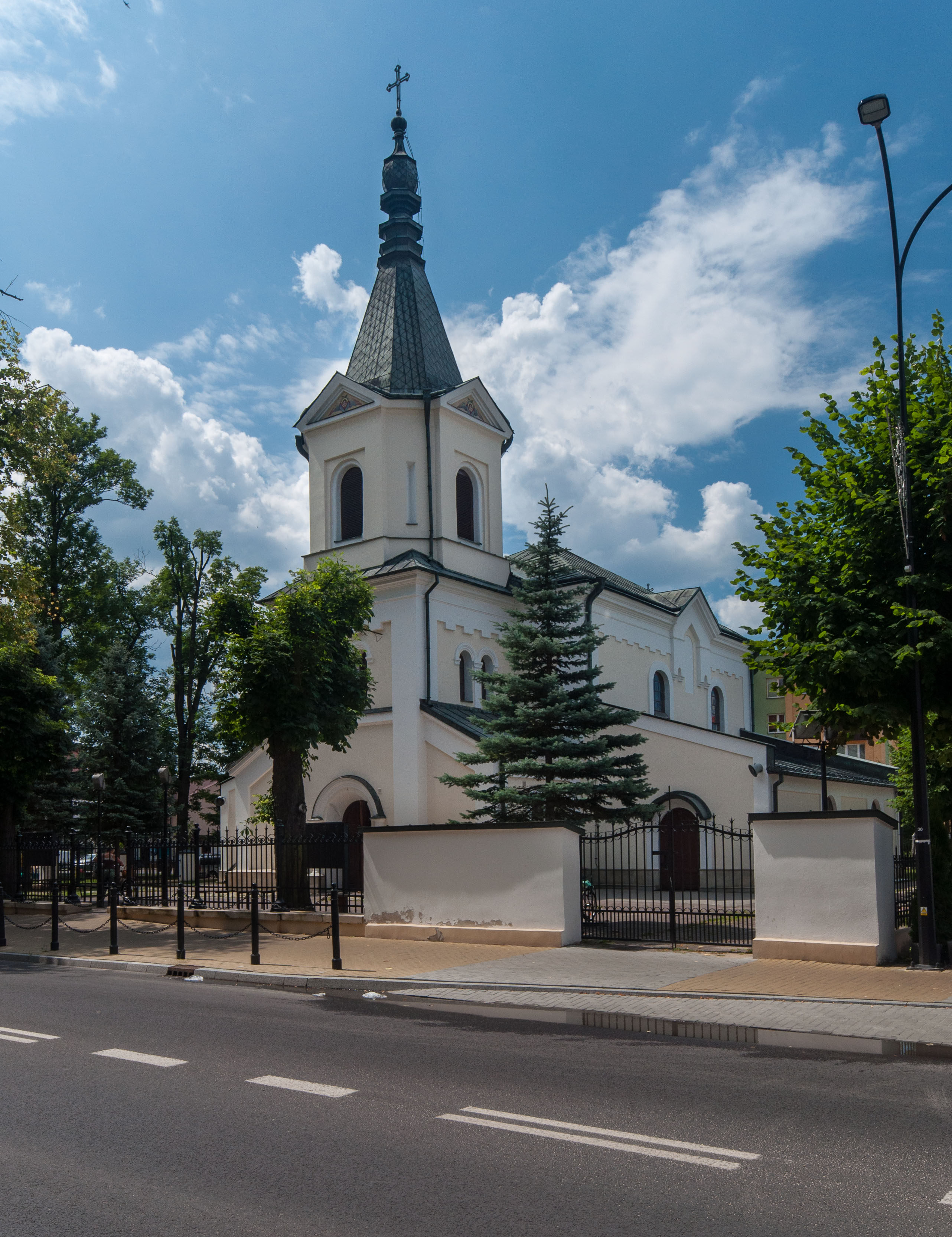
Eklektyczny kościół św. Jerzego, dawna cerkiew z II połowy XVIII w.
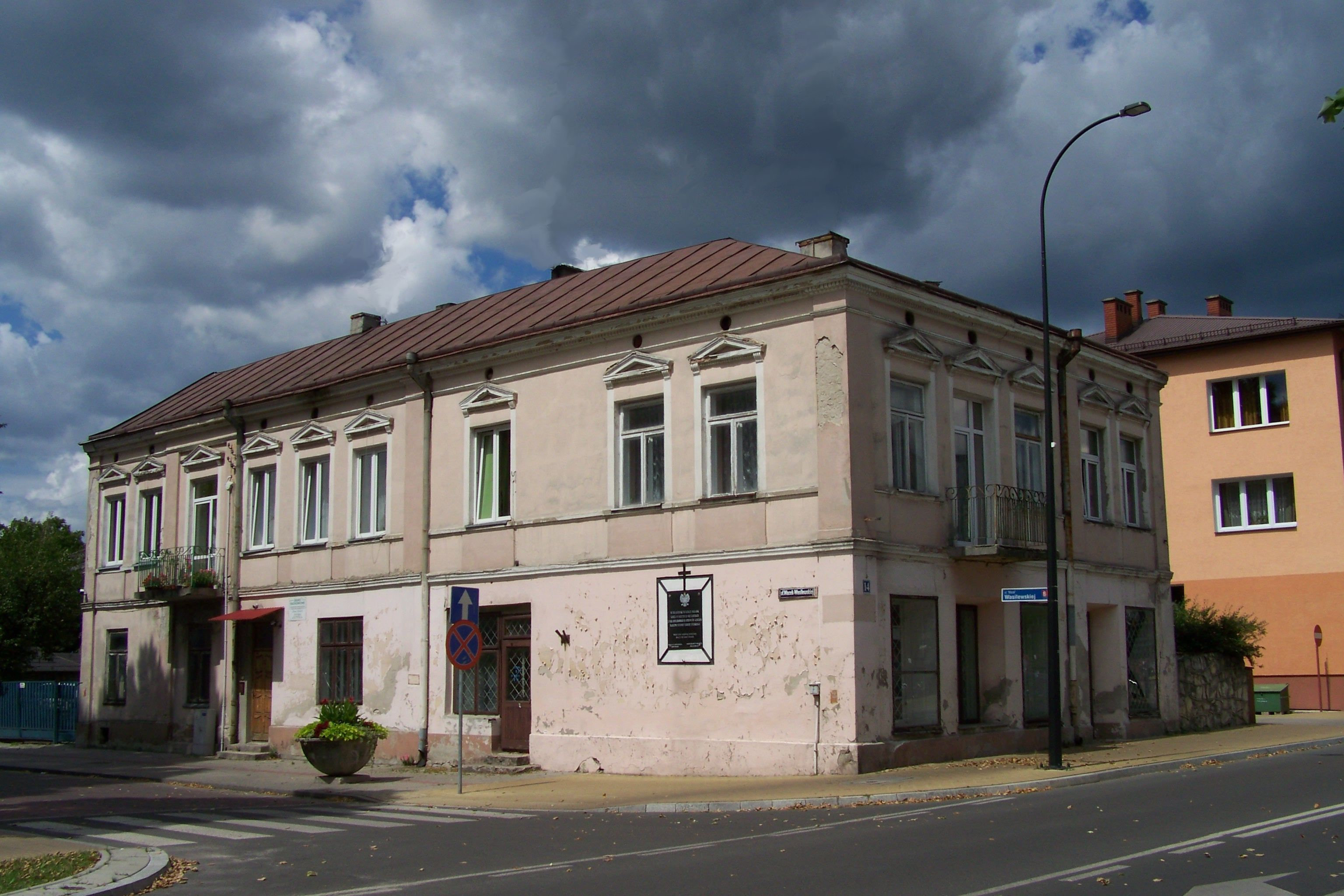
XIX-wieczna kamienica – tzw. Iskierka – w czasach okupacji niemieckiej 1939–1944 katownia Gestapo
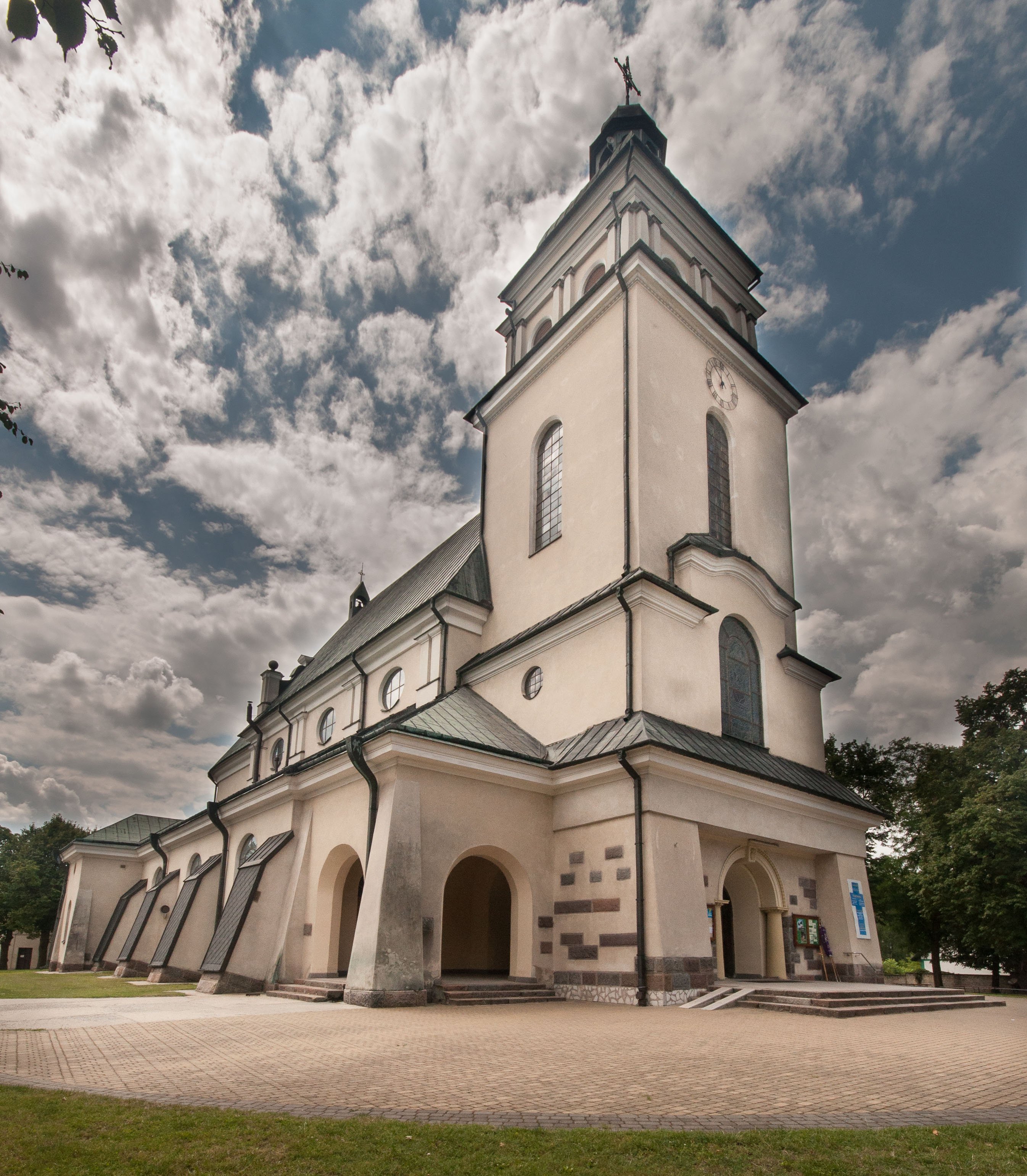
Eklektyczny kościół, sanktuarium św. Marii Magdaleny, wybudowana w I połowie XX w.
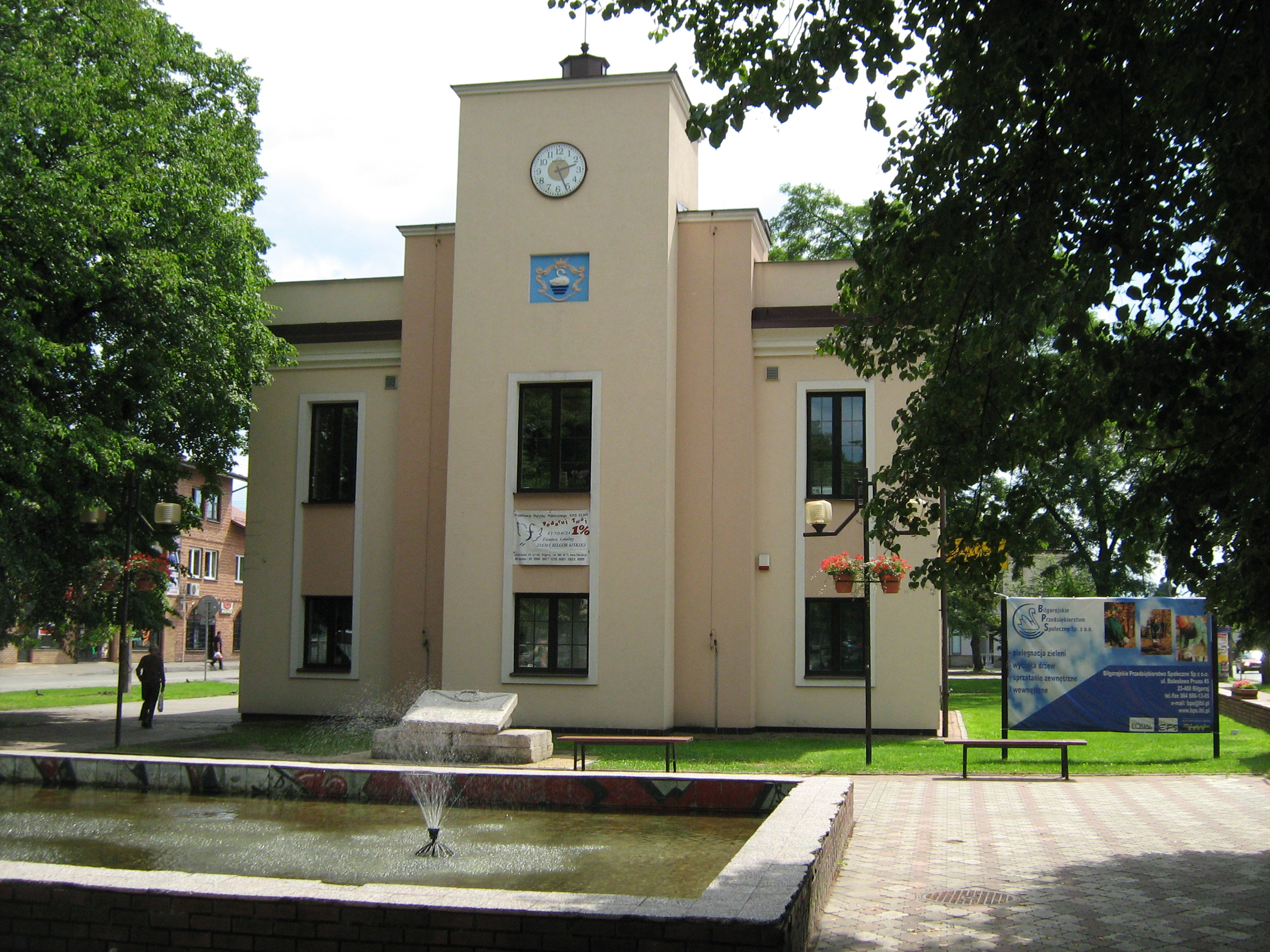
Modernistyczny gmach elektrowni miejskiej z 1928
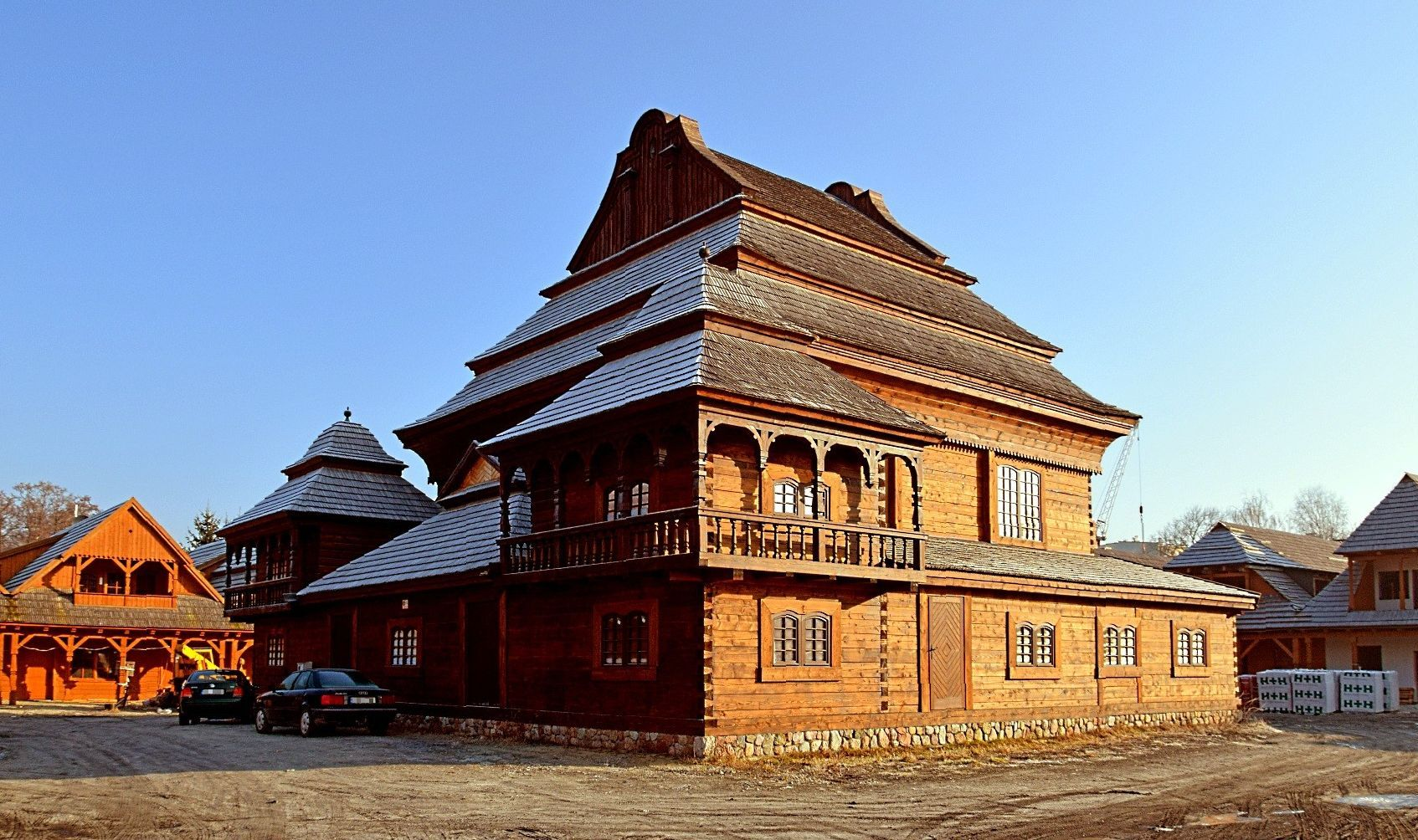
Replika 1:1 synagogi z Wołpy w Biłgoraju

### Miejsca pamięci
W przestrzeni miejskiej znajdują się miejsca pamięci oraz obiekty pomnikowe. Kilka najbardziej charakterystycznych pod względem architektonicznym i historycznym to:
- modernistyczny pomnik Bohaterów, Partyzantów i Bojowników o Wolność i Polskę – tzw. karabiny – wybudowany w 1966 r., nawiązujący do losów miasta i regionu w latach 1939–1944, ustawiony przed wejściem do Ratusza;
- krzyż w miejscu zbrodni na Rapach, egzekucji 63 partyzantów, jeńców bitwy pod Osuchami, zamordowanych przez hitlerowców w 1944[ah][110];
- krzyż katyński z 1995, upamiętniający polskich oficerów zamordowanych przez NKWD, zlokalizowany na cmentarzu przy ul. Lubelskiej;
- zabytkowy pomnik powstańców listopadowych, pochodzący z początku XX w., ustawiony przy ul. Szewskiej;
- obiekty pomnikowe, ufundowane w pierwszej połowie XIX w. przez Stanisława Nowakowskiego, dawniej zdobiące otoczenie jego pałacu:
  - płyta ku czci gen. Jana Henryka Dąbrowskiego, upamiętniająca jego pobyt w mieście, ustawiona w Parku Solidarności;
  - pomnik ku pamięci Piasta, legendarnego założyciela państwa polskiego, ustawiony w Parku Solidarności;
  - pomnik Ignacego Krasickiego, ustawiony na Skwerze Saskim;
- obiekty pomnikowe, związane z martyrologią Żydów, niegdyś zamieszkujących Biłgoraj:
  - pomnik ofiar holocaustu na cmentarzu żydowskim przy ul. Marii Konopnickiej;
  - pomniki w miejscu dawnych cmentarzy żydowskich oraz synagogi.

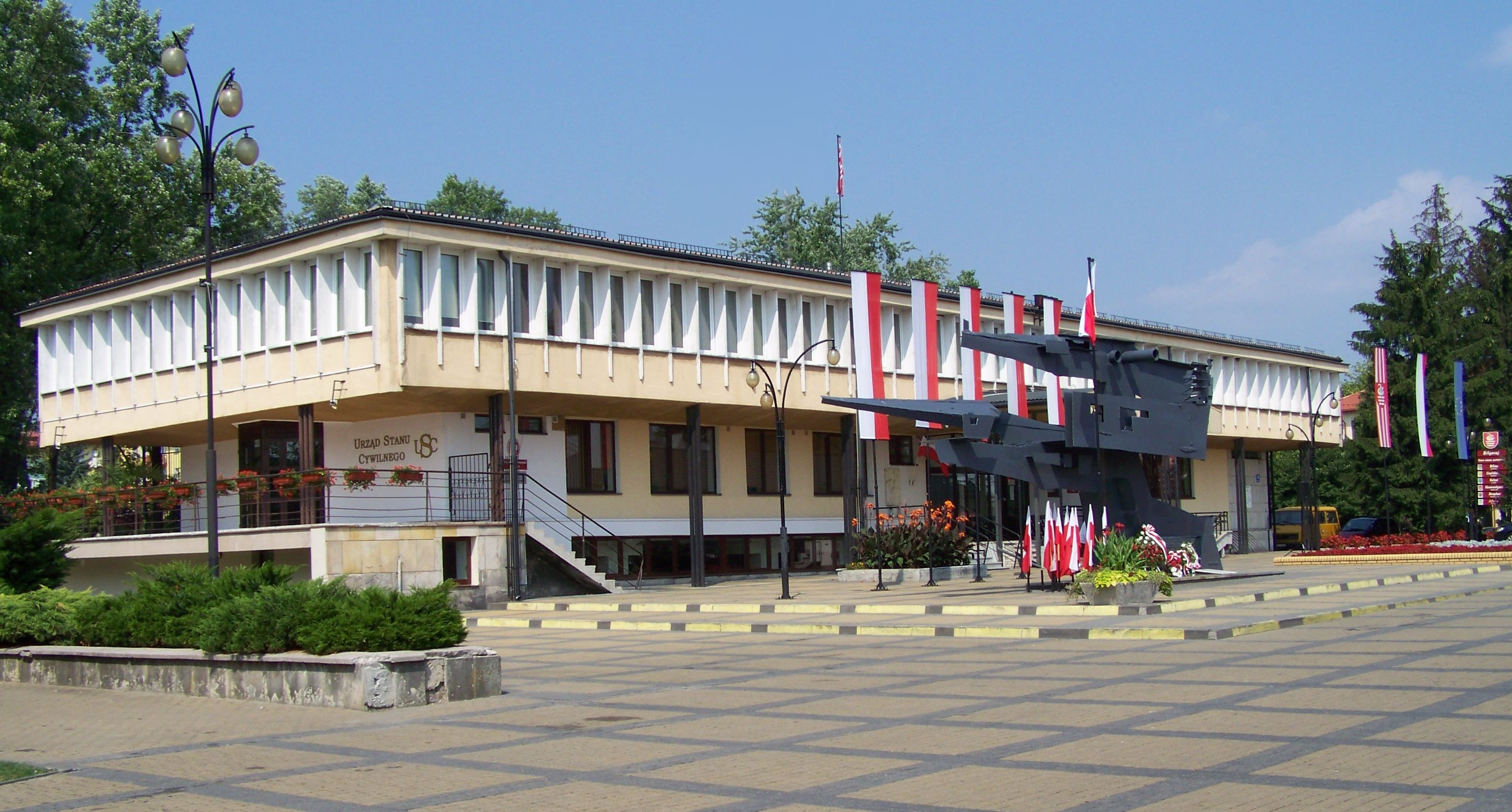
Ratusz oraz Pomnik Bohaterów, Partyzantów i Bojowników o Wolność i Polskę – tzw. karabiny
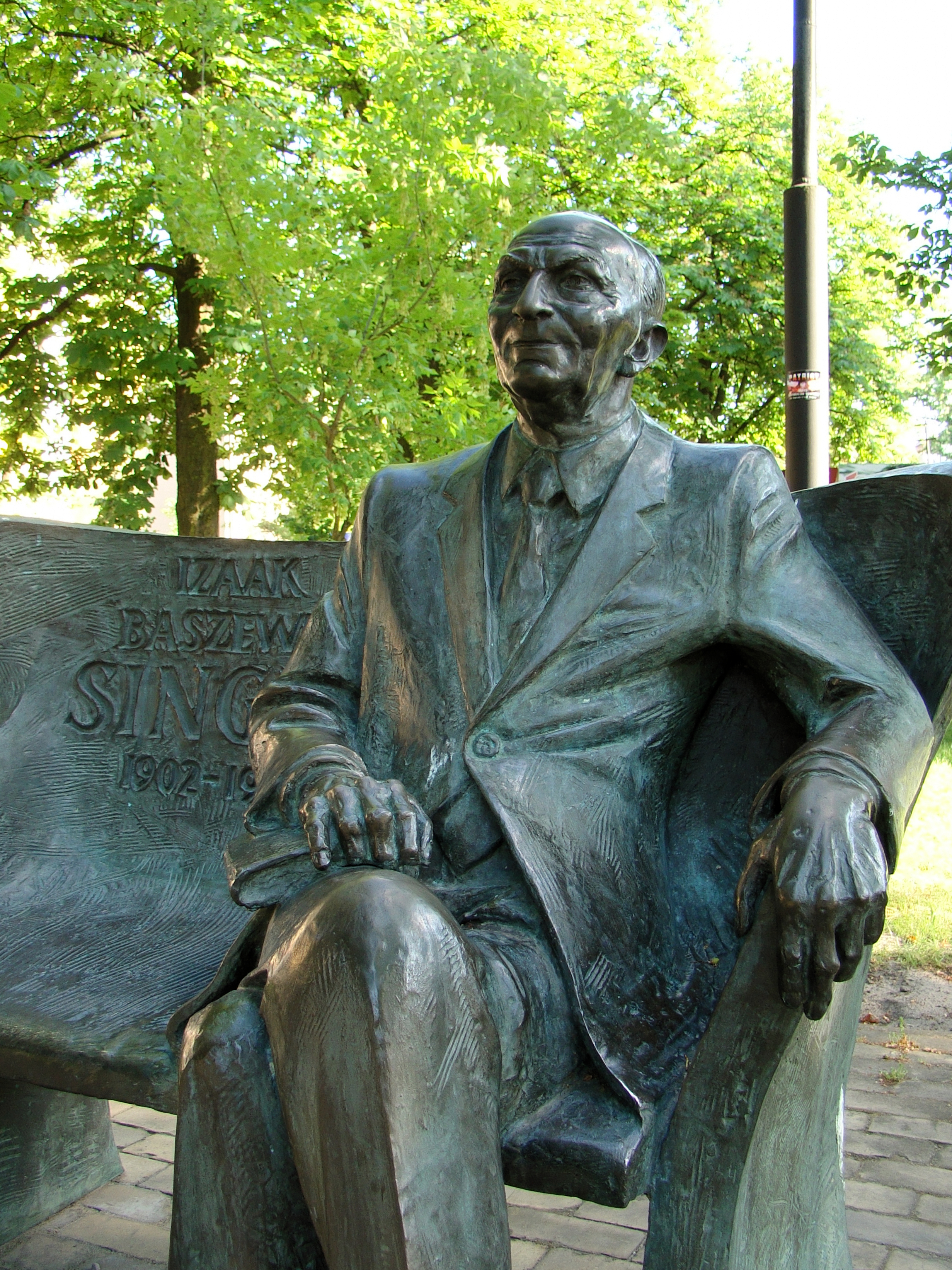
Ławeczka Singera, upamiętniająca wychowanego w Biłgoraju noblistę
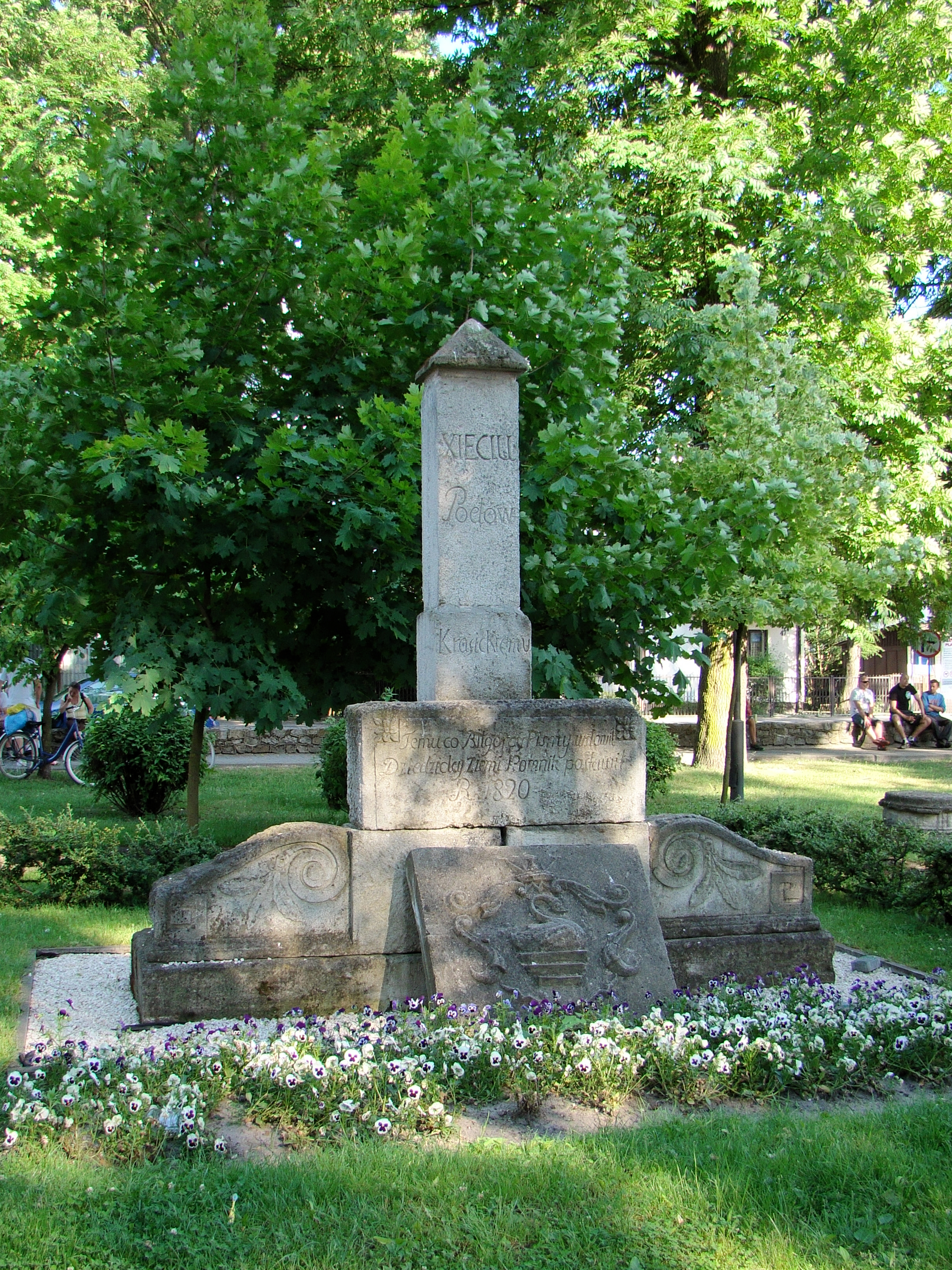
Pomnik Ignacego Krasickiego z 1820 na Skwerze Saskim
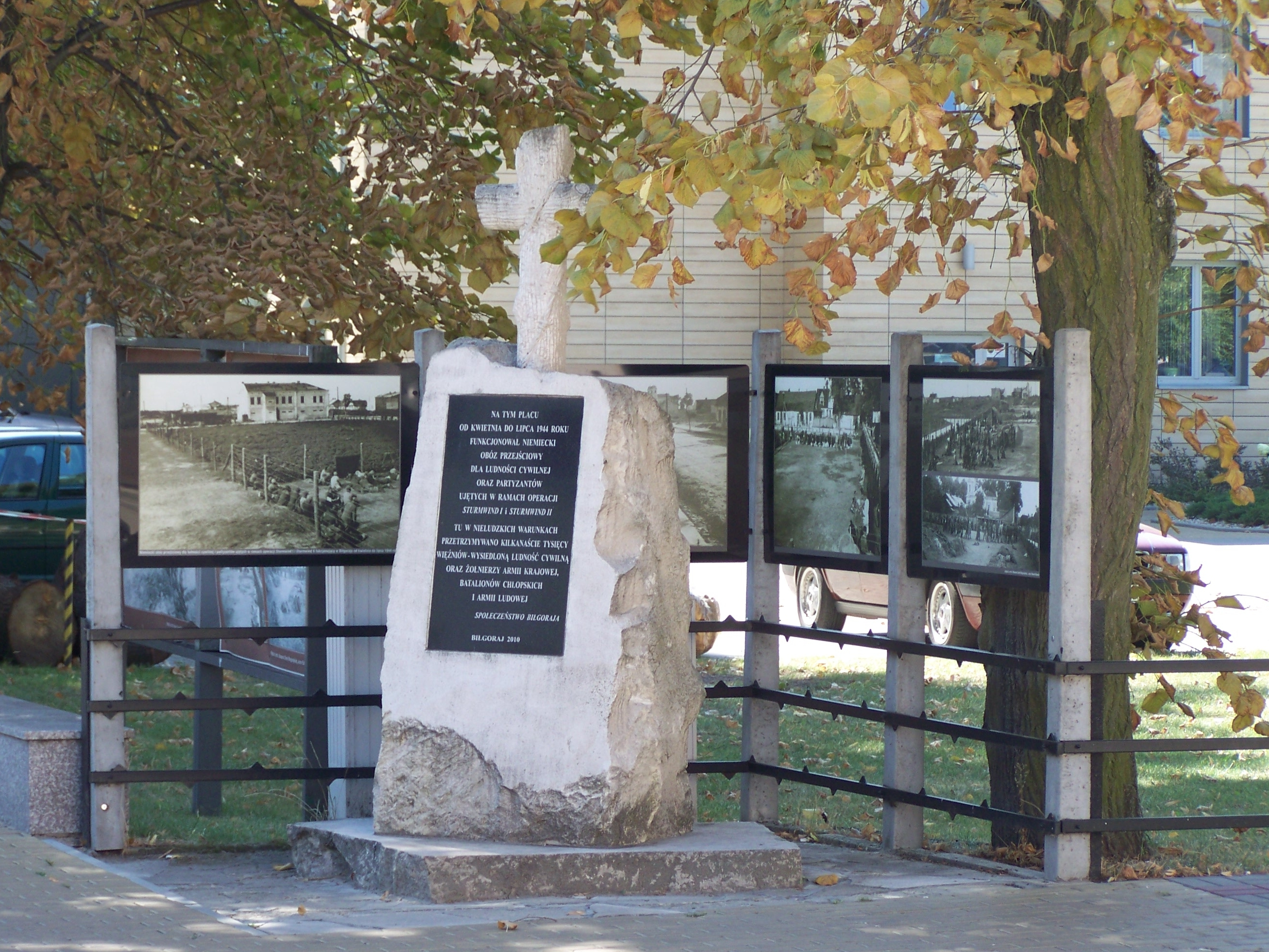
Pomnik w miejscu hitlerowskiego obozu przesiedleńczego i jenieckiego
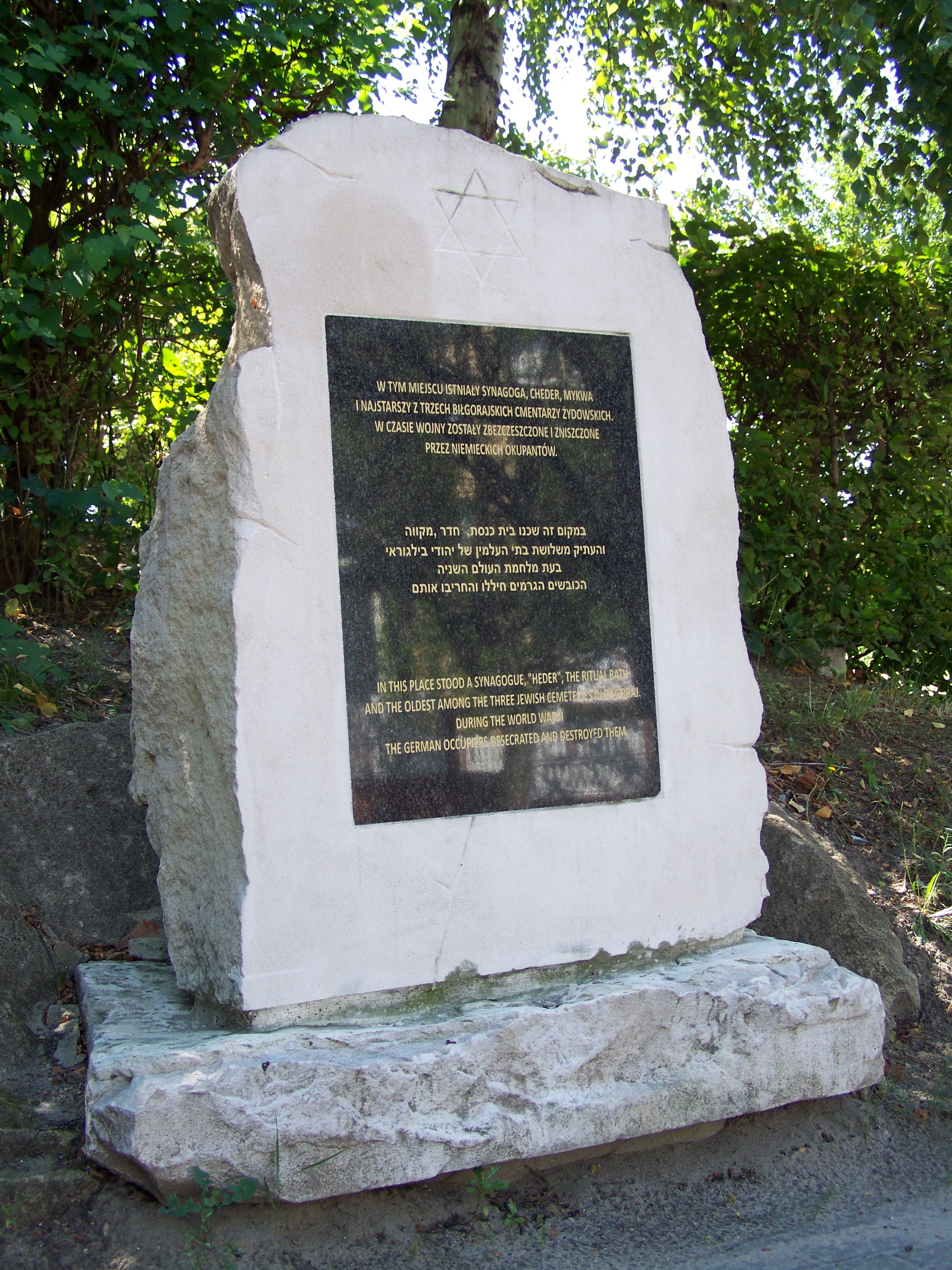
Pomnik w miejscu synagogi oraz żydowskiego cmentarza, zniszczonych w czasie okupacji niemieckiej
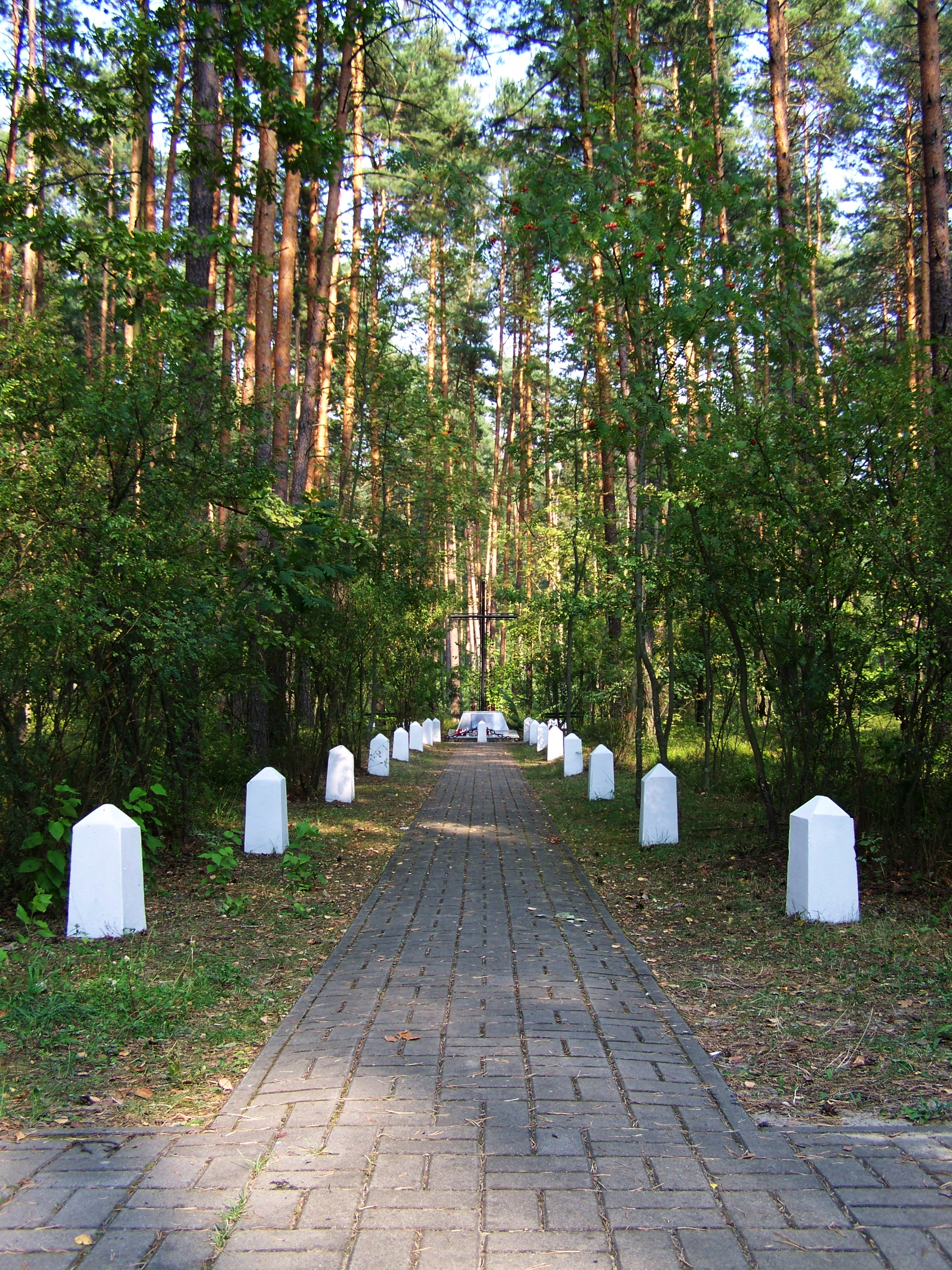
Alejka i krzyż w miejscu zbrodni na Rapach

## Kultura

### Instytucje i wydarzenia kulturalne

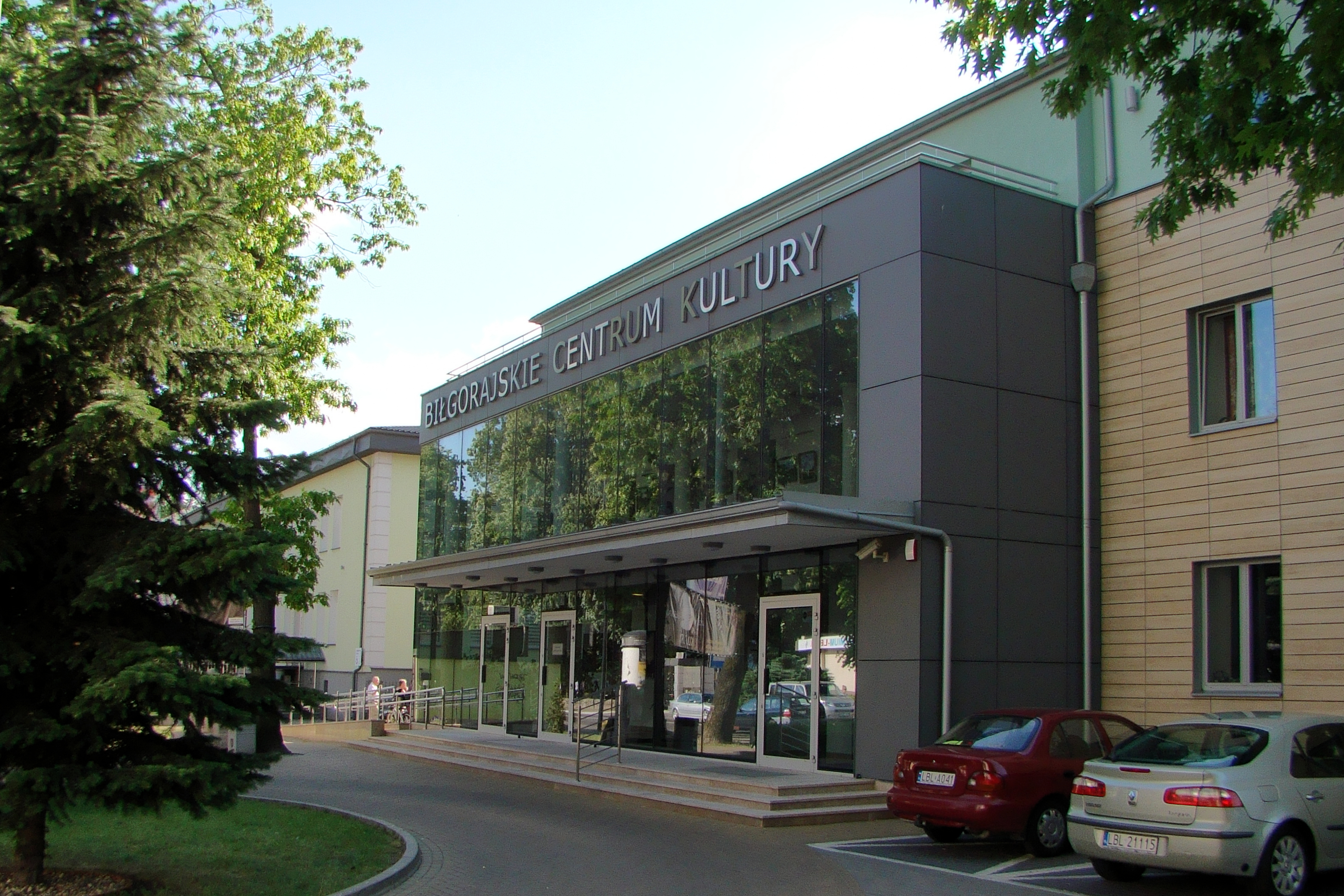
Frontowa ściana Biłgorajskiego Centrum Kultury. Modernistyczny gmach został wzniesiony w latach 50. XX w., a w latach 2011–2012 gruntownie przebudowany

Główne ogólnodostępne instytucje, których zadaniem jest działanie na rzecz kultury w Biłgoraju, to jednostki samorządowe:
- Biłgorajskie Centrum Kultury, dysponujące m.in. salami widowiskowymi, kinem, placem do organizacji imprez masowych, zajmujące się popularyzacją kultury i zrzeszaniem ludzi związanych z wszelkimi jej gałęziami[112];
- Młodzieżowy Dom Kultury, organizujący zajęcia i imprezy kulturalne dla dzieci i młodzieży[113];
- Muzeum Ziemi Biłgorajskiej, popularyzujące historię i etnografię Biłgorajszczyzny;
  - skansen Zagroda Sitarska, oddział Muzeum Ziemi Biłgorajskiej, przedstawiający tradycje sitarskie miasta;
- Miejska i Powiatowa Biblioteka Publiczna, dysponująca 4 placówkami (filiami) w różnych częściach miasta[114];
- Biblioteka Pedagogiczna, dysponująca 1 placówką.

Przy wymienionych instytucjach funkcjonują różne organizacje kulturotwórcze, m.in. odnoszący sukcesy w skali międzynarodowej, działający od 1982 Zespół Tańca Ludowego Tanew.
Ponadto w Biłgoraju działają niezależne organizacje kulturalne. Wśród nich da się wymienić m.in. fundację Kresy 2000, której celem jest szeroko pojęta „działalność na rzecz sztuki i kultury współczesnych Kresów Rzeczypospolitej”. Obywatelską organizacją jest Centrum Kultury Niezależnej POGOtowie, które od 2009 zajmuje się popularyzacją głównie kultury alternatywnej i młodzieżowej. Funkcjonują także różnorodne grupy i stowarzyszenia, takie jak np. zespoły muzyczne, chóry, dyskusyjne kluby książki, towarzystwa regionalne i towarzystwa literackie.
Wymienione wyżej organizacje zajmują się m.in. organizacją cyklicznych wydarzeń, popularyzujących kulturę wyższą, mających skalę ogólnopolską i międzynarodową. Wśród tychże można wymienić:
- Biłgorajskie Spotkania z Poezją Śpiewaną i Piosenką Autorską – organizowany od 1988 cykl koncertów o zakresie ogólnopolskim, obejmujących głównie poezję śpiewaną, a także popularyzujących indywidualną twórczość muzyczną i literacką[120].
- Festiwal Dni Singera (również: Śladami Singera) – organizowany latem każdego roku we współpracy z instytucjami z kraju i zagranicy cykl wydarzeń. Obejmuje m.in. koncerty, przedstawienia teatralne, performances, sesje naukowe. Całość skupia się na przybliżaniu kultury żydowskiej, odtwarzaniu tradycji dawnego, wielokulturowego Biłgoraja, oraz popularyzacji twórczości Izaaka Baszewisa Singera[121].
- Festiwal Kultur – organizowany latem od 2014. Koncentruje się na prezentacji dorobku kulturalnego Polski i Biłgorajszczyzny oraz jej zestawianiem z dorobkiem kulturalnym innych krajów, szczególnie przedstawicieli miast partnerskich. Obejmuje m.in. koncerty, występy zespołów folklorystycznych, przedstawienia teatralne, wyjazdy krajoznawcze[122].
- Ogólnopolski Festiwal Piosenki Religijnej Soli Deo – organizowany od 1993 na przełomie czerwca i lipca. Jego celem jest prezentacja wartościowych opracowań wokalnych i muzycznych o charakterze religijnym.
- Widowiska plenerowe Powitanie sitarzy, co się nazywa Radosne oraz Pożegnanie sitarzy, co się nazywa Żałosne. Są to organizowane co kilka lat inscenizacje tradycyjnych zwyczajów sitarskich, związanych z wyruszaniem w świat w celu prowadzenia handlu[ai]. W trakcie widowiska odbywa się przejście pochodu sitarskiego ulicami miasta, z udziałem władz samorządowych i twórców kultury. Inscenizacjom towarzyszą m.in. koncerty i jarmark kresowy[123].

Oprócz wymienionych wyżej w mieście odbywają się również mniejsze wydarzenia kulturalne, związane nie tylko z widowiskami i sztuką, ale mające charakter popularnonaukowy i naukowy. Można tu zaliczyć chociażby cykliczne rekonstrukcje historyczne oraz sesje popularnonaukowe.
Biłgoraj jest także miejscem organizacji imprez o charakterze rozrywkowym, związanych z kulturą masową. Do takich da się zaliczyć np. coroczne cykle koncertów, turniejów i widowisk, znane jako Dni Biłgoraja.

### Biłgoraj w kulturze i sztuce
W ciągu ponad czterech wieków swojego istnienia Biłgoraj pojawiał się w twórczości kulturalnej i artystycznej. Do takiej zaliczyć przede wszystkim trzeba literaturę piękną. O mieście pisał m.in. biskup Ignacy Krasicki. W Opisaniu podróży z Warszawy do Biłgoraja – Liście do ks. Stanisława Poniatowskiego m.in. żartobliwie przeklinał złą jakość dróg i przepastność okolicznych lasów, a jednocześnie zwracał uwagę na znaczenie rzemiosła sitarskiego:

Zaszczyt jego wieloraki: sławne w sita i przetaki.
(...)
Kraj górzysty i niepłodny,
Nocleg, popas niewygodny,
Przewodniki bałamutne,
Droga ciasna, lasy smutne.
(...)
Bogdaj się człowiek dobry w tych stronach nie gnieździł,
bogdaj tylko wygnaniec tymi ścieżki jeździł!

Szeroko o Biłgoraju pisał wychowywany w nim Izaak Baszewis Singer. Realia Biłgoraja i ziemi biłgorajskiej były dla tego noblisty źródłem inspiracji do wielu z najsłynniejszych dzieł – chociażby utworów Szatan w Goraju, Sztukmistrz z Lublina, Gimpel Głupek. W swoich tekstach Singer pisał m.in.:

Nasłuchałem się od matki wielu pochwał na temat Biłgoraja, ale miasto było jeszcze ładniejsze niż w jej opisach. Otaczały je gęste sosnowe lasy, które wyglądały jak błękitna wstęga. (...) Dom dziadka stał niedaleko od bożnicy, domu nauki, mykwy i cmentarza. Był to stary drewniany dom zbudowany z bali, pobielony. (...) Kiedy uniosłem głowę, zobaczyłem biłgorajską bóżnicę i pola, które rozciągały się wokół aż po skraj lasu. Miały różne kształty i barwy: kwadraty, romby, trójkąty, zielone, ciemne, żółte. Byłem w raju i miałem tylko jedno pragnienie: żeby nigdy mnie stąd nie wygnano.

Miasto Biłgoraj jest też głównym miejscem akcji utworu dla dzieci Przygody Króla Jegomości, autorstwa Jana Brzechwy. Ponadto pojawia się w literaturze pamiętnikarskiej, np. w XVII-wiecznych dziełach Bazylego Rudomicza. Wśród bardziej współczesnych utworów pamiętnikarskiej literatury pięknej Biłgoraj odgrywa ważną rolę u takich twórców, jak Melchior Wańkowicz (Wrzesień żagwiący), Zygmunt Klukowski (Dziennik z lat okupacji) i Konrad Bartoszewski (Sąd polowy). Trzej ostatni w swojej twórczości odnosili się do tragedii dziejów miasta w latach II wojny światowej. Wśród najnowszych dzieł pamiętnikarsko-publicystycznych, które łączą się z Biłgorajem, wymienić też należy książki Płoną koty w Biłgoraju autorstwa polityka Janusza Palikota i Mała zagłada Anny Janko. Do dziejów Biłgoraja w swoich książkach odwołuje się Janusz Jarosławski (ur. 1967) – pochodzący z Biłgoraja pisarz, publicysta, autor książek poświęconych tematyce historycznej i broni białej.
Poetami, którzy tworzyli utwory liryczne związane z Biłgorajem, są Wacław Oszajca i Urszula Kozioł. Epizodycznie Biłgoraj pojawiał się też w utworach Konstantego Ildefonsa Gałczyńskiego i Mirona Białoszewskiego. Ogólnie jednak nie stanowił ośrodka, z którym szeroko związani byli liczni literaci, wobec czego nawiązań do miasta w literaturze nie ma aż tak wiele.
Niezbyt liczne są biłgorajskie nawiązania w innych dziedzinach sztuki i kultury popularnej. Wśród nich znany jest utwór muzyczny Grzegorza Ciechowskiego Piejo kury, piejo, wydany na płycie ojDADAna z 1996. Folklorystyczny teledysk do utworu wyreżyserował Jan Jakub Kolski, jednak elementy w nim się znajdujące nie reprezentują kultury ludowej ziemi biłgorajskiej.
Jeśli chodzi o sztukę filmową, to Biłgoraj jest głównym miejscem akcji oraz miejscem kręcenia zdjęć filmu Motór w reżyserii Wiesława Palucha. Epizodycznie pojawiał się też w serialach telewizyjnych Polskie drogi i Dom.

## Media
Poza mediami ogólnopolskimi Biłgoraj znajduje się w zasięgu działalności dziennikarskiej mediów regionalnych. Należą do nich stacje radiowe i telewizyjne – m.in. Radio Lublin i Telewizja Lublin – a także tytuły prasowe, np. Dziennik Wschodni, Tygodnik Zamojski i Kronika Tygodnia.
Wśród mediów regionalnych i lokalnych, których siedziby znajdują się w Biłgoraju, od 2002 funkcjonuje gazetowy tygodnik NOWa Gazeta Biłgorajska, posiadający również własny portal internetowy. Największymi miejscowymi portalami internetowymi o profilu dziennikarsko-publicystycznym są ponadto Gazeta Biłgorajska Niebieska (od 2010) oraz bilgoraj.com.pl.
Własne media prowadzi także samorząd. Są nimi Biłgorajska Telewizja Kablowa, którą można odbierać na terenie miasta, oraz kwartalnik kulturalny Tanew, redagowany od 1989.

## Religia

### Wspólnoty wyznaniowe

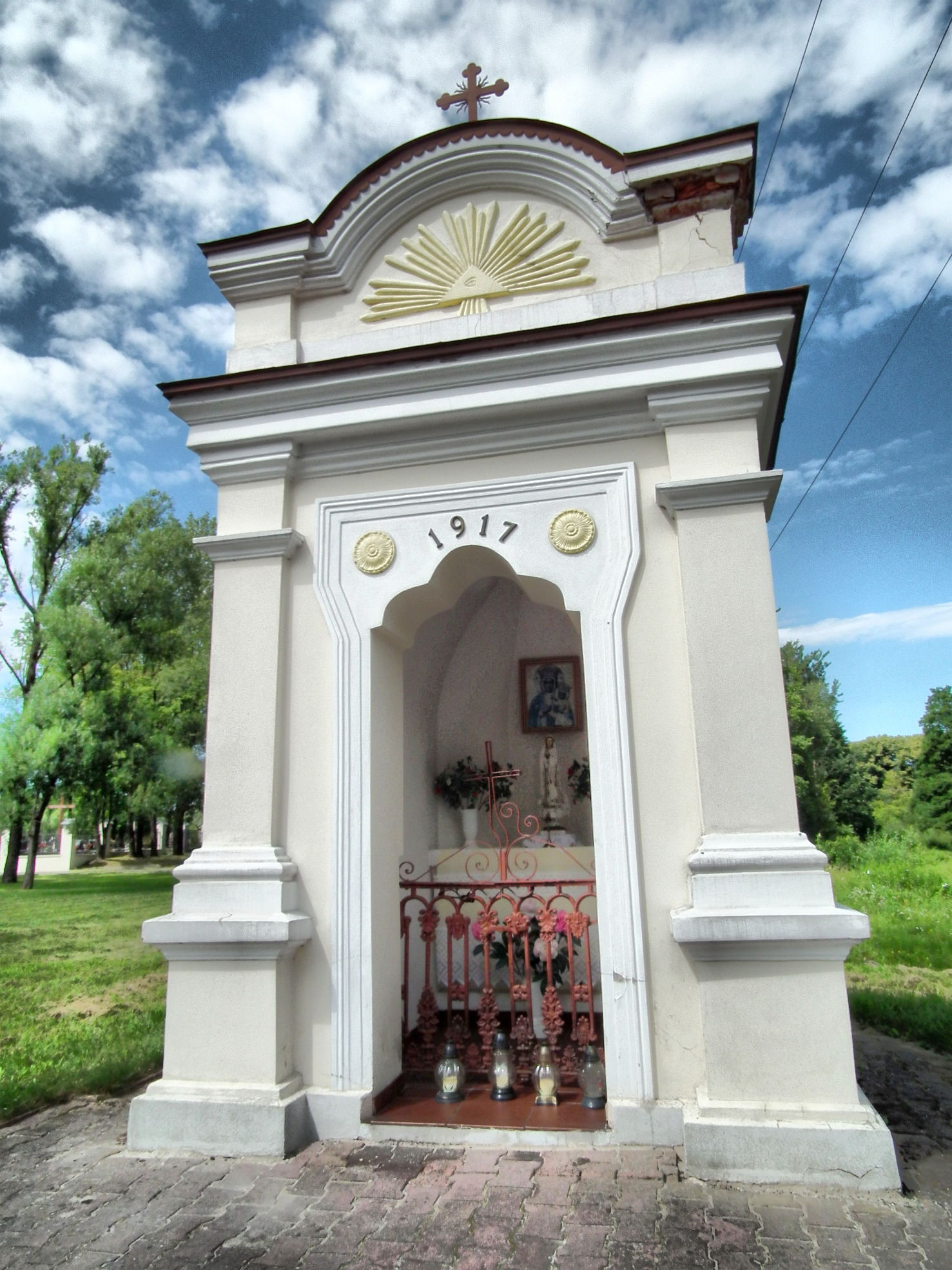
Kapliczka z 1917 przy ul. Lubelskiej

W Biłgoraju, podobnie jak na terenie całego kraju, większość mieszkańców deklaruje się jako katolicy rzymscy. Pod względem organizacji Kościoła rzymskokatolickiego miasto leży na terenie metropolii przemyskiej, diecezji zamojsko-lubaczowskiej i jest podzielone na dwa dekanaty: Biłgoraj Północny i Biłgoraj Południowy. Według statystyk z 2018 w pierwszym z nich w mszach świętych bierze udział 48,3% wiernych, a w drugim 50,0% wiernych. Jest to więcej, niż średnia krajowa, wynosząca 36,7%.
W mieście działa 5 katolickich kościołów parafialnych. Są to:
1. Kościół pw. Trójcy Świętej i Wniebowzięcia Najświętszej Marii Panny przy ul. Trzeciego Maja, w Śródmieściu. Jest to kościół farny i siedziba dekanatu Biłgoraj Północny.
2. Kościół pw. św. Jerzego przy ul. Tadeusza Kościuszki, w Śródmieściu.
3. Sanktuarium pw. św. Marii Magdaleny przy ul. Krzeszowskiej, w dzielnicy Puszcza Solska. Siedziba dekanatu Biłgoraj Południowy.
4. Kościół pw. Chrystusa Króla przy ul. Polnej, w osiedlu Różnówka.
5. Kościół pw. św. Jana Pawła II przy ul. Józefa Poniatowskiego, w dzielnicy Ogrody.

Trzy pierwsze z wymienionych są obiektami zabytkowymi. Sanktuarium św. Marii Magdaleny obejmuje jeszcze m.in. pofranciszkański klasztor. Zbudowano je na miejscu, w którym według tradycji miały miejsce objawienia św. Marii Magdaleny. Obecnie ten zespół sakralny jest niewielkim ośrodkiem pielgrzymkowym.
Oprócz kościołów na terenie miasta znajdują się dwie zabytkowe kaplice z 1917. Z wiarą katolicką związane są też zlokalizowane w różnych częściach Biłgoraja krzyże i kapliczki przydrożne. Te ostatnie w swojej formie są szczególnie charakterystyczne dla regionu Roztocza.
W Biłgoraju funkcjonują także żeńskie zgromadzenia zakonne sióstr serafitek oraz sióstr honoratek.

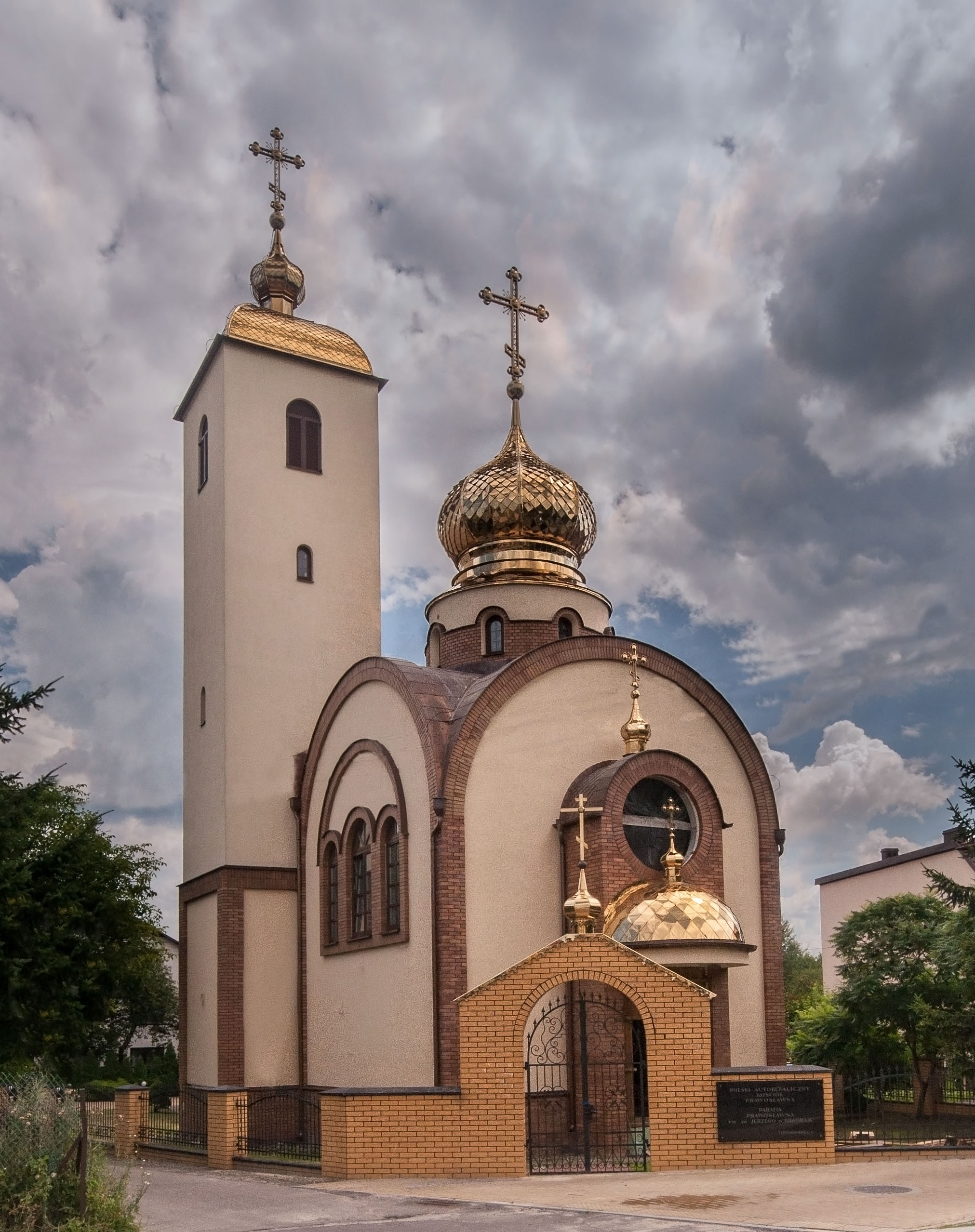
Cerkiew prawosławna pw. św. Jerzego przy ul. Tarnogrodzkiej

Obok kościoła katolickiego na terenie Biłgoraja działają organizacje i zgromadzenia religijne:
- Polski Autokefaliczny Kościół Prawosławny:
  - parafia św. Jerzego (cerkiew pw. św. Jerzego przy ul. Tarnogrodzkiej, w dzielnicy Puszcza Solska),
- Kościół Zielonoświątkowy:
  - zbór Betel[142],
- Świadkowie Jehowy:
  - Sala Królestwa Świadków Jehowy przy ul. Zamojskiej,
  - zbór Biłgoraj-Centrum (w tym grupa języka migowego),
  - zbór Biłgoraj-Puszcza[143],
- Zrzeszenie Wolnych Badaczy Pisma Świętego:
  - zbór Biłgoraj (ok. 68 ochrzczonych – drugi wielkością w Polsce)[144].

Na terenie prywatnej inwestycji Miasto na Szlaku Kultur znajduje się wierna rekonstrukcja przedwojennej synagogi z miasta Wołpa na Białorusi.

### Nekropolie
W chwili obecnej na terenie miasta istnieje 6 wydzielonych przestrzennie nekropolii. Są to:
1. Lapidarium sztuki cmentarnej przy ul. Lubelskiej – czynny cmentarz komunalny, założony w XVIII w. i będący cennym zabytkiem sztuki sepulkralnej, z ossuarium;
2. Cmentarz przy ul. Lubelskiej – założony w drugiej połowie XIX w., obecnie nieczynny. Ma charakter wielowyznaniowy. Również stanowi cenny obiekt historyczny – zawiera liczne zabytkowe nagrobki z XIX i XX w., w tym groby Rosjan z czasów zaborów, groby zasłużonych Biłgorajan i kwatery żołnierzy poległych w trakcie I i II wojny światowej. Założenie cmentarne obejmuje liczne drzewa – pomniki przyrody, a także dwie zabytkowe bramy z XIX w.
3. Cmentarz rzymskokatolicki przy al. Jana Pawła II – założony w pierwszej połowie XIX w. jako nekropolia parafii Puszcza Solska. Również ma wartość historyczną, zawiera liczne zabytkowe nagrobki i kapliczki z XIX i XX w., a także kwaterę żołnierzy z kampanii polskiej 1939[145].
4. Cmentarz komunalny – współczesny obiekt, zlokalizowany w zachodniej części miasta, przy ul. Stefana Batorego.
5. Cmentarz żydowski przy ul. Marii Konopnickiej – tzw. nowy – zabytkowy obiekt założony w XIX w., w czasie holocaustu miejsce martyrologii. Zlokalizowany jest na nim pomnik zamordowanych Żydów biłgorajskich.
6. Cmentarz ofiar epidemii cholery i tyfusu z czasów I wojny światowej[ak], zlokalizowany przy ul. Marii Konopnickiej[146].

W przeszłości na terenie miasta regularnie funkcjonowało jeszcze przynajmniej 5 innych cmentarzy. Były to chrześcijańskie nekropolie przykościelne oraz dwa cmentarze żydowskie – jeden obok dawnej synagogi przy ul. Lubelskiej, a drugi przy dzisiejszej ul. Józefa Piłsudskiego (tzw. stary).

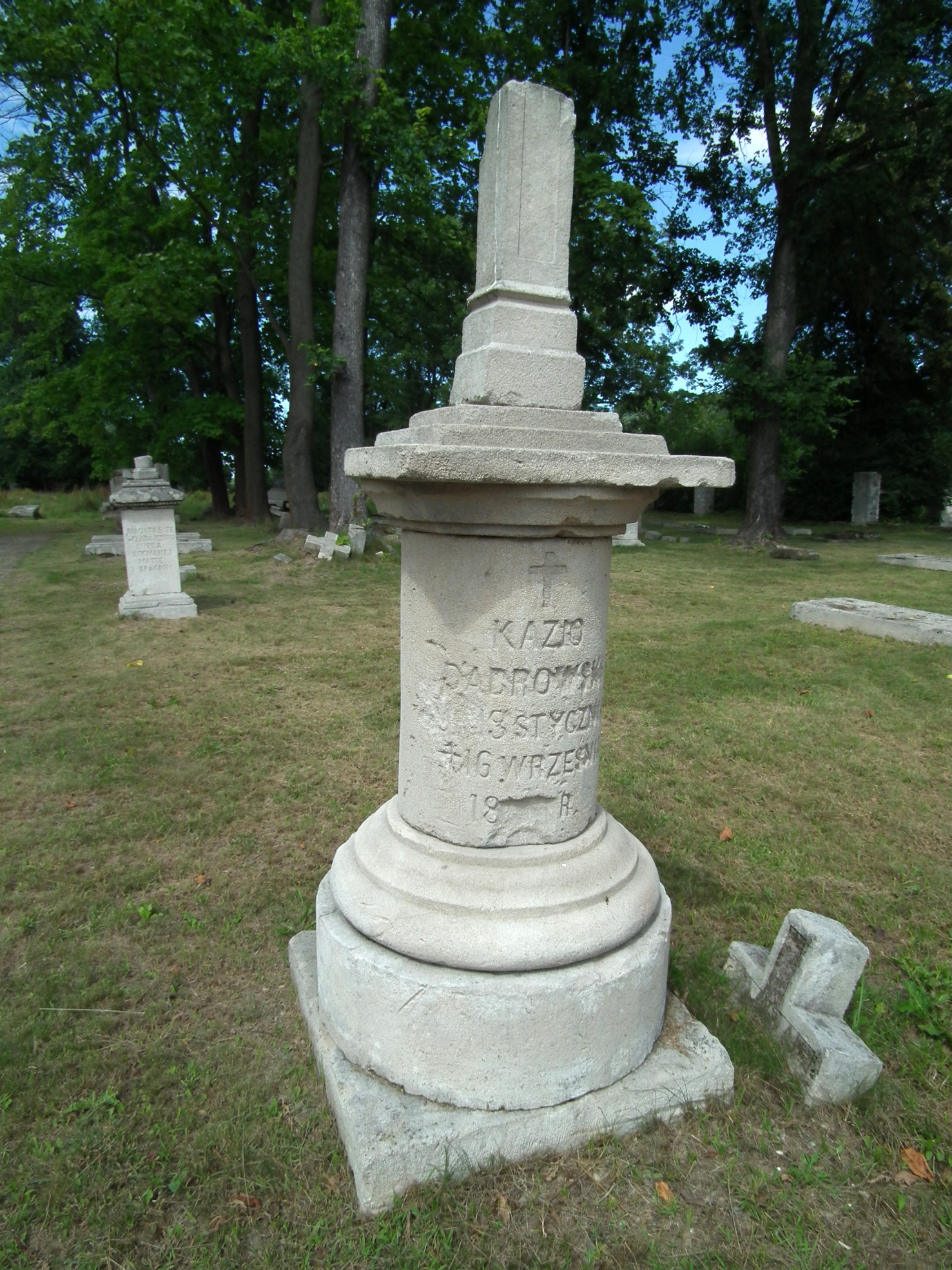
Jeden z zabytkowych pomników w Lapidarium sztuki cmentarnej
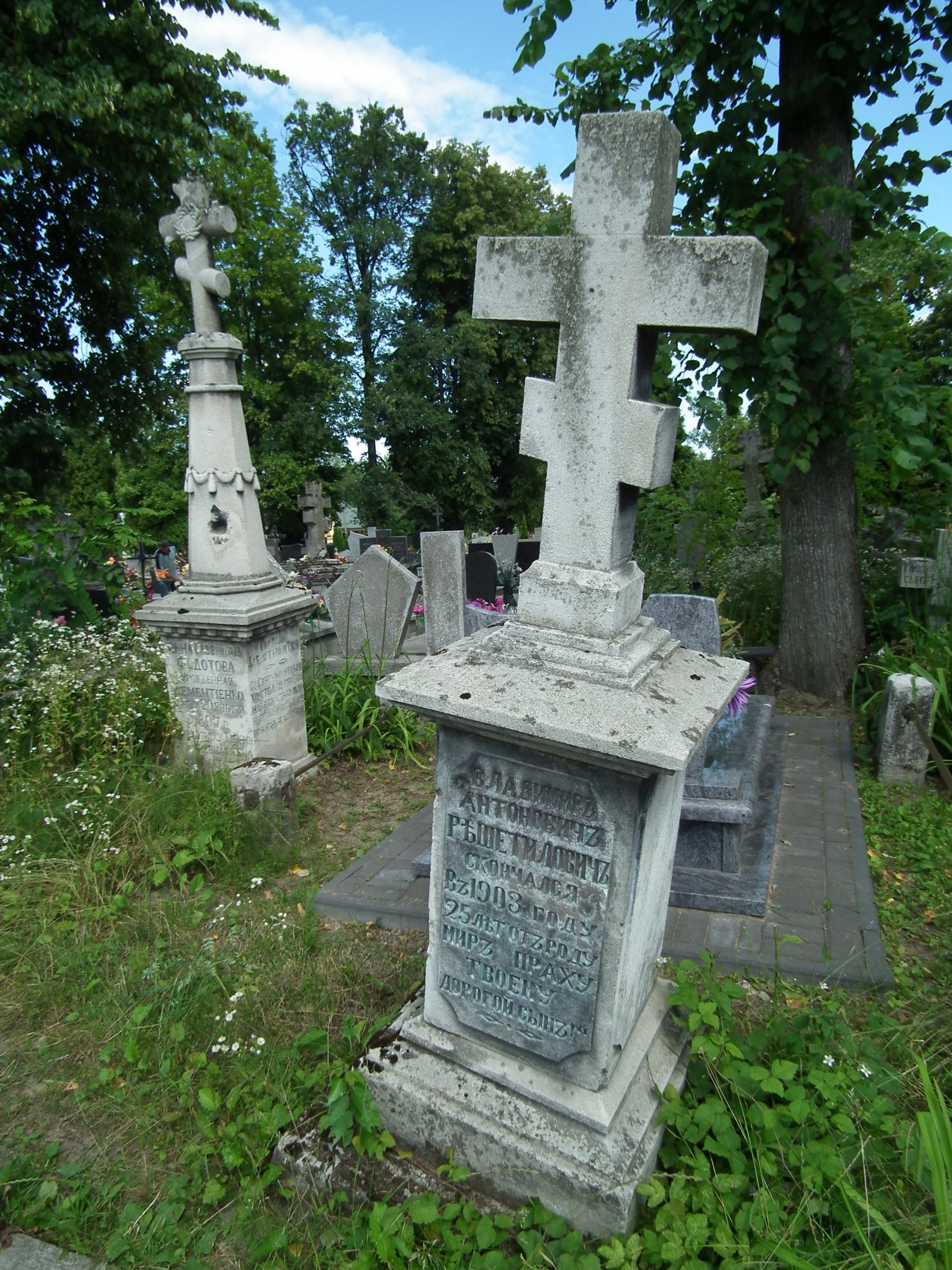
XIX-wieczne groby Rosjan na cmentarzu przy ul. Lubelskiej
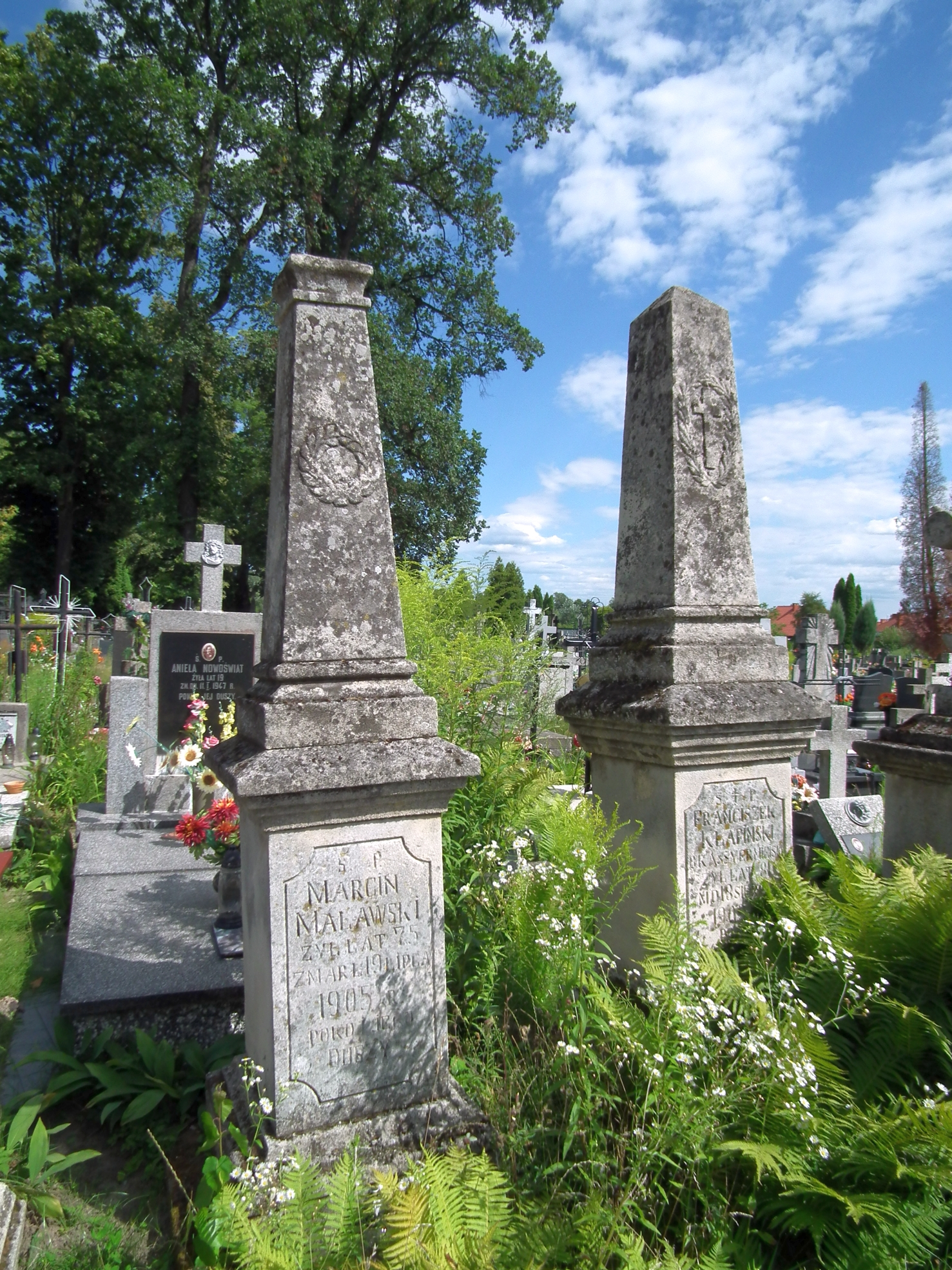
Pomniki z początku XX w. na cmentarzu przy ul. Lubelskiej
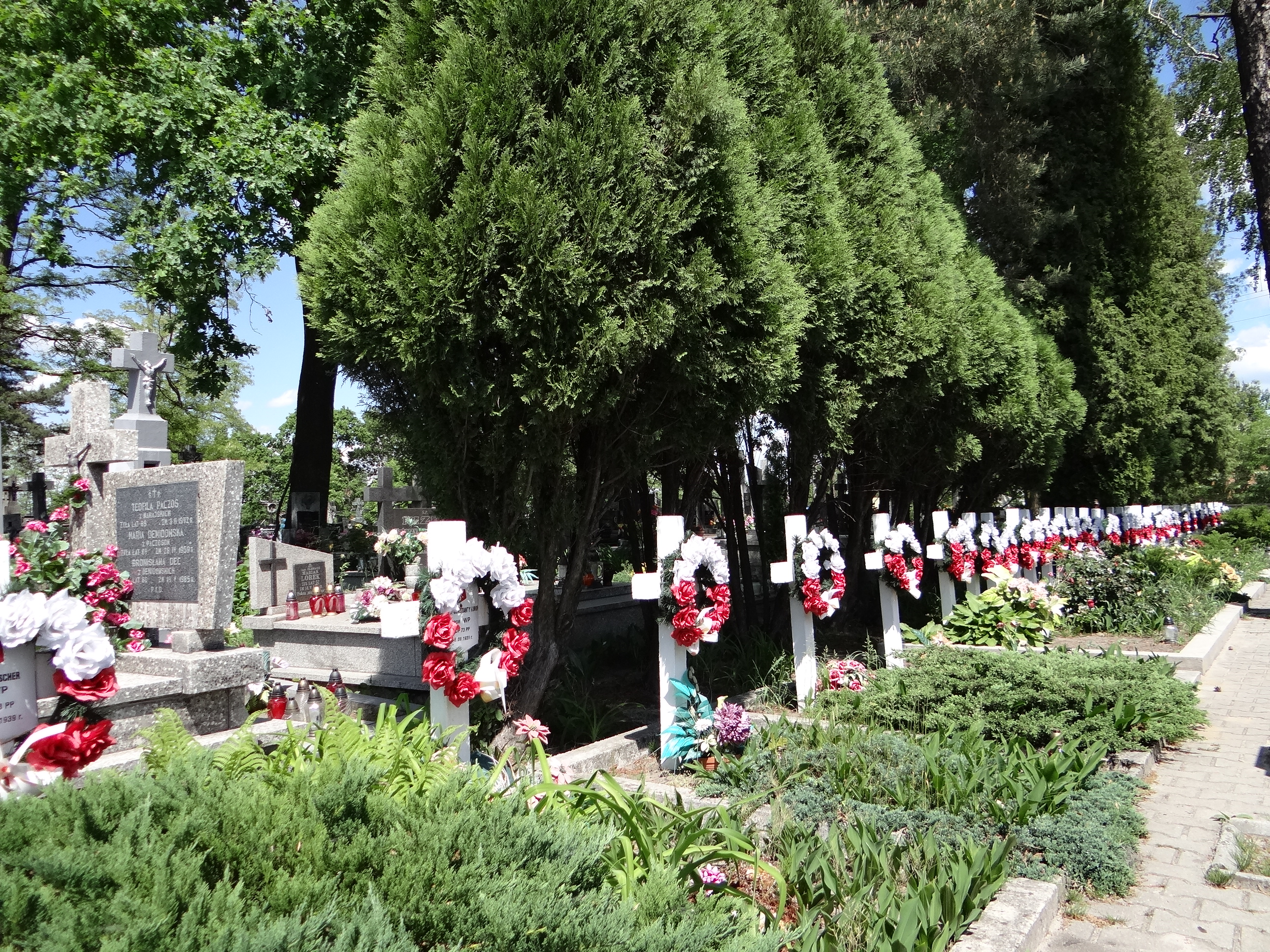
Groby żołnierskie na cmentarzu przy al. Jana Pawła II w Puszczy Solskiej
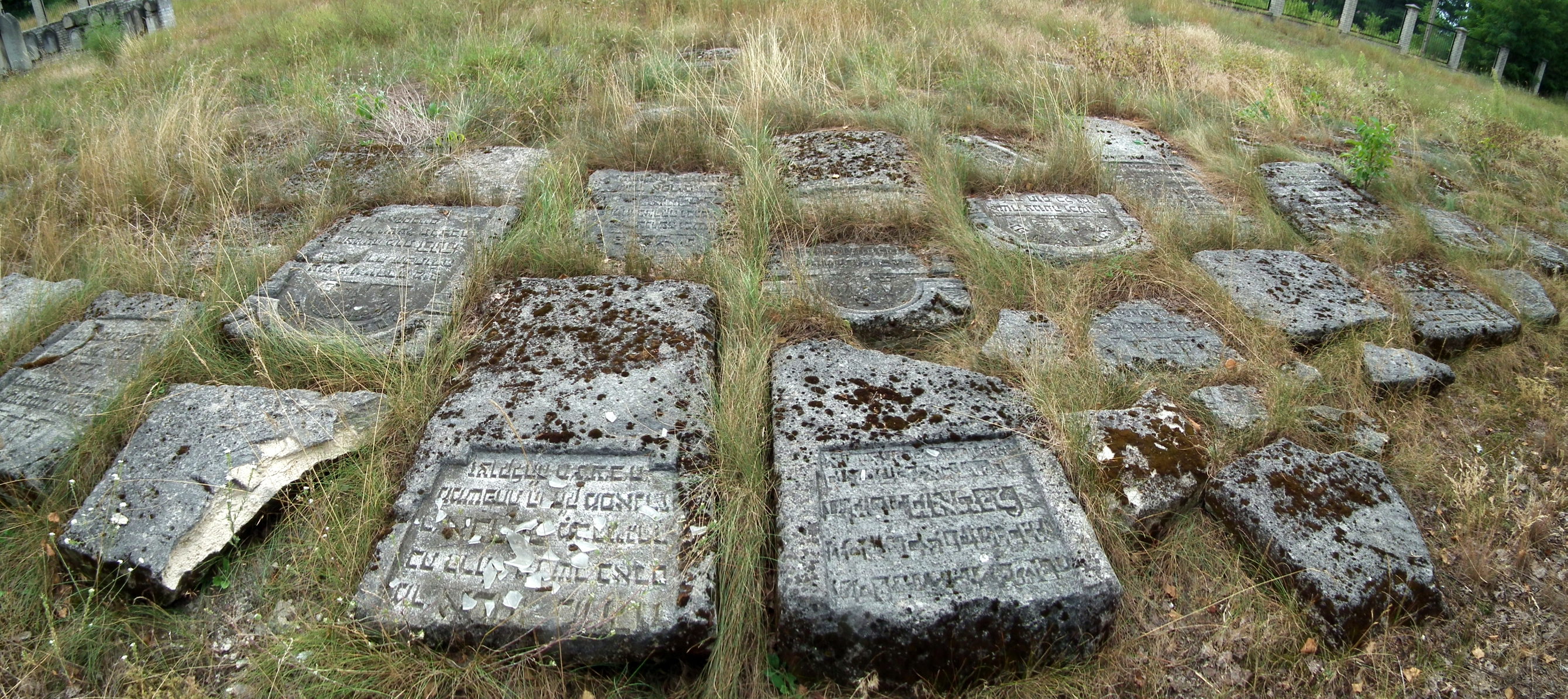
Macewy na nowym cmentarzu żydowskim

## Sport

### Obiekty sportowo-rekreacyjne

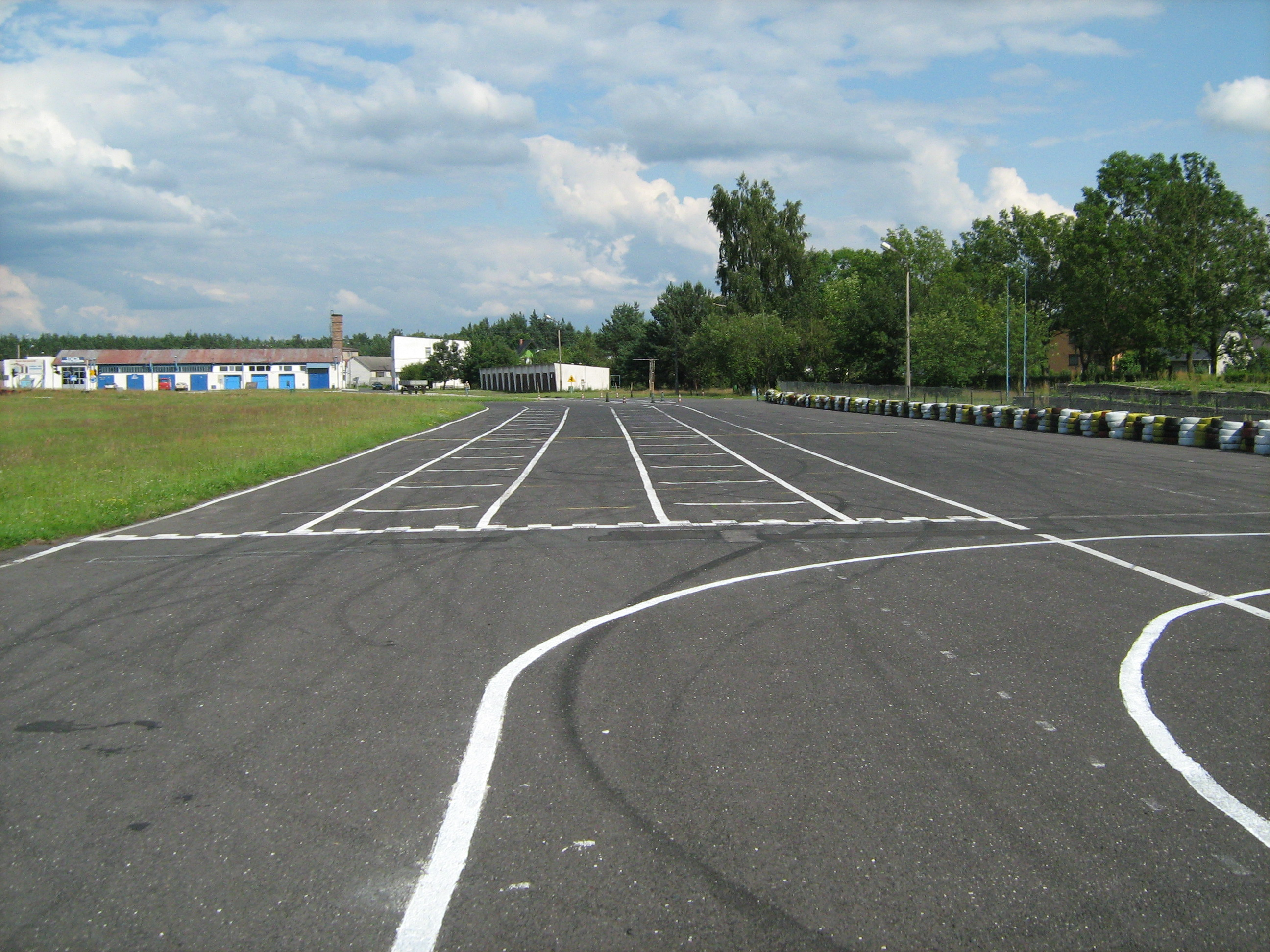
Fragment toru kartingowego na autodromie

Największym skupiskiem obiektów sportowych w Biłgoraju jest miejski Ośrodek Sportu i Rekreacji. W jego skład wchodzą m.in. boiska piłki nożnej oraz wielofunkcyjne wraz z trybunami, hala widowiskowo-sportowa, urządzenia lekkoatletyczne, skatepark, korty tenisowe. Ośrodek zarządza także rekreacyjno-wypoczynkowym zalewem z pełną infrastrukturą sportową, zlokalizowanym w dzielnicy Bojary. Boiska, korty tenisowe, siłownie zamknięte i zewnętrzne znajdują się także w innych punktach miasta, w tym przy szkołach. Własne hale sportowe posiadają również placówki oświatowe.
W mieście znajduje się jedna kryta pływalnia, zarządzana przez samorząd powiatowy. Na terenie dzielnicy Puszcza Solska zlokalizowany jest autodrom z torami kartingowymi i instalacjami służącymi do organizacji imprez związanych ze sportami motorowymi.

### Kluby i stowarzyszenia, imprezy sportowe
Prawdopodobnie najszerzej znanym klubem sportowym, działającym w Biłgoraju, jest założony w 1945 BKS Łada Biłgoraj. Klub ten skupia się w głównej mierze na piłce nożnej, jednak prowadzi też sekcje innych dziedzin sportowych. Drużyna piłkarska Łady korzysta z obiektów OSiR, które są dla niej stadionem macierzystym.
W regionie znany jest też LKS Znicz Biłgoraj, zorientowany głównie na lekkoatletykę i podnoszenie ciężarów. W latach 2000–2013 popularny był zespół BKS Szóstka Biłgoraj, którego kobieca drużyna siatkarska plasowała się w najwyższych polskich klasach rozgrywkowych. Od 1989 funkcjonuje stowarzyszenie Automobilklub Biłgorajski, popularyzujące sporty samochodowe i motocyklowe. Od 2011 działa inicjatywa obywatelska Biłgoraj przyjazny rowerzystom, popularyzująca rower jako środek transportu i lobbująca na rzecz rozwoju infrastruktury rowerowej w mieście.
Na terenie miasta działa też wiele innych klubów, stowarzyszeń, środowisk sportowych. Zaliczyć do nich można RWKS Sparta, działający w zakresie sportów wodnych, oraz inne, mniejsze organizacje. Biłgoraj w latach 90. XX w. był zalążkiem karate tradycyjnego na terenie Lubelszczyzny; w mieście funkcjonuje klub karate Fudokan.
W Biłgoraju odbywają się też regularnie, cykliczne imprezy i zawody, mające na celu popularyzację sportu, zdrowego stylu życia oraz tworzenie wizerunku miasta. W dużej części są związane z działalnością klubów sportowych, ale też szkół i innych organizacji. Mają zasięg lokalny i regionalny. Należą do nich m.in. Ogólnopolski Rajd Samochodowy o Puchar Tanwi, Ogólnopolskie Zawody Kartingowe (wydarzenia w czerwcu), Ogólnopolski Bieg Uliczny (we wrześniu), Ogólnopolski Turniej Piłki Ręcznej Juniorów (w grudniu).